# الفتح الإسلامي للغال
الفَتحُ الإسْلَامِيُّ لِلغَالِ أو الغَزْوُ الإسْلَامِيُّ لِلغَال، وفي بعضِ المصادر خصوصًا ذات الصبغة القومية يُعرَفُ هذا الحدثُ باسمِ الفَتْحِ العَرَبِيِّ لِلغَالِ (على الرغم من أنَّ جيش المسلمين تضمن عربًا وبربرا بشكلٍ أساسي وغيرهم من العرقيات الأقل عددًا)، كما يُعرَفُ هذا الحدثُ أيضًا باسمِ الفَتْحِ الإسْلَامِيِّ لِغَالَة، وتسُميه بعض المصادر الفَتْحَ الإسْلَامِيَّ لِفرَنْسَا أو الفَتْحَ الإسْلَامِيَّ لِجَنُوبِ فرَنْسَا، وهو سلسلة من الحملات العسكرية التي قام بها المسلمون لفتح بلاد الغال وما وراء جبال البرانس بعد تمام فتح الأندلس. كانت بدايات تلك الفتوح ضرورة إستراتيجية لحماية المكتسبات الإسلامية في أيبيريا، إذ كان قسمٌ من نُبلاء القوط — سادة الأندلس السابقين — قد انسحبوا من أمام الجُيُوش الإسلاميَّة واستقرُّوا في مُقاطعة سبتمانية بِجنوب الغال، فكان لا بُد من مُلاحقتهم والقضاء على نُفوذهم تمامًا كي يستقرَّ الأمر لِلإسلام والمُسلمين في الأندلُس.
توغَّل المُسلمون بعد فتح سبتمانية في بلاد الغال، فتساقطت أمامهم الحُصُون والقلاع والمُدن الواحدة تلو الأُخرى، ففتحوا قسمًا من إقليم أقطانية وهزموا جُيُوش الأُمراء الإفرنج الواحد تِلو الآخر، ومال إليهم السُكَّان في بعض المُدن رغبةً منهم في التخلُّص من سُلطة النُبلاء الإقطاعيين. ولمَّا تبيَّن لِلإفرنج أنَّ بِلادهم ستسقط في يد المُسلمين تمامًا بعد أن وصلوا أسوار مدينة بَرِيش (باريس) عاصمة المملكة، اتحد الأُمراء تحت راية الدوق الأكبر فيهم، والذي كان يتولَّى نظارة البلاط الإفرنجي، المدعو قارلة مارتل (شارل مارتل)، وحاربوا المُسلمين وتمكنوا من هزيمتهم عند مدينة طُرْش (تور) في معركةٍ عُرفَت في المصادر العربيَّة والإسلاميَّة باسم «معركة بلاط الشُهداء» لِكثرة ما خسره المُسلمين من رجال. تابع المُسلمون رُغم خسارتهم فتح بعض المُدن والمناطق الغاليَّة، فسقطتْ في أيديهم مُدُنَ أَفِنْيُون ولِيُون وأوتن[غير مفهوم]، على أنَّ سيطرتهم عليها لم تدم طويلًا قبل أن تعود جميعها إلى حظيرة الإفرنج. وبِحُلول سنة 759 مـ كان المُسلمون قد خسروا سبتمانية أيضًا بعد أن حوصرت قصبة هذا الإقليم، وهي مدينة أَرْبُونَة، من قِبل الملك الإفرنجي بِبِّين القصير، واضطرَّت حاميتها ومن سكنها من المُسلمين الوافدين والأهالي الأصليين الذين أسلموا إلى الانسحاب نحو الأندلُس، بعد حوالي 40 سنة من دُخول الإقليم المذكور في حوزة الدولة الأُمويَّة.
توقفت مُحاولات المُسلمين لِفتح الغال خِلال ما تبقَّى من عصر الوُلاة في الأندلُس لِكثرة ما وقع من فتنٍ وثوراتٍ في البلاد وانهماك الوُلاة في إخمادها، ثُمَّ بعد سُقُوط الدولة الأُمويَّة في المشرق وقيام الدولة العبَّاسيَّة على أنقاضها، وما تبع ذلك من قيامٍ لإمارة قُرطُبة على يد آخر أُمراء بني أُميَّة عبدُ الرحمٰن الداخل، وما اتخذه من وقتٍ لتثبيت حُكمه وإرساء الأمن والاستقرار في رُبُوع الأندلس. تابع خُلفاء عبدِ الرحمٰن الداخل إرسالَ الحملاتِ العسكرية نحو الغال في سبيل دفع الخطر الإفرنجي بعيدًا عن ديار الإسلام ولِفتح ما تيسَّر من بِلاد. أصابت بعضُ تلك الحملات قدرًا من النجاح، واستقرَّ المُسلمون في عددٍ من المناطق المهجورة وفق ما تُشير إليه بعض الروايات اللاتينيَّة، كما أُشير إلى استقرار بعض المُسلمين في معابر جبال الألب الفاصلة بين إفرنجية وشبه الجزيرة الإيطاليَّة، لكنَّ هؤلاء لم يستمروا في إقامتهم في تلك المناطق، ولم تستثمرهم السلطةُ المركزيَّة في قُرطُبة، فاندثروا مع مُرور الوقت بِحَسَبِ الوثائقِ اللاتينية نتيجةَ انقطاعِ صلاتهم مع الأندلس. وفي عهد الحاجب المنصور، جرت آخر مُحاولات التوغُّل في الغال دون أن تُصيب نجاحًا مُهمًا، وسُرعان ما توقفت بعد سُقُوط الخِلافة الأُمويَّة الأندلُسيَّة وانقسام البلاد إلى عدَّة ممالك. ترك الفتحُ الإسلامي لِلغال آثارًا ثقافيَّة بارزة على الغال والغاليين، إذ تأثَّرت اللُغة القسطانيَّة بِاللُغة العربيَّة بِشكلٍ واضح، كما كان لِتلك الحملات أثرٌ أذكته الكتابات المسيحيَّة واستُخدِم في توجيه الإفرنج نحو ضرورة قتال المُسلمين بعد قُرونٍ خِلال زمن الحملات الصليبيَّة.

## أوضاع الغال قُبَيْلَ الفتوحات الإسلامية

### الأوضاع السياسية

المملكة الإفرنجيَّة في مراحل توسُّعها المُختلفة، قبل الفُتُوحات الإسلاميَّة وما بعد تراجُع المُسلمين الأوَّل.

كانت مملكة الإفرنج قد قامت وثبَّتت أركانها على يد أميرٍ شُجاعٍ مقدامٍ يُدعى «كلوڤيس» كان يتزعَّم إحدى فُروع القبائل الجرمانيَّة التي استقرَّت مُنذُ أواخر القرن الخامس الميلادي، بين نهر الرَّاين وبحر الشمال في إقليم الفلمنك وما إليه، ثُمَّ على ضفاف الرَّاين الوُسطى والموزل. وكان كلوڤيس المذكور قد فتح شمال فرنسا المُعاصرة سنة 486م مُنتزعًا إيَّاه من آخر الوُلاة الرومان الذي كان قد أقام به دولة مُستقلَّة بُعيد انهيار الإمبراطوريَّة الرومانيَّة الغربيَّة، ثُمَّ حارب القبائل الألمانيَّة القاطنة شرق نهر الرَّاين، وافتتح أراضيها حتَّى باڤاريا. وفي سنة 507م حارب كلوڤيس القوط، وكانوا قد استقرُّوا في الغال (القسم الجنوبي من فرنسا) وقتل ملكهم ألاريك الثاني، واستولى على الأراضي الواقعة ما بين نهر اللوار وجبال البرتات، عدا ولاية سبتمانية التي بقيت في يد القوط. وهكذا أرسى كلوڤيس قواعد دولته الكبيرة، وجعلها مملكةً عُظمى تربَّع هو على عرشها لِيكون أوَّل مُلوك الإفرنج عامَّةً ومُؤسس الأُسرة الميروڤنجيَّة، واتخذ تخت مُلكه في مدينة بريش (باريس)، فأصبحت عاصمة بلاد الفرنجة مُنذ ذلك الحين.
تابع أبناء كلوڤيس وخُلفاؤه من بعده سياسة الفتح، وافتتحوا بُرغُونية وأواسط جرمانية وشمالي شبه الجزيرة الإيطاليَّة. ثُمَّ وقعت الحرب الأهليَّة حينًا بين أُمراء الإفرنج الذين اقتسموا تُراث كلوڤيس، حتى جاء كلوتير الثاني سنة 613م فبسط سُلطانه على الغال كُلها، واستأنف الفتح لإخضاع باقي الإمارات الإفرنجيَّة الواقعة شرقيَّ الرَّاين. وسار ولده داگوبرت في أثره، وجمع كلمة الفرنجة تحت لواءٍ واحدٍ، وغلبت سلطة الإفرنج على جرمانية الغربيَّة ثانيةً. كان داگوبرت آخر المُلوك الميروڤنجيين الذي استطاع أن يقبض على زمام السُلطة المركزيَّة بِيدٍ قويَّة، أمَّا خُلفاءه فكانوا رجالًا ضِعاف الخِلال والعزائم، مُنغمسين في الترف والملذَّات، فضعُف سُلطان العرش، وانهارت السُلطة المركزيَّة القويَّة التي كان يقبض عليها ملكُ الفرنجة، واستقلَّ الأشراف والزُعماء المحليُّون وأصبح كُلٌ منهم الآمر الناهي في إقطاعه، ولا يرتبط بِالسُلطة المركزيَّة في بريش إلَّا إسميًّا.

«الصليب الكارولنجي»، شعار الأُسرة القارليَّة التي كانت الحاكمة بِالأمر الواقع في المملكة الإفرنجيَّة عشيَّة الفتح الإسلامي.

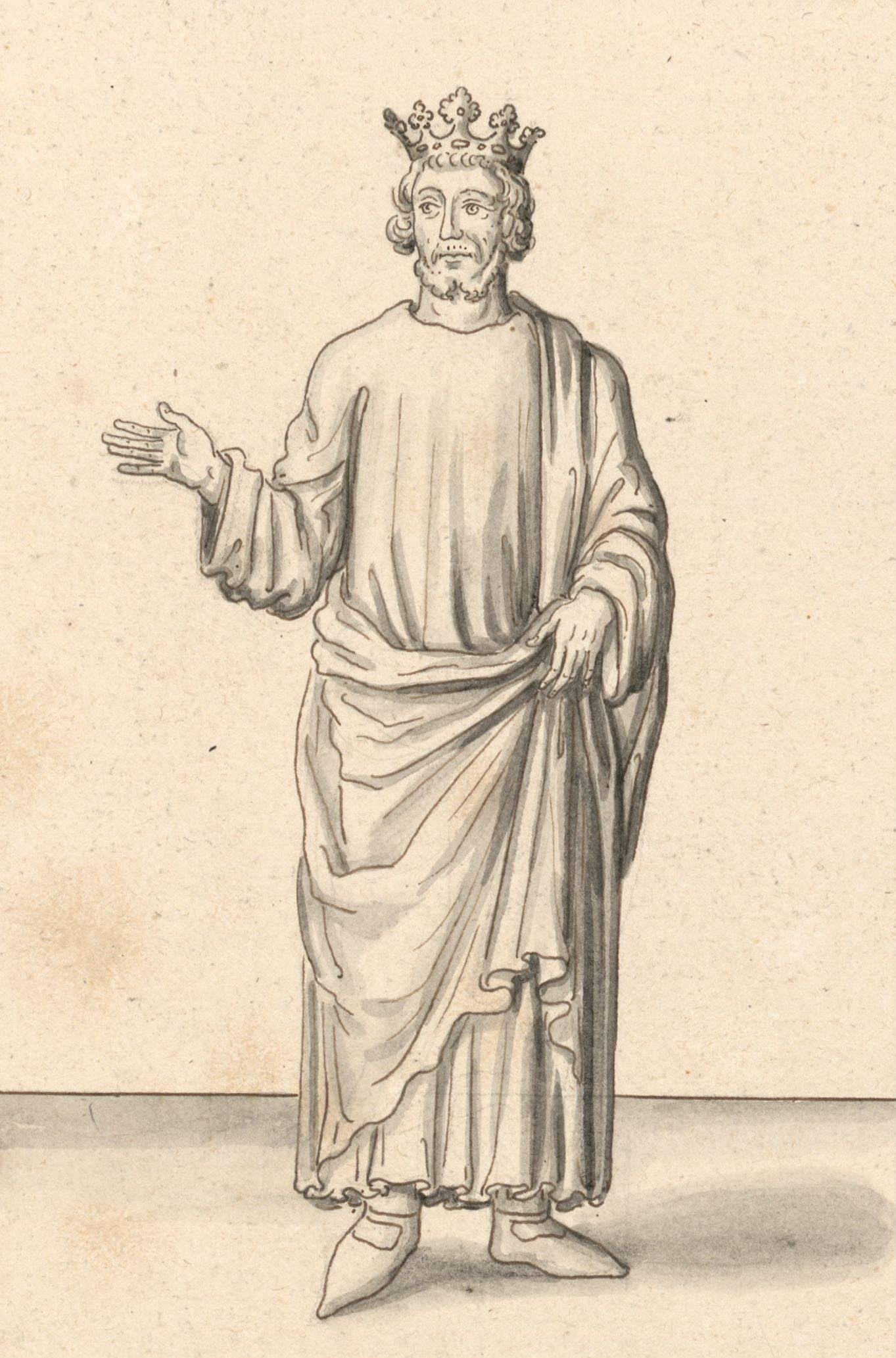
قارلة مارتل، ناظر العرش الإفرنجي زمن الفتح الإسلامي لِلغال.

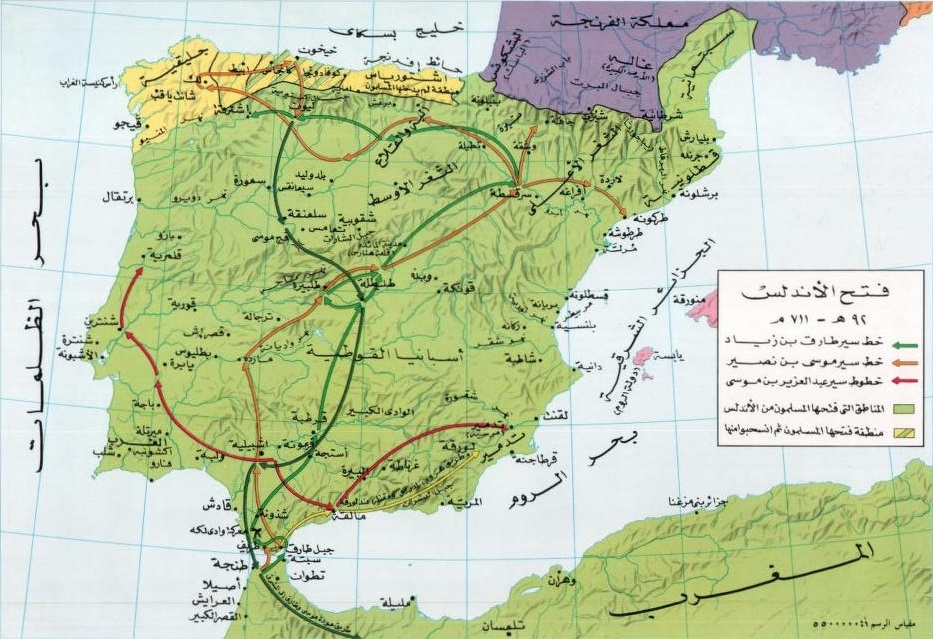
مسار فُتُوحات المُسلمين في الأندلُس.

نتيجة ضعف المُلُوك وتراجع سُلطانهم، برزت في تلك الفترة سُلطة سياسيَّة جديدة في البلاط الإفرنجي هي سُلطة الحاجب، الذي عُرف باسم «مُحافظ القصر» أو «ناظر العرش» (باللاتينية: Maior domus)، وكان هذا المنصب في المبدأ مُتواضعًا، ليست له أية صفة سياسيَّة أو إداريَّة، تقتصر مهامُه على النظر في شُؤون القصر المنزليَّة، ولكنَّهُ غدا منذ أوائل القرن السابع الميلاديّ، منصبًا هامًّا، يتولاه رجالٌ أقوياء يتطلَّعون إلى السُلطة، وأصبح بمضيِّ الزمن أهم مناصب المملكة الإفرنجيَّة السياسيَّة والإداريَّة، يستأثر صاحبه بِكُل السُلطات الحقيقيَّة، وإليه مُنتهى الأمر في أخطر شُؤون الدولة، يُباشرُها باسم العرش ومن ورائه، ولا يُباشر الملك إلى جانبه غير رُسوم المُلك الإسميَّة، ويلتف حوله الزُعماء والأكابر، ويُباشر في مُعظم الأحيان سُلطة الملك الحقيقيَّة، خُصوصًا إذا كان الملك طفلًا قاصرًا، فهو عندئذٍ يغدو الملك الحقيقي باسم الوصي أو النائب. كانت الأُسرة القارليَّة (الكارولنجيَّة) القويَّة قد اختصت بهذا المنصب الخطير، منذُ عهد الملك داگوبرت، وأخذت تُهدد بِنُفُوذُها وقُوَّتها مصير الأُسرة الميروڤنجيَّة الملكيَّة. وكان القارليُّون أقوى بُطون الإفرنج في أوستراسيا (إفرنجية الشرقيَّة)، فامتلكوا ضياعًا شاسعةً ما بين نهري الرَّاين والموزل وتزعَّموا جماعة النُبلاء، وتولُّوا منصب رُعاة الكنيسة، ومُنح زعيمهم مُحافظ القصر لقب «دوق الإفرنج» تنويهًا بِرياسته وسُلطانه، الذي أصبح فوق سُلطان العرش. وكان انحلال الأُسرة الميروڤنجيَّة وانهيار سُلطانها سببًا في تفرُّق كلمة الفرنجة وانحلال المملكة الإفرنجيَّة الشاسعة، وتطلُّع الزُعماء إلى الاستقلال والرياسة، أُسوةً بما انتهى إليه مُحافظ القصر؛ فأُضرمت نيران الحرب الأهلية حينًا بين الإفرنج في أوستراسيا والإفرنج في نيوستريا (إفرنجية الغربيَّة)، وأسفر هذا الصراع عن استقلال ولاية أقطانية في غالة الجنوبيَّة، وكذلك استقلال مُعظم الولايات الجرمانيَّة، ِبرياسة طائفة من الأُمراء الأقوياء.
آل منصب المُحافظ في أواخر القرن السابع الميلاديّ إلى أميرٍ مقدامٍ جريءٍ من الأُسرة القارليَّة، هو ببين الهرشتالي (بالفرنسية: Pépin d'Héristal)، فحارب الخارجين عن طاعته في فريزيا وسكسونيا وباڤاريا وأخضعهم، ولبث مُحافظًا لِلقصر يحكم مملكة الفرنجة في الشرق والغرب بِقُوَّةٍ وعزمٍ، مدى سبعةٍ وعشرين عامًا، ثُمَّ تُوفي سنة 715م موصيًا بِمنصبه لحفيده الطفل تودفالد، ولد ابنه گريمولد الذي قُتل قبل وفاته. وكان لِببين الهرشتالي ولدٌ آخر من زوجته «ألفايده»، وهو قارلة (كارل أو شارل) مارتل، تركه أبوه فتًى قويًّا في نحو الثلاثين من عُمره، وكان من الطبيعي أن يكون هو مُحافظ القصر بعد وفاة أخويه الكبيرين گريمولد ودروگو. ولكنَّ ببين تأثَّر بِتحريض زوجه الأولى «بلكترود» وأوصى بِالمنصب لِحفيده، فكان مُحافظ القصر طفلًا هو تودفالد، يحكم مكان الملك الميروڤنجي وهو طفلٌ أيضًا، بِواسطة بلكترود التي عُيِّنت وصيَّة على حفيدها. وكان أوَّل ما فعلت بلكترود أن قبضت على قارلة، وزجَّتهُ إلى السجن لتأمن شرَّه ومُنافسته. ولكنَّ أشراف إفرنجية الشرقيَّة ساءهم أن تتولَّى الحُكم امرأة. فثاروا ونادوا بأحد زعمائهم «راگنفرد» مُحافظًا لِلقصر، ونشبت الحرب بين الفريقين، وهُزم حزب بلكترود، فارتدَّت مع حفيدها إلى قُلُونية، وقبض راگنفرد على زمام الحُكم. وفي تلك الأثناء فرَّ قارلة من سجنه، والتف حولهُ جماعة من أنصار أبيه، وحارب الفرنجة الشرقيين، فاستغاث راگنفرد بالدوق أودو أمير أقطانية القوي، فلم يُغنه ذلك شيءًا، وانتهى قارلة بأن هزمه ومزَّق قُوَّاته، واضطره إلى التسليم والصُلح. أما بلكترود فقد عقدت الصُلح أيضًا، وتنازلت عن كُل حقوقها. وغدا قارلة مارتل مُنذ سنة 720م مُحافظًا لِلقصر لا يُنازعه مُنازع، يحكم جميع الفرنجة في القسمين الشرقي والغربي من المملكة، وعند هذه النُقطة كان المُسلمون قد فرغوا من فتح الأندلُس وطرقوا باب الغال.

### الأوضاع الاجتماعيَّة

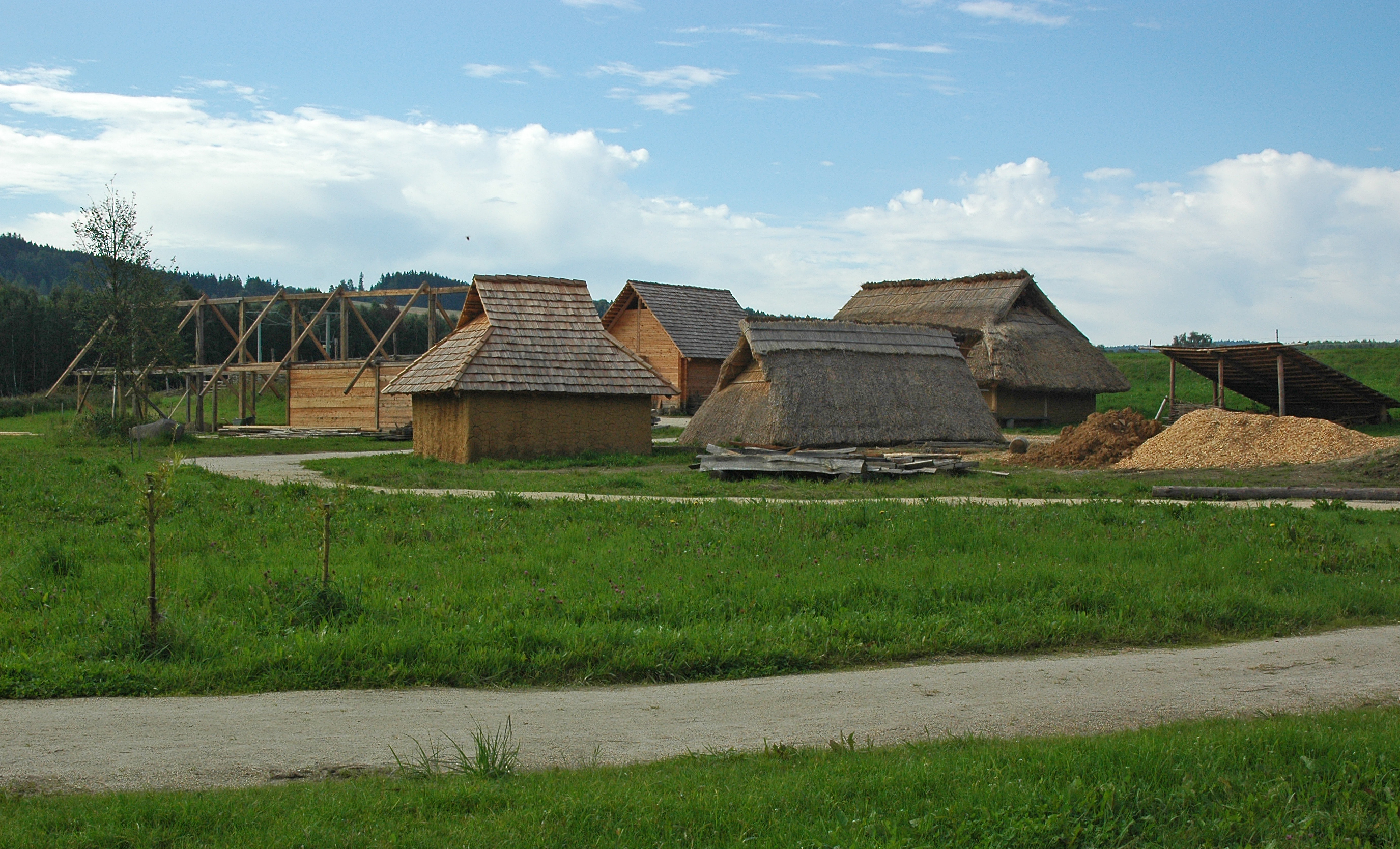
نموذجٌ لِما كان عليه شكلُ القُرى والبلدات في العُصُور الوُسطى المُبكرة في مُختلف البلاد الجرمانيَّة بما فيها المملكة الإفرنجيَّة.

كان الشكلُ الأوليّ من نظام الإقطاع يسود مُختلف أنحاء المملكة الإفرنجيَّة، وكانت جُمهرة من الأُمراء والدوقات والقَمَامِسَة تتقاسم السُلطة في مُختلف الولايات والأنحاء، وكُلَّما ضعُف سُلطانُ العرش اشتد نفوذُ أولئك الزُعماء المحليين، كما أُسلف. كما كانت العشائريَّة سائدة بين مُختلف طبقات الشعب، بحيثُ تعصَّب كُلُّ فريقٍ لِجماعته وعشيرته التي يتحدّر منها. وكان حق وراثة الأرض بين الإفرنج موضوعًا حسَّاسًا على المُستوى الاجتماعي، نظرًا لِأنَّ المكانة السياسيَّة والاجتماعيَّة لِلفرد كانت تتوقف عليه، فوفقًا لِحق الوراثة كانت تقل أو تزيد مكانة الإفرنجي بِانتقاص أو ازدياد ما يملكه من أراضٍ وضياع. وحقُ وراثة الأرض كان عادة اجتماعيَّة قديمة سادت بين القبائل الجرمانيَّة مُنذُ ما قبل استقرارها وتحضُّرها، فكان زعيمُ العشيرة يُوزِّع الجياد والرِّماح على رفاق السِّلاح قبل أي غزوة، وكان منحُ مثل هذه الأشياء يتم دون تحفُّظ، وكان من يتلقَّاها يحتفظ بها طالما كانت صالحة لِلاستعمال حتَّى ولو ترك خدمة زعيمه. وكان من حق المُحارب أن يُوصي بها عند وفاته لِأيِّ شخصٍ يشاء، ولم يكن هُناك ضررٌ من ذلك لِأنَّ مثل هذه الأشياء يُمكن تعويضها في عمليَّات غزوٍ جديدة. ولكنَّ المُشكلة كانت أنَّ رئيس العشيرة كان يمنح بعض الأراضي بعد الغزو، وليس من السهل تعويض الأرض بِقدر تعويض السلاح، وهُنا أدرك المُلوك ضرورة تحديد وتقييد هباتهم من الأراضي، ومن هذه القُيُود ولاءُ من يحصل على المنحة وأن تكون المنحة طوال حياته فقط ولا تُورَّث من بعده. وكان من الطبيعي أن يميل النُبلاء إلى التخلُّص من شرط الولاء وعدم التقيُّد بِالمُدَّة وأن يكون من حقِّهم توريث الأرض لِأولادهم. ولمَّا ضعُفت سُلطة العرش الإفرنجي نجحوا بِذلك، على أنَّ بعض المُلُوك الأقوياء أو مُحافظي القصر الذين لاحظوا العجز الناشئ في إيرادات الأراضي نتيجة تملُّص النُبلاء من ولائهم لِلعرش فرضوا بعض الضرائب على النُبلاء لِتعويض هذا العجز، فتمرَّد عليهم هؤلاء، ممَّا ولَّد صراعٌ اجتماعيٌّ دائم بين الحُكَّام وطبقة النُبلاء تمثَّل بِرغبة الأخيرين في تأمين مركزٍ دائمٍ لِأنفُسهم ولِأُسرهم من بعدهم، وبِضرورة تحقيق الحُكومة مُتطلبات المملكة النامية. أمَّا على صعيد طبقة الفلَّاحين والمُزارعين، فإنَّ الوثائق والمخطوطات بِالكاد تذكر عنها شيءًا قبل القرن التَّاسع الميلاديّ، وجلَّ ما هو معروف عن هذه الطبقة في العُصُور الوُسطى المُبكرة يتأتَّى من الاكتشافات الأثريَّة. ويبدو من خِلال التدقيق في تلك الاكتشافات، ومُطالعة الوثائق القليلة المُتبعثرة، أنَّ هذه الطبقة كان منها من يخضع بِالكامل لِسُلطة النُبلاء الإقطاعيين، وأنَّ بعضها الآخر كان عبارة عن مُجتمعاتٍ مُصغرة ذاتيَّة الحُكم إلى حدٍ كبير. وقد تجمَّع الفلَّاحون في قُرى أو بلدات صغيرة شُيِّدت مُنذُ العصر الروماني ثُمَّ تراجع شأنها بعد انهيار الإمبراطوريَّة، وكان مُعظم تلك التجمُّعات مُحصنًا يتمحور حول سوقٍ محليَّة أو كنيسةٍ كُبرى. وعرفت الزراعة بعض التحسُّن والتطوُّر عن العصر الروماني، فاستعمل الفلَّاحون أنواعًا أكثر تقدُمًا من المحارث، واعتمدوا أُسلوب تناوُب المحاصيل لِمُدَّة ثلاث سنوات.

### الأوضاع الاقتصاديَّة

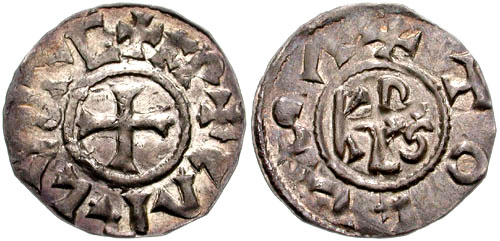
دينارٌ إفرنجيّ فضيّ ضُرب في عصر شارلُمان، في مدينة طولوشة. تبلغ زنته حوالي 1.19 گرامًا، وتصلُ سماكته إلى 21 ملِّيمترًا.

كان المُجتمع الإفرنجي يعتمدُ على الاقتصاد الزراعي، ومن أهم خصائص ذلك الاقتصاد: الضيعة، التي تكفي نفسها بنفسها من المنتوجات الزراعيَّة والمصنوعات المحليَّة. أمَّا الصناعة فكانت مراكزها الأساسيَّة في الأديرة التي اشتهرت بِإنتاج أفضل المصنوعات المعدنيَّة والجلديَّة والخشبيَّة وغيرها، كما انتشرت
الصناعة في الضياع والقُرى. وفي ظل اقتصاد يعتمد على الضيعة، تعذر تلمُّس آثار الحياة المدينيَّة، فكانت «المُدن» عبارة عن بلداتٍ وحُصُون أكثر منها مُدنًا فعليَّة. أمَّا التجارة فإنها كانت محصورة وضيِّقة ومحليَّة، وذلك لِأنَّ الفُتُوحات الإسلاميَّة في شمال أفريقيا وما رافقها من أعمالٍ عسكريَّةٍ، حالت دون تدفُّق البضائع الأفريقيَّة نحو أُورُبَّا الغربيَّة، كما فقد الروم البيزنطيُّون قسمًا كبيرًا من طُرق تواصُلهم وتجاراتهم مع أُورُبَّا الغربيَّة نتيجة الفُتُوحات، فأصبحوا مُضطرين لِلإتجار مع تلك البلاد عن طريق البر، ممَّا زاد من تكلفة النقل والمخاطر، ورفع أسعار البضائع الشرقيَّة في الغرب، ولمَّا كان الفقر مُنتشرًا في أواسط العامَّة من الأُورُبِّيين، لم يُقبل أحد تقريبًا على اقتناء تلك المُنتجات، واستعاضوا عنها بِالمُنتجات المحليَّة، وأغلبُها كان بسيطًا. حافظت المناطق الإفرنجيَّة الجنوبيَّة المُطلَّة على البحر المُتوسِّط على صناعة الفخَّار ويبدو أنَّ تجارة البضائع الفخَّاريَّة كانت رائجة وشائعة في تلك الفترة بِجنوب الغال، وكان هُناك شبكات تجارة بها مُتوسطة في تلك الأنحاء، على أنَّ قسمًا منها كان مُخصصًا لِلاستهلاك المحلّي فقط. أمَّا العُملة السائدة آنذاك فكانت عِبارة عن شكلٍ مُعدَّل من الدينار الروماني، وكان يُسكُّ من الذهب حتَّى أواخر القرن السَّابع الميلاديّ، عندما أصبح يُسكُّ من الفضَّة.

### الأوضاع الدينيَّة

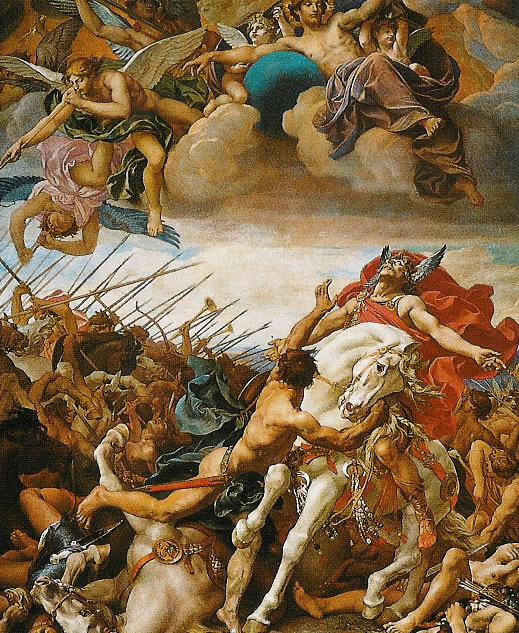
لوحة جصيَّة تُظهرُ المعركة بين الإفرنج بِقيادة كلوڤيس والآلمان، ويبدو كلوڤيس وهو يتضرَّع إلى الله كي يُنقذ جيشه من الفناء، وهي الواقعة التي أدَّت إلى تنصُّره وفق رواية جرجير الطُرشي.

كانت المسيحيَّة واسعة الانتشار بين صُفُوف الفرنجة بدايةً من سنة 496م تقريبًا، عندما اعتنق الملك كلوڤيس - المذكور سلفًا - وأكثر من ثلاثة آلاف من رجاله المسيحيَّة على المذهب الخلقيدوني. وتُفيدُ رواية المُؤرِّخ الغالي الروماني جرجير الطُرشي (بِالفرنسيَّة: Grégoire de Tours؛ بِاللاتينيَّة: Gregorius Turonensis) في كتابه المُعنون «تاريخ الفرنجة» (بالفرنسية: Histoire des Franks) أنَّ كلوڤيس تعرَّف على المسيحيَّة من خلال زوجته «كلوتلدا» التي وُلدت على هذا الدين، ولمَّا نشبت الحرب بين الإفرنج والآلمان، واشتبك كلوڤيس ورجاله مع الأعداء في معركةٍ طاحنةٍ كادت أن تُهزم فيها القُوَّاتُ الإفرنجيَّة، رفع كلوڤيس عينه لِلسماء وهو يبكي وقال كما لو كان يُخاطبُ السيِّدُ المسيح: «أَنتَ الَذِي عَانَيتَ لِتُقَدِّمَ المُسَاعَدَةَ لِلمُحتَاجِين والنَّصرُ لِمَن يَثِقُونَ فِيكَ، أَسأَلُكَ المَجدَ بِمُسَاعَدَتِك، وَإِذَا أَعطَيتَنِي النَّصرَ عَلَى أَعدَائِي... فَإِنَّنِي أُصَدِّقُك وَسِأُعَمَّدُ بِاسمِكَ وَأَتَخَلَّى عَن آلِهَتِي... إِنِّي أُنَادِيكَ وَأُرِيدُ أَن أُؤمِنَ بِكَ فَنَجِّني مِن أًعدَائِي أَوَّلًا...». ويُضيف جرجير المذكور أنَّهُ عندما نطق كلوڤيس بِهذه الكلمات استدار الآلمان وبدأوا في الفرار بعدما لقى ملكهم مصرعه، فخضع جُنُودهم لِلإفرنج وتوسَّلوا لِكلوڤيس كي يُوقف المذبحة، وأعلنوا استعدادهم لِلدُخُول في طاعته، فوافق كلوڤيس وتوقفت الحرب، وعاد إلى منزله حيثُ عُمِّد بعد أيَّامٍ مع رجاله. مهَّد اعتناق كلوڤيس لِلمسيحيَّة على المذهب الخلقيدوني إلى التحالف والتقارب الذي قام بين الفرنجة والبابويَّة في الفترة التالية من حُكم الفرنجة. ولمَّا تقرَّب الفرنجة من البابويَّة، وقع الخِلافُ الدينيّ بينهم وبين الطوائف المسيحيَّة الأُخرى المُناوئة لِلخلقيدونيَّة، وأبرزُها الآريوسيَّة. فقد كان المذهب الآريوسي واسع الانتشار بين عامَّة الشعب من العناصر الجرمانيَّة الأُخرى في الغال، ومنها البُورغنديُّون والقُوط الغربيُّون، فقاتلهم الإفرنج بِقيادة كلوڤيس، فهُزم البُورغنديين واعتنق ملكهم گُندوباد المذهب الخلقيدوني، ثُمَّ طرد القوط الغربيين من الغال، لِيُصفِّي ما بقي في البلاد من الأملاك غير الإفرنجيَّة ويُطهرها من المذاهب اللاخلقيدونيَّة.

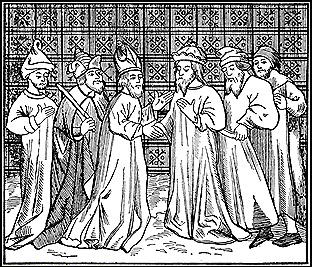
رسمٌ لِحفنةٍ من الحاخامات اليهود الفرنجة خِلال العُصُور الوُسطى. يُلاحظ أنَّ الرسَّام صوَّر لِباس بعضهم شبيهًا بِلِباس البطاركة والكهنة النصارى، في حين يظهر الآخرون بِلباسٍ أقرب إلى لِباس أحبار اليهود القروسطي.

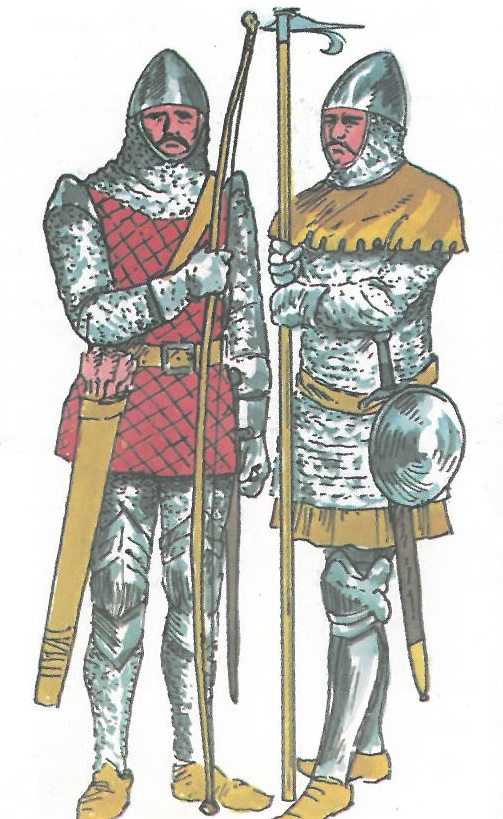
نموذج لِما كانت عليه ملابس وأسلحة الجُنُود الإفرنج واللومبارد.

توطَّدت علاقة الإفرنج بِالبابويَّة في عهد البابا جرجير الثالث (731 - 741م)، عندما اتفق الأخير مع قارلة مارتل على التعاون، على أن يغزو أحدهما بِالسيف والآخر بِالصليب. فخرج المُبشرون تحت رعاية المملكة الإفرنجيَّة لِتنصير الوثنيين في جرمانية، ونقل البابا إلى قارلة مفاتيح قبر القديس بُطرُس مع هدايا أُخرى، وطلب منهُ القُدوم إلى إيطاليا وتخليصها من يد اللومبارديين الذين باتوا يُهددون روما تهديدًا خطيرًا، على أنَّ قارلة لم يكن لديه الوقت الكافي لِإنجاز هذه الحملة، بسبب صراعه مع المُسلمين.
إلى جانب المسيحيَّة، كان هُناك فئة صغيرة من اليهود تعيشُ في بعض المُدن الغاليَّة والإفرنجيَّة مُنذُ العصر الروماني بِحسب الظاهر، ولعلَّهم تواجدوا في الغال بِصفةٍ رسميَّة مُنذُ عهد الإمبراطور كاراكلَّا الذي منح أحرارهم الجنسيَّة الرومانيَّة، كما فعل مع جميع الفئات المُكوِّنة لِلمُجتمع الروماني. عاش اليهود بطمأنينة إلى جانب النصارى في الغال، وتشارك الطرفان بِبعض الأعياد والمُناسبات، غير أنَّ أوضاع اليهود ما لبثت أن أخذت تتدهور بعد انعقاد مجمع أُرليانش (أورليان) سنة 539م، عندما حذَّر رجال الدين المسيحيُّون رعاياهم من الانجرار وراء المُعتقدات والأفكار اليهوديَّة أو التأثُّر بهم كي لا يُفسدون عليهم دينهم، كما أصدر المجمع قرارًا يمنع اليهود من التجوُّل في الشوارع يوم الأحد، ومن التزيُّن كذلك وحتَّى من تزيين بُيُوتهم في ذلك اليوم، كما هُدم الكنيس اليهودي في بريش (باريس) وأُقيمت مكانه كنيسة. وفي سنة 629م فرض الملك داگوبرت تعميد جميع اليهود في بلاده تحت طائلة الطرد والترحيل، ويبدو أنَّهُ نفَّذ وعيده إذ أنَّ الوثائق لا تُشير إلى أيِّ تواجُدٍ يهوديٍّ في البلاد في زمانه، على أنَّ إقليم سبتمانية الذي كان خاضعًا لِلمملكة القوطيَّة الغربيَّة بقي معقلًا من معاقل اليهود، فعاشوا في مدينة أربونة وعملوا بِالتجارة، رُغم تعرُّضهم لِلمُضايقات من المُلُوك القوط أيضًا، ممَّا جعلهم يثُورون عليهم عدَّة مرَّات. وكان ممَّا زاد البغضاء والكراهيَّة تجاه اليهود أنَّ طائفة الرذنيَّة منهم (أو الرادانيُّون، تيمُنًا بِنهر الرون المُسمَّى «روادنوس» بِاللاتينيَّة حيثُ كانت مراكز اليهود) احتكروا تجارة الذهب والحرير والبردي والفلفل الأسود والبُخُور مع ديار الإسلام، فكانوا وحدهم من يصلون الشرق بِالغرب، واضطرَّ عامَّة الشعب إلى اللُجوء إليهم لِلحُصُول على بعض البضائع، كما اضطرَّت الكنائس إلى اللُجوء إليهم لِلحُصُول على البُخُور، حتَّى أنَّ لفظ «يهودي» (باللاتينية: Judalus) و«تاجر» (باللاتينية: Mercator) كانا مُترادفين إذ ذاك.

### الأوضاع العسكريَّة
تُشيرُ الدلائل والمُكتشفات إلى أنَّ الجُيُوش الإفرنجيَّة كانت تعتمد أساليب وتقنيَّات الحصار والتطويق المُتوارثة عن الرومان في معاركها وحُروبها، إلى جانب اعتمادها على سلاح المُشاة والفُرسان. وكان يُعتقدُ بِأنَّ الإفرنج كانوا يعتمدون على الخيَّآلة الثقيلة المُدججة بِالدُروع لِاقتحام صُفوف أعدائهم وكسر خُطُوط دفاعهم، وأنَّ هذا الأُسلوب اتبعه قارلة في حربه مع المُسلمين، غير أنَّ المُؤرخين المُعاصرين يتفقون على أنَّ الركَّاب الذي يُربطُ بِالسرج، ويسمح لِلفارس أن يثبُت على صهوة جواده أثناء إمساكه بِرمحه الخشبيّ الثقيل، لم يعرفه الإفرنج إلَّا عند نهاية القرن الثامن الميلاديّ، ولعلَّهم أخذوه عن المُسلمين، وبالتالي فإنَّ الخيَّآلة الثقيلة لم يكن لها وُجودٌ آنذاك. وكان لدى المُلُوك والنُبلاء والأُمراء الإفرنج حاشيةٌ من الجُنُود شكَّلت أساس الجُيُوش الإفرنجيَّة على الدوام، وقد أطلق المُؤرخون على هذه الفئة من الجُند تسمية «الإقطاعة» (باللاتينية: Comitatus) بدايةً من القرن التاسع عشر الميلاديّ أُسوةً بِالمُؤرِّخ الروماني تاسيتس الذي استعمل ذات التسمية في مُؤلَّفاته العائدة إلى القرن الثاني الميلادي. كانت هذه الحاشية تتكوَّن من جماعةٍ من الشباب الأصحَّاء الأقوياء الذين يُقسمون يمين الولاء والطاعة لِسيِّدهم أو ملكهم مدى الحياة، فيحلفون أن لا يتخلُّون عنه ويُعاهدونه على القتال حتَّى النصر أو الموت، سواء نجا سيِّدهم من المعركة أو قُتل فيها.

## دوافع فتح الغال والتمهيدات

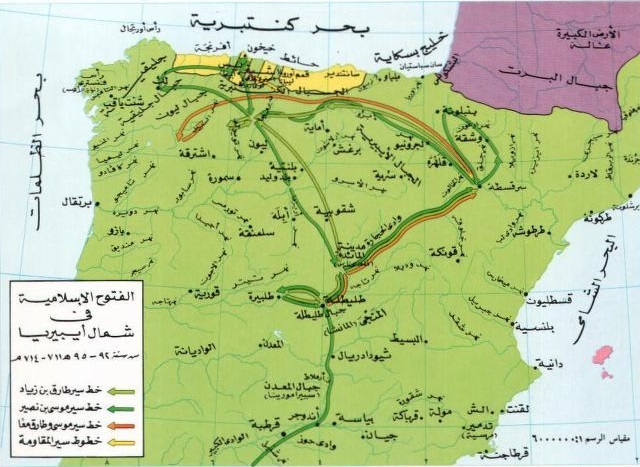
مسار حملات وفُتوحات مُوسى بن نُصير وطارق بن زياد في الشمال الأيبيري، قبل أن يتوقفا بناءً على أمر الخليفة ويعودان إلى دمشق.

أتمَّ المُسلمون بِقيادة مُوسى بن نُصير وطارق بن زياد افتتاح أغلب شبه الجزيرة الأيبيريَّة سنة 95هـ المُوافقة لِسنة 714م، ثُمَّ أوقفت الأعمال العسكريَّة بِأمرٍ من الخليفة الوليد بن عبد الملك وعاد قائدا الفتح سالِفا الذِكر إلى دمشق لِأسبابٍ اختلف المُؤرخون على تحديدها. وقبل أن يُغادر مُوسى بن نُصير عيَّن ابنه عبد العزيز واليًا على الأندلُس طيلة مُدَّة غيابه، وأمرهُ بِمُتابعة الجهاد لِتوطيد الفتح، وترك معهُ جيشًا ونفرًا من أنجاد المُسلمين ووُجوههم منهم حبيب بن أبي عُبيدة الفهري حفيد عقبة بن نافع.
لم يمكث عبد العزيز بن مُوسى طويلًا في إشبيلية، إذ أنَّ مُقتضيات الفُتُوح أجبرته على الخُرُوج لِفتح أقاليم غربيّ الأندلُس والمناطق الواقعة في شرقيّ البلاد وشمالها. فخرج على رأس جيشٍ يُرافقه دليلٌ من رجال يُليان باتجاه الأقاليم الغربيَّة، ففتح يابرة الواقعة بِالقُرب من لشبونة، وشنترين الواقعة على نهر تاجة، وقُلمريَّة قُرب ساحل المُحيط الأطلسي، وأستورقة المُجاورة لِجُليقية، وتوقَّف عند حُدود هذه المُقاطعة الجبليَّة لِينعطف نحو الجنوب حيثُ لا زالت بعض المواقع الهامَّة خارج نطاق السيطرة الإسلاميَّة، ففتح مُدن ريَّة ومالقة وغيرها من القُرى التابعة لها، وسيطر على كامل مُقاطعة ريَّة، وفرَّ مُعظم المُدافعين القوط والإفرنج إلى الجبال للاحتماء بها. وأخضح إلبيرة، وترك فيها حاميةً عسكريَّةً مُشتركةً من المُسلمين واليهود الذين كانوا مُتواجدين فيها، ثُمَّ توجَّه نحو مرسية في الشرق ووطَّد الحُكم الإسلامي فيها وأخضعها رسميًّا لِلإدارة الأُمويَّة. ثُمَّ عمل عبد العزيز بوصيَّة أبيه، فأرسل الغزوات إلى طرَّكونة وجرونة على الشاطئ الشمالي الشرقي، وإلى بنبلونة في الشمال الشرقي، وإلى أربونة على خليج ليون من ساحل إفرنجية الجنوبي.
وبِذلك استُكملت عمليَّاتُ الفُتُوح في عهد عبدُ العزيز بن موسى، ولم يبقَ خارج نطاق السيطرة الإسلاميَّة سوى بضعة جُيُوب، وطُويت صفحة العهد القوطي نهائيًّا في البلاد، وافتُتحت صفحة العهد الإسلامي فيها. قضت سياسة المُسلمين، بعد أن فتحوا شبه جزيرة أيبيريا ووصلوا إلى سُفُوح جبال البرتات، بِعُبُور هذه الجبال الفاصلة بين الأندلُس والمملكة الإفرنجيَّة في غالة وغزو المناطق الجنوبيَّة لِهذه المملكة، بِهدف حماية مُكتسباتهم في الجنوب. ذلك أنَّ بعض بقايا القوط تمركزت في مُقاطعة سبتمانية الواقعة في جنوبي غالة، وهي على وشك التنسيق مع القوط في أقصى شمال غربيّ الأندلُس، على الجانب الآخر من الجبال، لِطرد المُسلمين من البلاد، فكان إخضاعُ هذا الإقليم وسُكَّانه من القوط لِسُلطان المُسلمين ضرورة عسكريَّة. والمعروف أنَّ إقليم سبتمانية ظلَّ بعيدًا عن سيطرة الفرنجة مُنذُ أيَّام كلوڤيس، مُؤسس المملكة الإفرنجيَّة كما أُسلف، الذي فشل في ضمِّه إلى أراضي مملكته، ثُمَّ جاءت أحداث انقسام الأُسرة الميروڤنجيَّة الحاكمة بِسبب ما جرى من اقتسام المملكة بين ورثته، الأمر الذي أدَّى إلى استمرار ابتعاد الإفرنج عن الإقليم، وترك القوط ينعمون بِالسيطرة عليه، وظلَّ تابعًا لهم حتَّى نُسب إليهم وعُرف باسم «بلاد القوط» (باللاتينية: Gothia أو Marca Gothica). ويُعدُّ حرص المُسلمين على ضمان سلامة مُمتلكاتهم بِفتح مناطق الأطراف المُجاورة تفكيرٌ سليم في حقل السياسة العسكريَّة حيثُ ظلَّ القوط يُشكِّلون خطرًا عليهم ويُهددون مُمتلكاتهم.
أدرك مُوسى بن نُصير من قبل أهميَّة فتح هذا الإقليم لِتأمين الخُطُوط الدفاعيَّة لِلولاية الإسلاميَّة الجديدة من الشرق والشمال، فصمَّم على ضمِّه إلى المُمتلكات الإسلاميَّة، واتخاذه حاجزًا يقي المُسلمين الهجمات من الشمال والشمال الشرقي، غير أنَّ مشروعه لم يتحقق ووقف عند سُفُوح جبال البرتات بِسبب استدعائه إلى دمشق. ويبدو أنَّ الإشارات المُتناثرة الواردة في بُطُون الكُتب التاريخيَّة من أنَّ مُوسى بن نُصير أراد عُبُور جبال البرتات والتوغُّل في عُمق القارَّة الأُورُبِّيَّة وُصوُلًا إلى دمشق عن طريق القُسطنطينيَّة، أمرٌ بعيدُ الاحتمال ويخرج عن نطاق التفكير السليم، غير أنَّهُ يُمكن القول إنَّ الفُتُوح الإسلاميَّة بِعامَّة مُنذُ أن انطلقت في أيَّام أبي بكرٍ الصدِّيق، لا تتوجه إلى ميدانٍ جديدٍ إلَّا بعد أن تدعم قواعدها وتُثبِّت أقدامها في المناطق التي تفتحها، ثُمَّ تجعل منها مناطق صالحة لِلانطلاق واستئناف الجهاد، ولم تشُذ الفُتُوح في الغرب عن هذه القاعدة العامَّة، وهي التقدُّم في خُطى مُتدرِّجة ومُتتابعة وفقًا لِمُقتضيات الظُروف الداخليَّة والخارجيَّة. وكرَّس مُعظم الوُلاة، الذين تعاقبوا على حُكم الأندلُس، وقتهم وجُهدهم في مُتابعة هذه الرسالة على الرُّغم من المُشكلات الداخليَّة التي كانوا يُواجهونها، كما أنَّ قراراتهم بِهذا الشأن لم تتأثَّر بِتوجُّهات سُلطة الخِلافة المركزيَّة في دمشق أو سُلطة الولاية في القيروان، وإنما بِحتميَّات التطوُّر السياسي والعسكري على الأرض وبِالواقع الجديد الذي فرض سياسات توسُّعيَّة يُمكن ألَّا تتفق مع توجُّهات الخليفة الأُموي أو والي إفريقية المُقيم بِالقيروان.

## مسير العمليَّات العسكريَّة

### فتح سبتمانية

موقع سبتمانية (البُني) في جنوب الغال.

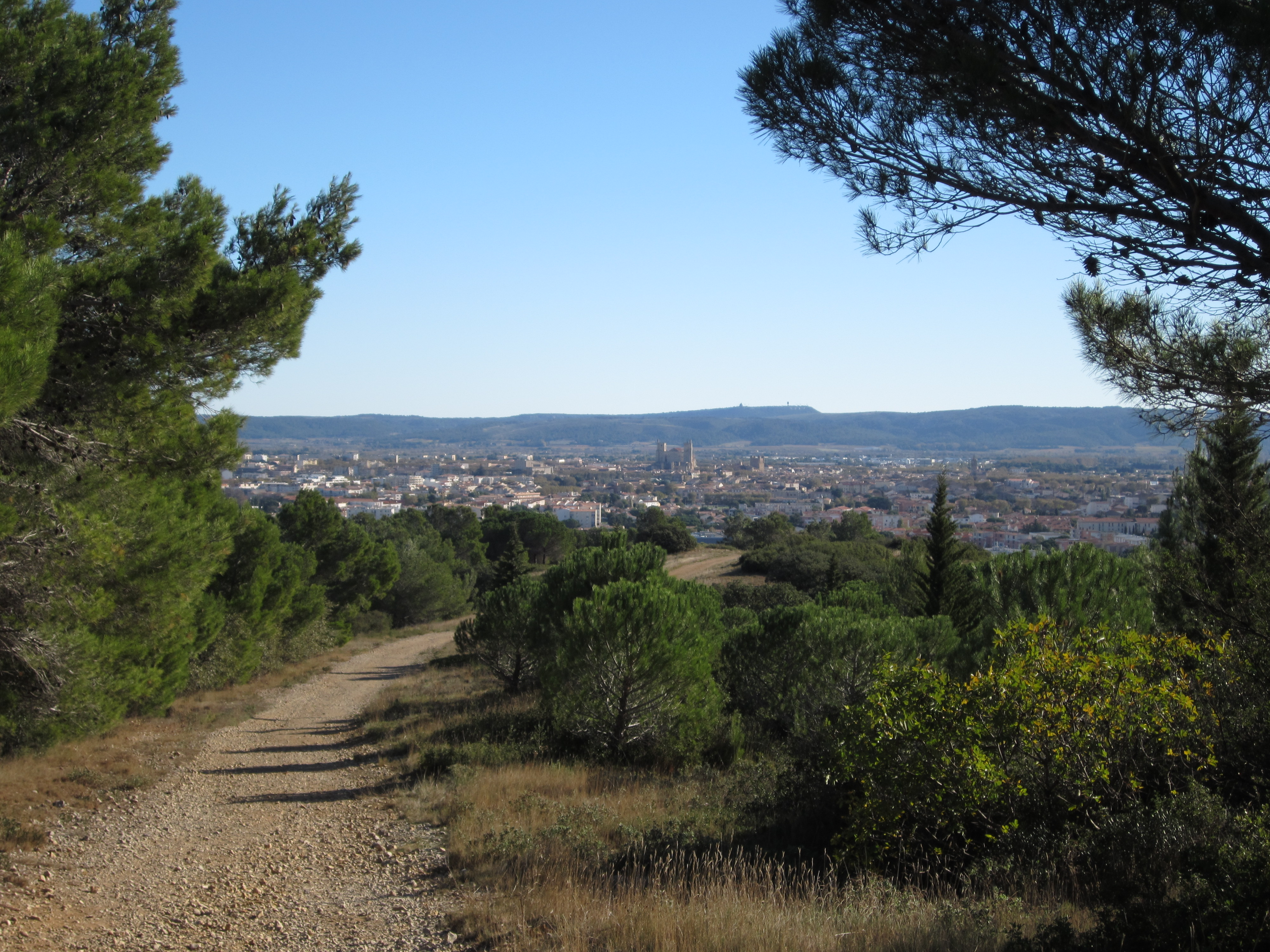
الطريق نحو مدينة أربونة عاصمة سبتمانية، وتبدو المدينة نفسها في الأُفق.

خريطة تُظهر امتداد الحُدود الإسلاميَّة لِتشمل مُقاطعة سبتمانية.

ابتدأت مُحاولات فتح سبتمانية بعد افتتاح مُدن الثغر الأعلى: سرقسطة وطركونة وبرشلونة وغيرها، إذ سار مُوسى بن نُصير شمالًا، فاخترق جبال البرتات، وغزا سبتمانية فاستولى على قرقشونة وأربونة، ثم غزا وادي نهر الرون التابع لسُلطان مملكة الفرنجة حتَّى بلغ مدينة لوطون؛ فتأهَّب الفرنجة، ويُقال وقعت بعض المُناوشات بين المُسلمين والفرنجة على مقربة من أربونة، إلا أنها كانت مجرّد غارات سريعة لم ترق إلى الفتح. ظلَّت الأُمور هادئة، بعد ذلك بعد استدعاء مُوسى بن نُصير إلى دمشق، وتولِّي ابنه عبدُ العزيز ولاية الأندلُس، ثُمَّ الاضطراب الذي شهدته الولاية بمقتل عبد العزيز إلى أن دخلها الحُر بن عبدُ الرحمٰن الثقفي واليًا في نهاية سنة 97هـ المُوافقة لِسنة 716م، حيثُ جدَّد الحُر مُحاولات المُسلمين لِلتوسُّع شرقًا، فعبر جبال البرتات في ربيع سنة 99هـ المُوافقة لِسنة 718م، فافتتح قرقشونة وأربونة وبزبيه ونيمة، وتابع زحفه حتى ضفاف نهر الغارون. ولكنَّهُ اضطرَّ أن يعود أدراجه، بعد أن حدثت قلاقل في منطقة نبرّة الجبليَّة، وفي قُرطُبة. ثم جاءه العزل بعدما تولَّى الخليفة الجديد عُمر بن عبد العزيز الذي عيّن السَّمح بن مالك الخولاني بدلاً منه. والواقع أنَّ النشاط العسكري الإسلامي الجدِّي ابتدأ مع تولِّي السمح بن مالك ولاية الأندلُس في سنة 100هـ المُوافقة لِسنة 719م، وهو العام نفسه الذي تولَّى فيه قارلة بن ببين الثاني منصب مُحافظ القصر في مملكة الفرنجة، ويُعدُّ ذلك حدثًا غير عاديّ في تاريخ العلاقات بين المُسلمين في الأندلُس وبين مملكة الفرنجة، من واقع أنَّ هذه الأخيرة لم تستطع أن تتصدَّى لِفُتُوح المُسلمين في شبه الجزيرة الأيبيريَّة قبل مجيء ببين وابنه قارلة.
كان السمح بن مالك قائدًا شُجاعًا، قويُّ الإيمان، راسخُ العقيدة، حوَّل الحماس في نُفُوس الجُند إلى جهاد، ولم يتردَّد، بعد استلام مُهمَّاته، في المضيّ بِأوَّل حملة عسكريَّة ذات طابع توسُّعي إلى ما وراء جبال البرتات، مُدركًا أهميَّة مُقاطعة سبتمانية، التي كانت جُزءًا من المملكة القوطيَّة الغربيَّة التي قضى عليها المُسلمون، وخُطورة بقاء القوط فيها. كانت سبتمانية مُقاطعة ساحليَّة تمتد من جبال البرتات على امتداد ساحل الغال المُطل على البحر المُتوسِّط، وتتصل بالريڤييرا الإيطاليَّة في الزمن المُعاصر، واشتملت على سبعة أقسام إداريَّة الأمر الذي جعلها تُعرف بِسبتمانية (باللاتينية: Septimania)، أي «مُقاطعة الجهات السبع» أو «المعاقل السبعة»، وعاصمتها مدينة أربونة المُهمَّة، ذات الموقع الإستراتيجي الفريد على ساحل البحر المُتوسِّط. استهلَّ السمح بن مالك استعداداته العسكريَّة بِأن اتخذ من مدينة برشلونة القطلونيَّة قاعدةً لِلانطلاق والغزو، ثُمَّ عبر جبال البرتات من ناحية روسيون، فألفى نفسه في مُقاطعة سبتمانية، وزحف باتجاه العاصمة أربونة التي اختارها لِتكون أوَّل فُتُوحه لِعدَّة أسباب، لعلَّ أهمها:
- قُرب المدينة من البحر، وتُؤمِّن السيطرة عليها لِلمُسلمين قاعدةً بحريَّةً تتلقَّى الإمدادات عن طريق البحر بدلًا من اجتياز جبال البرتات المليئة بِالشعاب والمخاطر.[27]
- تُعدُّ المدينة مركزًا هامًّا وحيويًّا، تنطلق منها العمليَّات العسكريَّة نحو بُرغُونية وأقطانية.
- يتيحُ فتح المدينة نشر الإسلام في كافَّة أرجاء جنوب الغال.
- إنَّ مُناخ المدينة يُناسب مزاج المُسلمين حيثُ يُشبه مناخ مُدن شمالي أفريقيا والأندلُس.

حاصر السمح بن مالك مدينة أربونة مُدَّة ثمانية وعشرين يومًا حتَّى سقطت في يده، فدخلها وحصَّنها وشحنها بِالحاميات وجعلها قاعدةً لِفتح سائر مُقاطعة سبتمانية. وفعلًا فتح المُسلمون مُدن هذه المُقاطعة، كان من بينها مدينة قرقشونة، وتصدَّى السمح لِكُلِّ قوَّةٍ حاولت مُقاومته، ثُمَّ عمد إلى تنظيم شُؤون المُدن المفتوحة وفقًا لِلمبادئ الإسلاميَّة، فأعاد ترتيب شُؤون الإدارة العامَّة بِشكلٍ عادل، وترك الأهالي النصارى يختارون بين الإسلام وبين البقاء على المسيحيَّة، وأعطاهم عهد الأمان على أنفُسهم وأملاكهم ونسائهم وأولادهم وأموالهم ودُور عبادتهم، وترك لهم حُريَّة الاحتكام إلى رجال الدين المسيحيين في المُشكلات التي تنشب بينهم، فكفلت هذه السياسة السمحة المحبَّة والتقدير لِلسمح ومن معهُ من المُسلمين من جانب السُكَّان الذين كان الفرنجة يُعاملونهم مُعاملةُ قاسية مليئة بِالتعالي على الرُغم من انتمائهم الديني المُشترك، الأمر الذي جعلهم مكروهين في تلك البقاع الجنوبيَّة.

### غزوات أقطانية ومعركة طولوشة

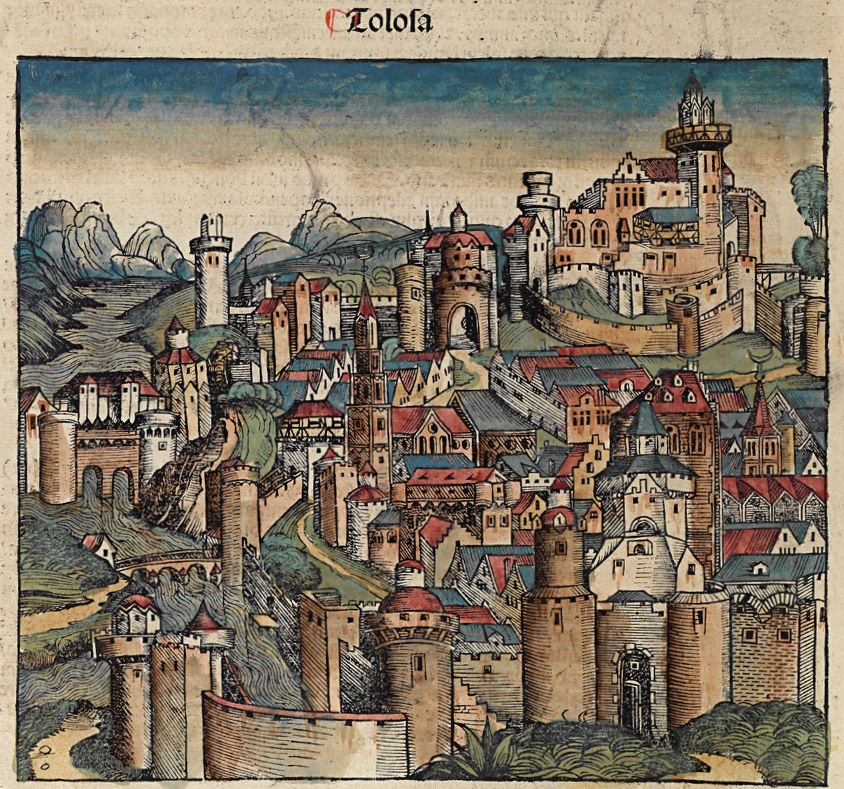
رسمٌ أوربي قُروسطي لِمدينة طولوشة، عاصمة دوقيَّة أقطانية التي حاول المُسلمين فتحها.

واصل السمح بن مالك توغُّله في جنوبيّ الغال باتجاه الشمال الغربي، حيثُ نهرُ الغارون حتَّى وصل إلى مدينة طولوشة (تولوز) عاصمة مُقاطعة أقطانية، وحطَّم أثناء زحفه المُقاومة التي اعترضته من جانب البشكنس والغسكونيين، سُكَّان هذه الأنحاء. كانت مُقاطعة أقطانية تحت حُكم الدوق أودو الكبير، الذي استقلَّ بها أثناء مرحلة النزاع الميروڤنجي الداخلي في عهد أحفاد كلوڤيس. وكان أودو المذكور ينتمي إلى السُلالة الميروڤنجيَّة، ومن أجل ذلك كان يحقد على قارلة مارتل مُحافظ القصر لاستئثاره بِالسُلطة من دون أقربائه الشرعيين، وكان قد سبق واصطدم به قبل ذلك، لِذا عمل، بعد انفصاله عن السُلطة المركزيَّة في المملكة الإفرنجيَّة، على توسيع رقعة أراضيه في جنوبي بلاد الغال على حساب أُمرائها الإقطاعيين المُنهمكين في التنازع على الأراضي والامتيازات، وساندهُ القوط والبشكنس. وكان أودو يُراقب عن كثب تطوُّر الأوضاع السياسيَّة في مُقاطعة سبتمانية تمهيدًا لِلانقضاض عليها وضمِّها إلى أملاكه، وذلك بِهدف الاستفادة من مواردها وتقوية مركزه، لِمُواجهة قارلة وانتزاع مُلك الإفرنج منه، وكان هذا قد بدأ بِدوره يُخطط لِلاستيلاء على هذه المُقاطعة وما يُجاورها من بلاد، وقد أزعجهُ فتح المُسلمين لها، لِذلك نهض لاستعادتها منهم. كما يبدو أنَّ النشاط الإسلامي روَّع أهل أقطانية، فكان هذا دافعٌ آخر استغلَّهُ الدوق أودو لِإعلان الحرب على المُسلمين. وسُرعان من استرعت استعدادت الدوق أودو انتباه السمح بن مالك، فأسرع بِالزحف نحو العاصمة طولوشة لِفتحها قبل وُصُول الدوق إليها. ضرب المُسلمون الحصار على المدينة وبدأوا في استخدام آلات الحرب التي أحضروها معهم، وبِواسطة مراجمهم أخذوا يدفعون بِالجُنُود الإفرنج الذين كانوا فوق التحصينات إلى الداخل، فكانت المدينة على وشك السُقُوط في أيديهم حينما وصل أودو إلى ظاهرها.
أشارت بعض المصادر التاريخيَّة إلى أنَّ الجيش الإفرنجي كان كبيرًا لِدرجة أنَّ الغُبار الذي كان يتصاعد تحت أقدام الجُنُود كان من الكثافة بِحيثُ غطَّى ضوء النهار عن أعيُن المُسلمين، فاضطربوا لِذلك، لكنَّ السمح جعل يسيرُ بين صُفوف الجُند يحُثهم فيها على الثبات عند اللقاء ويقرأ عليهم الآية المائة والستين من سُورة آل عمران: ﴿إِنْ يَنْصُرْكُمُ اللَّهُ فَلَا غَالِبَ لَكُمْ وَإِنْ يَخْذُلْكُمْ فَمَنْ ذَا الَّذِي يَنْصُرُكُمْ مِنْ بَعْدِهِ وَعَلَى اللَّهِ فَلْيَتَوَكَّلِ الْمُؤْمِنُونَ﴾، وانقضَّ الجيشان على بعضهما «كالسيل العارم النَّازل من جبل»، وفق الوصف الوارد في بعض المصادر الإسلاميَّة، ودارت بين الطرفين معركة كبيرة حامية الوطيس يوم 9 ذي الحجة 102هـ المُوافق فيه 9 حُزيران (يونيو) 721م، أظهر فيها السمح شجاعة نادرة، فكان يظهر في كُلِّ مكانٍ من ميدان القتال يُنظِّمُ الصُفُوف ويبُثُّ الحماس في نُفُوس الجُند، ويقولون إنَّ الجُنُود كانوا يتعرَّفون على الممر الذي سلك بِأثر الدماء التي تجري فيه والتي تركها سيفه. ولكنَّهُ بينما كان يُقاتلُ في قلب المعركة أصابه رمح وأسقطه عن فرسه، ولم يكن من السهل تفادي تلك الخسارة نظرًا لاختلال التوازن العسكري بين القُوَّتين، كما أنَّ مقتله قضى نهائيَّا على معنويَّات المُقاتلين، فتخاذلوا وتبعثرت صُفُوفهم، واختاروا أحد كِبار الجُند، وهو عبدُ الرحمٰن الغافقي، لِتولِّي القيادة العامَّة، وكان نائب السمح بن مالك. لم يستطع الغافقي أن يفعل شيءًا سوى تنظيم عمليَّة الانسحاب وإنقاذ من تبقَّى من الجُند والعودة إلى أربونة. خسر المُسلمون جرَّاء هذه الهزيمة بعض المُدن وأبرزها قرقشونة، كما سقط في هذه المعركة كثيرٌ من أعلام المُسلمين، وبعضهم ممن شاركوا في الفُتُوحات السَّابقة. طبعت معركة طولوشة هذه المرحلة من التوسُّع الإسلامي في الغال بِطابعٍ جهاديّ خاص وسُميت بِـ«سنوات المد الإسلامي باتجاه أُورُبَّا»، وشكَّل مقتل السمح بن مالك نُقطة ارتكاز وانتشار في تلك المُقاطعات في ذلك الوقت، وبناء إدارة إسلاميَّة فيها.

### التوغُّل الإسلامي في عُمق إفرنجية

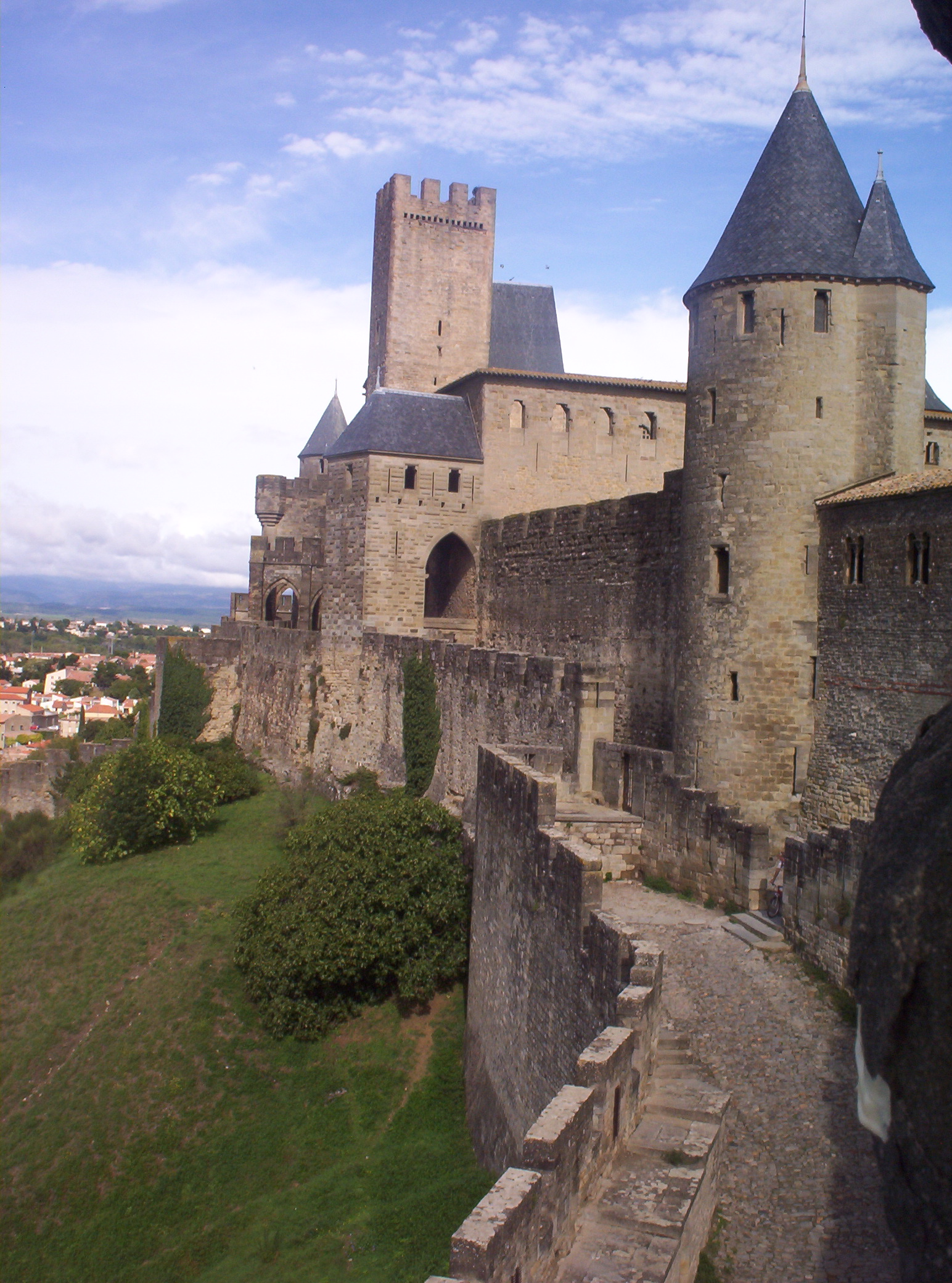
مدينة قرقشونة القديمة، فتحها المُسلمون بدايةً زمن السمح بن مالك ثُمَّ خسروها وأعادوا فتحها بِقيادة عنبسة بن سُحيم الكلبي.

وُلِّي عبدُ الرحمٰن الغافقي إدارة شُؤون الأندلُس مُؤقتًا ريثما يتولَّاها شخصٌ آخر، فتولَّى تصريف أُمورها شُهورًا قليلة، ثُمَّ عيَّن بشر بن صفوان الكلبي، والي إفريقية والمسؤول إداريًّا عن الأندلُس، قريبه عنبسة بن سُحيم واليًا عليها خلفًا لِلسمح بن مالك، فقدِم إلى قُرطُبة في شهر صفر سنة 103هـ المُوافق فيه شهر آب (أغسطس) سنة 721م لِيتسلَّم مهام منصبه من عبد الرحمٰن الغافقي. وبعد أن قضى مُدَّة أربع سنوات في تنظيم شُؤون الولاية وحل المُشكلات الداخليَّة؛ استأنف النشاط الجهادي فيما وراء جبال البرتات في أراضي الغال في سنة 105هـ المُوافقة لِسنة 723م، وقد هدف إلى إزالة الأثر السيئ الذي ترتَّب على هزيمة السمح بن مالك والانتقام لِمقتله، واستعادة ما خسره المُسلمُون من أراضٍ في مُقاطعة سبتمانية وتعزيز التواجد الإسلامي فيها، ثُمَّ الانطلاق من تلك المُقاطعة لِغزو عُمق بلاد الفرنجة. وفي سنة 105هـ المُوافقة لِسنة 724م، سار الوالي الجديد بِالجيش شمالًا عابرًا جبال البرتات مرَّة أُخرى، فاستعاد بعض مُدن سبتمانية التي فقدها المُسلمون بعد هزيمة طولوشة، مثل قرقشونة التي حاصرها وشدَّد عليها الحصار حتَّى نزل المُدافعون عن البلد على شُرُوطه، فنزلوا لهُ عن المدينة ونصف الإقليم المُحيط بها وتعهَّدوا بِرد أسرى المُسلمين الذين كانوا في الحصن وبِأن يدفعوا الجزية إذا اختاروا البقاء على دينهم، وأن يشتركوا مع المُسلمين في حرب أعدائهم جنبًا إلى جنب وأن يُقدموا لهم فرقة عسكريَّة تُساندهم. يُضيفُ صاحب «مُدوَّنة مواسياك» أنَّ عنبسة استولى بعد ذلك على نيمة وأخذ من أهلها رهائن بعثهم إلى برشلونة، لِيكونوا ضمانًا على ولاء سُكَّانها. ويتحدث مُؤرخون إفرنج عاصروا هذه الأحداث عن تخريب أديرة «جوسل» (بالفرنسية: Jaucels) على مقرُبة من بزبيه، و«سان بوزيل» (بالفرنسية: St. Bausile) قريبًا من نيمة، وكذلك ديرٌ يقع في «صنجيل» (سان جيل = Saint-Gilles) قُرب آرل، حيثُ بُنيت فيما بعد مدينة تحملُ نفس الاسم، وديرٌ في منطقة «إيگمورت» (بالفرنسية: Aiguesmortes). ويقول هؤلاء المُؤرخين أنَّ وُصُول المُسلمين إلى هذه الأديرة كان مُفاجأةً كبيرة، فلم يكد الرُهبان يجدون الوقت لِلخُرُوج بما فيها من الآثار والتُحف الدينيَّة، وكذلك استطاعوا تحطيم أجراس الكنائس خوفًا من أن يحملها المُسلمون معهم، وتنصُّ تلك المصادر الإفرنجيَّة أيضًا على أنَّ المُسلمين وجدوا من السُكَّان بعض المُقاومة، ولكنهم لم يستعملوا العُنف في البُلدان التي أعلنت خُضُوعها من تلقاء نفسها. تابع عنبسة بن سُحيم زحفه على رأس جيش المُسلمين، ففتح ما بين المُدن سالِفة الذِكر من القواعد، ثُمَّ تابع زحفه شمالًا في وادي الرون، مُهاجمًا بورغندية حتَّى وصل إلى مدينة أوتن، فغزاها وخرَّبها وغنم منها غنائم وافرة. عند هذه المرحلة، لجأ أودو دوق أقطانية إلى مُفاوضة المُسلمين ومُهادنتهم بعد أن رأى تصميمهم على فتح كامل البلاد، وحتَّى لا يقع بين فكَّي كمَّاشة المُسلمين من جهة، وقارلة مارتل من جهةٍ أُخرى.

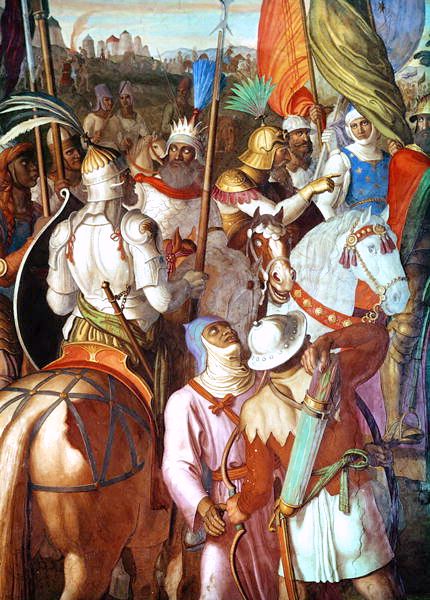
، رسمٌ يعود لِأوائل القرن التاسع عشر الميلادي، بِريشة يوليوس شور ڤون كارولسفلد.

أتاح رُكُون أودو إلى الهُدوء أن يُتابع المُسلمون تحرُّكهم باتجاه وادي الرون، فتقدَّم عنبسة بن سُحيم مع امتداد مجرى النهر صُعُودًا، ويبدو أنَّهُ وجد الطريق أمامه خالية، فسار مُسرعًا، دون أن يلقى مُقاومة، وصعد مع النهر حتَّى أدرك نهر الساءون، وفتح في دربه مدائن كثيرة هي - بِحسب بعض المُؤرخين - أوزه وڤيين، وجاس في جهات مُقاطعة بربنصة، وأشرف على مدينة لوطون (ليون) عاصمة بُرغُونية، وهُناك تفرَّع الجيشُ الإسلامي إلى قسمين: القسمُ الأوَّل فتح مدائن ماسون وشالون وديجون وبيز ولانگر، والقسم الثاني اتجه صوب أوتن مرَّة أُخرى. وتوغَّل المُسلمون بعيدًا إلى مدينة صانص على بُعد مائة وعُشرون كيلومترًا جنوبي بريش (باريس) ففتحوها، ثُمَّ تابعوا زحفهم حتَّى أصبحوا على بُعد ثلاثين كيلومترًا من بريش، حيثُ انتهت غاراتهم واسعة المدى. ويبدو أنَّ المُقاومة التي لقاها المُسلمين، بِقيادة «إيبون» أُسقف صانص، أجبرت عنبسة بن سُحيم على التوقُف والعودة إلى الجنوب. عاد عنبسة بمن معهُ من الجُند مُحملين بِالغنائم بعد أن وصلوا إلى قلب الغال، وغزوا حوض الرون كُلِّه وتخطوا نهر اللوار وأصبحوا على مسافة قصيرة من السين نفسه، وتركوا قلب بلاد الفرنجة دون أن يستقرُّوا فيها. وعلى الرُغم من جُرأة المُحاولة التي قام بها عنبسة بن سُحيم ووُصوله إلى أبعد مسافة وصل إليها قائدٌ مُسلم من قبل في قلب أُورُبَّا؛ فإنَّ أعماله العسكريَّة هذه كانت أقرب إلى المُحاولة منها إلى الفتح المُنظَّم والاستقرار، فلم يكن هُناك أيَّة إجراءات خاصَّة توحي بِذلك، حيثُ كان يفتح المُدن ثُمَّ لا يلبث أن يُغادرها من دون أن وضع حامية عسكريَّة فيها أو ترتيب يُشير إلى هدف المُسلمين الاستقراري في هذه المدينة أو تلك. والواقع أنَّ المُسلمين لم يُحاولوا الاستقرار خارج نطاق مُقاطعة سبتمانية، كما تجنَّبوا الاصطدام بِالفرنجة في هذه المرحلة، ويبدو أنَّ الهدف الحقيقي لِهذه الغارات يكمن في: إخضاع ما تبقَّى لِلقوط من نُفُوذ، وتعزيز الحُضُور الإسلامي في سبتمانية وحماية مُكتسبات المُسلمين فيها من واقع درس البيئة الجديدة التي أضحت تُجاور مُمتلكاتهم، أي أنها كانت غزواتٌ تمهيديَّة تهدف إلى اكتشاف النقاط الضعيفة في تحصينات العدو. كما يبدو أنَّ عنبسة بن سُحيم أراد إشعار جيران المُسلمين الجُدد بِقُوَّة الدولة الإسلاميَّة، والقضاء على الشائعات التي راجت عن قُوَّة المُسلمين في جنوبي بلاد الغال بعد مقتل السمح بن مالك. ويبدو أنَّ عنبسة بالغ في اطمئنانه لِلفرنجة ولِأودو، ذلك أنَّهُ، حين انتهى من غاراته واسعة المدى وغادر سبتمانية في طريق عودته إلى قُرطُبة، داهمتهُ جُمُوعٌ كبيرة من الفرنجة وأوقعتهُ في كمين. ودار قتالٌ بين الطرفين أُصيب عنبسة خِلالهُ بِجراحٍ بالغة توفي على أثرها في شهر شعبان سنة 107هـ المُوافق فيه شهر كانون الأوَّل (ديسمبر) سنة 725م، قبل أن يدخل الأندلُس، وتولَّى عذرة بن عبدُ الله الفهري، وهو أحد قادة الجيش، تصريف شُؤون الجُند حتَّى عاد بهم إلى قُرطُبة.

### ثورة منوسة وغزوات ما بعد عنبسة

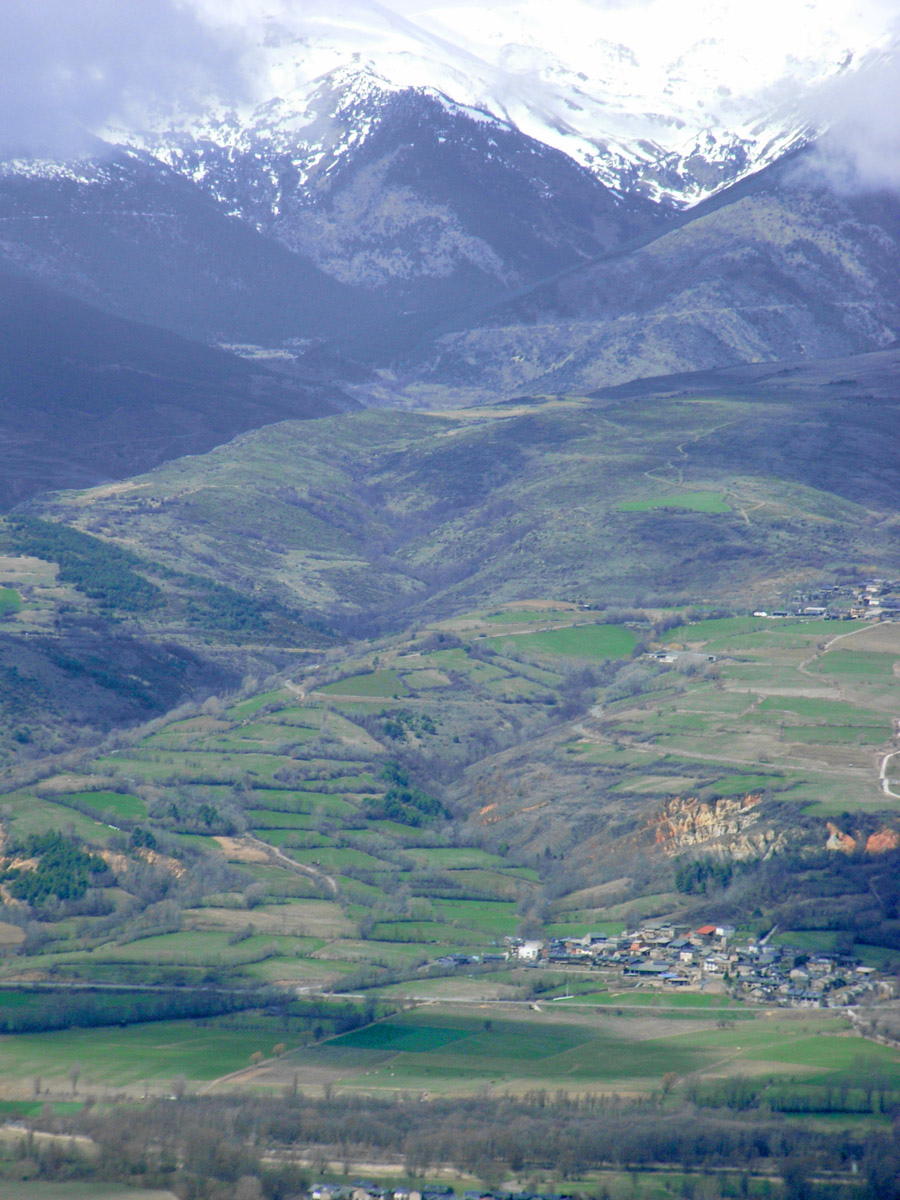
بلاد شرطانية، معقل منوسة الثائر على الحُكم المركزي الإسلامي في قُرطُبة، وتظهر في أُفق الصُورة جبال البرتات الفاصلة بين الأندلُس والغال.

بوفاة عنبسة، شهدت الأندلُس اضطرابات جديدة نتج عنها توالي عدد من الوُلاة في فترة زمنية قصيرة، بالإضافة إلى تمرُّد بعض حُكَّام المناطق وأبرزهم الزعيم البربري منوسة حاكم شرطانية الذي تحالف وتصاهر مع أودو دوق أقطانية، فتزوَّج ابنته «لامبيجيا». واحتمى الدوق بِهذه المُصاهرة من بطش المُسلمين بِدليل أنَّ عنبسة بن سُحيم عدل، أثناء توغله في عُمق الأراضي الإفرنجيَّة، عن اجتياح مُقاطعة أقطانية وذلك تحت تأثير منوسة كما يبدو. ومنوسة هذا - بحسب رواية إيزيدور الباجي - كان وُلِّي أُمور شرطانية بُعيد فتحها، وترامت إليه من حُدود إفريقية أخبارٌ مفادُها تعرُّض البربر إلى الظُلم على يد العرب في هذه البلاد بِسبب ما جرى من خِلافات آنذاك بين جناحيّ المُسلمين في تلك الأنحاء، فملأ هذا الأمر قلب منوسة حقدًا على العرب بِعامَّة، وزاد الدوق أودو من هذا الحقد في قلب صهره لِيتخذه درعًا يقيه الضربات الإسلاميَّة، فانفصل منوسة عن عامَّة المُسلمين وصالح الفرنجة وأخذ يعمل على إيذاء العرب، ووثب بهم بِالفعل وأصبح في حربٍ دائمةٍ معهم، رُغم أنَّ أنصاره كانوا في خِلافٍ مُتَّصلٍ معه، وقد حاول الوالي الجديد عذرة بن عبدُ الله الفهري القضاء على حركة منوسة، فأرسل نحوه حوالي عشر حملات عادت كُلها مهزومة. ظلت تلك الاضطرابات سائدة حتى جاءت ولاية الهيثم بن عُبيد الكناني الذي عبر البرتات في سنة 112هـ المُوافقة لِسنة 730م، واخترق سبتمانية إلى وادي الرون، وغزا لوطون وماسون وشالون الواقعة على نهر السون، واستولى على أوتون وبون، وعاث في أراضي بُرغُونية الجنوبيَّة. لكن أدى اختلاف القبائل وتمرُّد البربر في الأندلُس إلى تفكُّك جيشه، وتخلّيه عن تلك المُدن المفتوحة، وعاد جنوبًا، ولم يلبث أن تُوفي في سنة 112هـ المُوافقة لِسنة 730م بعد أن أمضى سنتين في ولايته.
خِلال هذه الفترة، شحن المُسلمون كافَّة مُدن مُقاطعة سبتمانية بِالحاميات العسكريَّة لِلدفاع عنها وإقرار السلام بين السُكَّان، وجمع الضرائب التي خففوا مقدارها، وتركوا الأراضي التي فتحوها عنوةً في أيدي أصحابها، على عكس ما اتبعوه في الفُتُوح السَّابقة، وفرضوا على السُّكَّان مُقابل ذلك تقديم حصَّة تتراوح بين ثُلث ورُبع المحصول، فنعموا بِالطمأنينة والأمن في ظل حُكم المُسلمين. ولم يُحاول الدوق أودو، في هذه المرحلة، الخُروج على حُكمهم، كما أنَّ قارلة انهمك في إخماد ثورات الفريزيين التي تجددت في مُقاطعة النورمندي، وردِّ غارات الساكسون على نهر الراين.

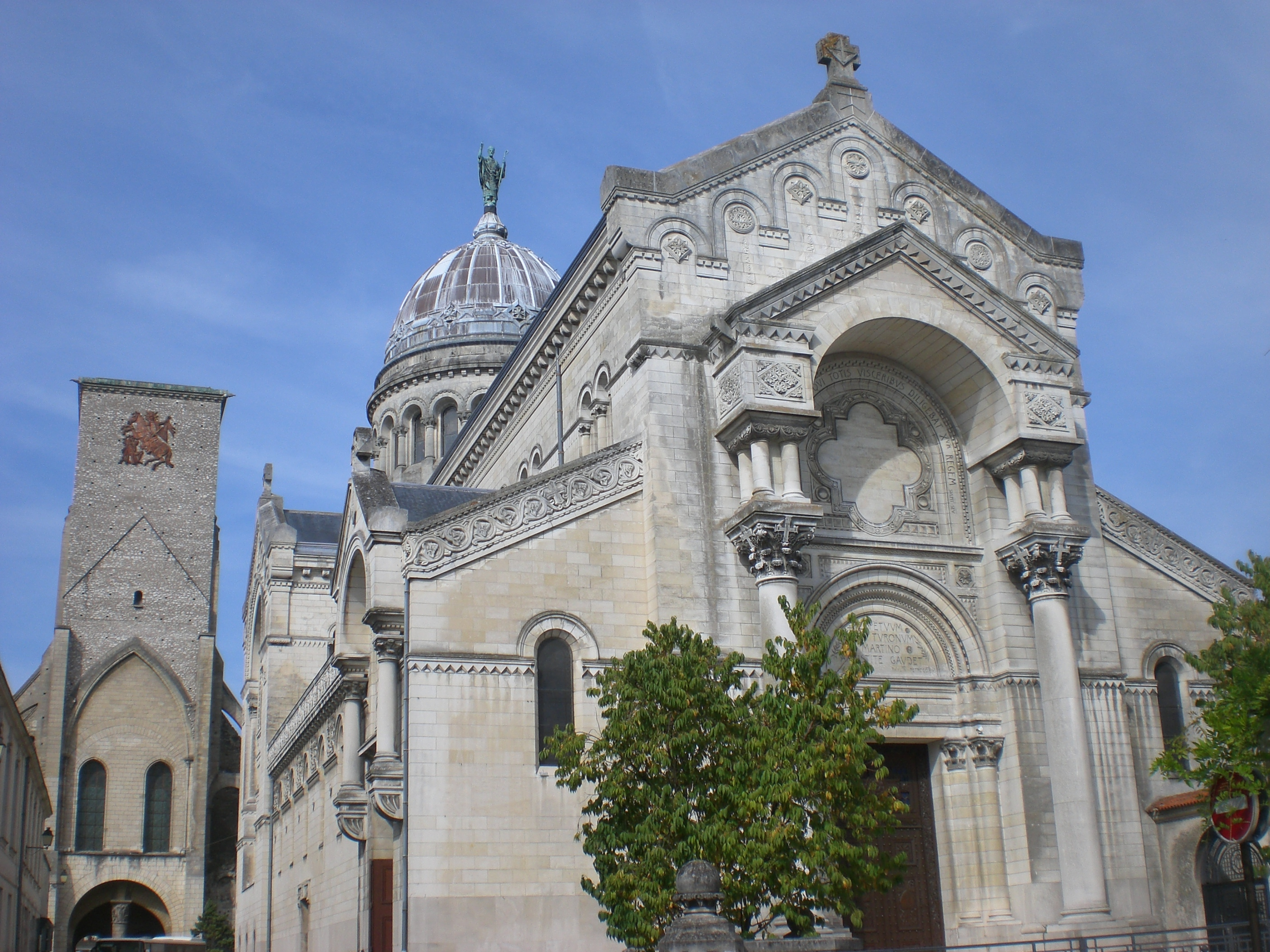
كنيسة القديس مارتين كما تبدو اليوم. زعم المُؤرخون الإفرنج أنَّ المُسلمين أحرقوا هذه الكنيسة لمَّا توغَّلوا في الغال وُصولًا إلى مدينة طُرش (تور) لِأوَّل مرَّة. بُني المبنى الحالي ما بين سنتيّ 1886 و1924م بعد أن دُمِّر المبنى الأصلي القُروسطي خِلال أحداث الثورة الفرنسيَّة.

يُلاحظ بِأنَّ الرواية الإسلاميَّة لا تنسب قيام أيَّة أعمال عسكريَّة في الغال خِلال ولاية عذرة بن عبد الله الفهري، ولكنَّ الرواية الإفرنجيَّة تذكر أعمالًا حربيَّة خطيرة قام بها المُسلمون في هذه الفترة بعد مقتل عنبسة مُباشرةً، وحيثُ أنَّ ولاية عذرة دامت سنتين وأشهُرًا فلا بُدَّ أنَّ هذه الأعمال وقعت خلالها، ويُجمل المُؤرِّخ والمُستشرق الفرنسي جوزيف توسان رينو أخبار هذه الأعمال في قوله أنَّ قادة المُسلمين نهضوا بعد مقتل عنبسة، وقد شجعتهم المُقاومة القليلة التي صادفوها والإمدادات الكبيرة التي تلقُّوها من الأندلُس، فأرسلوا الحملات في كُلِّ وجه، مُقتحمين سبتمانية مرَّة أُخرى، وعادوا إلى حوض الرون وغزوا بلاد الألبيين (بالفرنسية: Les Albegeois) وإقليم رويرگ (بالفرنسية: Le Rouergue) وجيڤودان (بالفرنسية: Gévaudan) وليڤليه (بالفرنسية: Levelay) ونهبوها نهبًا ذريعًا، حتَّى استنكر الكثير من المُسلمين الإسراف في العُنف. وتُضيف روايات مسيحيَّة أُخرى أنَّ المُسلمين خرَّبوا كنيسة رودس الكبيرة، واستقرُّوا في حصنٍ قريبٍ من موضع روكپريڤ (بالفرنسية: Roqueprive) الحالي. وانضمَّ إليهم نفرٌ من أهل هذه النواحي وساروا معهم يغزون في كُلِّ وجه. ويغلُب الظن أنَّهُ في خلال هذه الفترة - أي بين سنتيّ 107 و112هـ المُوافقة لِما بين سنتيّ 725 و730م، قام المُسلمون بِالغزوات التي تنسُبها إليهم الروايات المسيحيَّة في أقاليم دوفينيه (بالفرنسية: Dauphiné) ولوطون (ليون) وبُرغُونية. ولا تذكر المراجع العربيَّة والإسلاميَّة عن ذلك شيءًا على الإطلاق، في حين تختلف المراجع المسيحيَّة فيما بينها اختلافًا بينًا بِشأنها. وحده المُؤرِّخ المُسلم أحمد بن مُحمَّد المُقري التلمساني ذكر لمحةً عن تلك المرحلة، فقال: «إِنَّ الله أَلقَى الرُّعبَ فِي قُلُوبِ النَّصَارَى، وَلَم يَعُد أَحَدٌ مِنهُم لِيَظهَرَ إِلَّا لِيَستَأمِن. فَاستَولَى العَرَبُ عَلَى البِلَادِ وَمَنَحُوا الأَمَانَ لِمَن أَرَادَ، وَسَارُوا مُصعِدِين حَتَّى وَصَلُوا حَوضَ الرَّدَانَة، وهُنَاكَ ابتَعَدُوا عَن الشَّاطِئ وَتَوَغَّلُوا دَاخِلَ البِلَادِ». ولم يذكُر المُقري البلاد التي وصلها المُسلمين حينما توغَّلوا في الغال هذه المرَّة، على أنَّ رينو قال بأنَّ المواقع التي وصلها المُسلمين كانت هي المواقع التي ذكرت المصادر المسيحيَّة خرابها، وهي لوطون وماسون وشالون وبون (بالفرنسية: Beaune) وأوتون وسوليو (بالفرنسية: Saulieu) وبيز. كما قال أنَّ هذه الغارات يُحتمل أن تكون قد وصلت أبعد من ذلك وتمَّت دون خطَّة مُقررة من قبل، ومع هذا فإنها لم تلقَ إلَّا مُقاومة ضئيلة جدًا، ممَّا يدُل على الحالة السيئة التي كانت تسود بلاد الفرنجة آنذاك، وعلى عدم وُجُود حُكُومة ترعى شُؤون الناس.

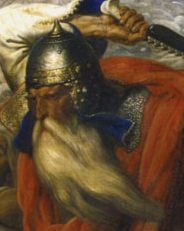
رسمٌ خيالي لِعبدُ الرحمٰن الغافقي، أبرز قادة المُسلمين في فُتُوحات الغال.

وفي سنة 112هـ المُوافقة لِسنة 730م، عيَّن والي إفريقية عُبيد الله بن الحبحاب بعد مُوافقة الخليفة هشام بن عبد الملك القائد عبدُ الرحمٰن الغافقي واليًا على الأندلُس، ولا يُستبعد أن يكون الجيش الإسلامي المُرابط في الأندلُس وراء هذا التعيين بِفعل محبة الجُند لِلغافقي كونه كان فريدًا بين رفاقه من القادة. ارتبط ظُهُور عبدُ الرحمٰن الغافقي على مسرح الأحداث السياسيَّة والعسكريَّة في الأندلُس والغال، بِالدور البارز الذي أدَّاه في ميدان الغزو والجهاد من أجل مدِّ راية الإسلام في الأراضي الأُورُبِّيَّة. وكان تسلُّم الغافقي لِلحُكم لِلمرَّة الثانية، بعد أن أبعدتهُ الصراعات القبليَّة نحو عشر سنوات عن المنصب الذي كان أكثر الذين سبقوه تأهيلًا لِحمل مسؤوليَّاته. وسبب ذلك أنَّ الغافقي كان على درجةٍ عاليةٍ من الكفاءة القياديَّة والعسكريَّة، وتحلَّى بالشجاعة والجُرأة والإقدام، وقضى مُعظم حياته في الجهاد، وكان سليمًا من النزعة القبليَّة التي ابتلى بها غيره من الوُلاة، وقد وضع نُصب عينيه فتح «الأراضي الكبيرة» أي الغال، كما كان يُسميها المُسلمون. كان على الغافقي بدايةً التصدِّي لِمطامع الدوق أودو وإخماد حركة منوسة وإعادة اللُحمة إلى المُسلمين، وكان يرى - بُحُكم خبرته الطويلة ومُتابعته التطوُّرات عن كثب - أنَّ الهدنة التي حرص أودو على استمرارها مع المُسلمين لم تكن إلَّا وسيلة لاتقاء خطرهم حتَّى تنجلي علاقته بِقارلة مارتل. ولم يقبل الغافقي أن تكون المُصاهرة بين منوسة والدوق أودو سببًا يصرف جُهُود المُسلمين عن حماية سبتمانية من أيِّ خطرٍ يتهدَّدُها جرَّاء أطماع الدوق سالف الذِكر، ولِذا أمر بِالقيام بِغاراتٍ على مُقاطعة أقطانية بِوصفها مصدر الخطر على المُسلمين، وأرسل إلى منوسة يدعوه إلى الطاعة والدُخول تحت راية الإسلام مُجددًا وأن لا يكون عقبة في وجه بني قومه ودينه، فرفض منوسة هذا الأمر بحُجَّة أنهُ لا يستطيع مُهاجمة أملاك صهره وأنَّهُ قد هادن الإفرنج وحلَّ نفسهُ من تنفيذ أيِّ أمرٍ عسكريٍّ بِشن الحرب أو الاشتراك في القِتال ضدَّهم، فبادر عبدُ الرحمٰن الغافقي إلى إخماد هذه الحركة الثوريَّة قبل أن تستفحل أكثر من ذلك وتؤدي إلى مزيدٍ من التصدُّع في الجبهة الإسلاميَّة وتُشجِّع أعداء الدولة على مُهاجمة سبتمانية، فجهَّز حملةً عسكريَّةً عهد بِقيادتها إلى ابن زيَّان، وكلَّفهُ بِإخماد الثورة، ونجح هذا القائد في مُهاجمة معاقل منوسة الحصينة ودخل عاصمته، باب الشزري، وطاردهُ في شِعاب الجبال حتَّى قبض عليه وقتله، وذلك في سنة 113هـ المُوافقة لِسنة 731م، وبِذلك أضحت ممرات جبال البرتات مفتوحةً أمام زحف الجُيُوش الإسلاميَّة.

### انطلاق حملة الغافقي
أفزع مقتل منوسة الدوق أودو، ولمَّا كان ضعيفًا لا يستطيع الصُمُود بِمُفرده أمام المُسلمين؛ أجرى مُفاوضات مع عدوُّه قارلة والمملكة اللومبارديَّة وبعض الدُول الأُورُبِّيَّة الشماليَّة لِلتنسيق فيما بينهم تمهيدًا لِلتصدي لِلزحف الإسلامي. والواقع أنَّ حملة عنبسة بن سُحيم التي توغَّلت في عُمق بلاد الفرنجة قد أفزعت قارلة، وأثارت مخاوف الشُعُوب الأُورُبِّيَّة بِعامَّة والبابويَّة بِخاصَّة، وأدرك قارلة أنَّ سيطرة المُسلمين على مُقاطعة سبتمانية، تُهدِّد كيان المملكة الإفرنجيَّة لِأنهم سوف يُكررون ما قاموا به سابقًا انطلاقًا من تلك المُقاطعة، حتَّى يقضوا على دولته. وتوصَّل إلى نتيجةٍ مفادُها أنَّهُ لابُد من القيام بِعملٍ حاسمٍ لِلتصدِّي لهم ووقف زحفهم وإخراجهم منها، وراح يستعد لِهذا اللقاء الذي رآه قريبًا. فحشد القُوَّات، وجمع السلاح، وخزَّن المُؤن، وصالح أُمراء بُرغُونية، واتفق مع الدوق أودو على القيام بِعملٍ مُشتركٍ لِلتصدي لِلمُسلمين وإخراجهم نهائيًّا من هذه الأراضي، فتوحَّدت بِذلك القوى الأُورُبِّيَّة الفاعلة.
حشد عبدُ الرحمٰن الغافقي جيشًا كبيرًا اختلفت المصادر في تحديد عدده، فقالت الرواية الإسلاميَّة أنَّهُ تراوح ما بين سبعين ألف إلى مائة ألف مُقاتل، وقيل بلغ 50 ألف مقاتل، أمَّا المراجع المسيحيَّة فتنص أنَّ الجيش الإسلامي بلغ عديده أربعمائة ألف مُقاتل. وبِجميع الأحوال فإنَّ ما يُتفقُ عليه هو أنَّ ذلك الجيش كان أكبر جيشٍ إسلاميٍّ دخل الأندلُس والغال حتَّى ذلك الوقت، فحتَّى طارق بن زياد كان جيشه يتألَّف من 7 آلاف مُقاتل، وطريف بن مالك كان جيشه 5 آلاف، ومُوسى بن نُصير كان جيشه 18 ألفًا، وبذلك يكون جيشهم جميعًا 30 ألف مُقاتل. وفي أوائل سنة 114هـ المُوافقة لِسنة 732م، سار الغافقي إلى الشمال مُخترقًا الثغر الأعلى وبلاد البشكس، وعمل على تقوية الثغر سالِف الذِكر والقضاء على بقايا الثُوَّار فيه، وشحن إقليم قطلونية بِالجُند وعزَّز الحاميات فيه قبل الانطلاق نحو سبتمانية، فعزَّز الإقليم الأخير بِالحاميات أيضًا خوفًا من أن يقوم الدوق أودو بِغزو سبتمانية كردٍّ وقائيٍّ بِمُجرَّد أن يعلم بِأمر الحملة الإسلاميَّة، وعاد بعدها إلى مدينة بنبلونة في شمالي أيبيريا، فانطلق منها وعبر معبر باب الشزري مُتجهًا نحو أقطانية نفسها.

### فُتُوحات أقطانية ومعركة وادي الغارون

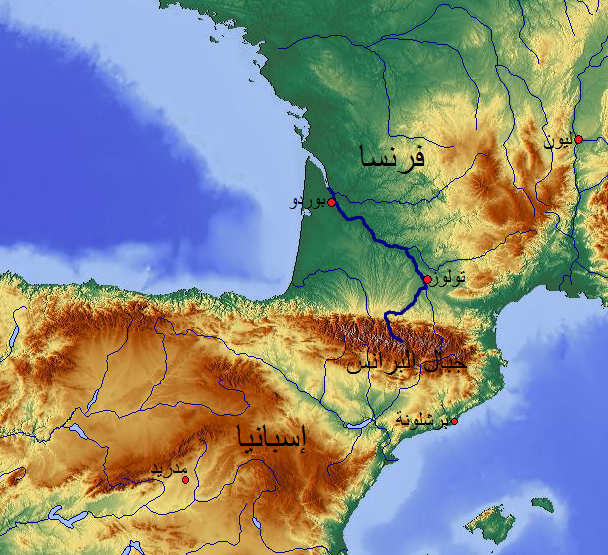
نهر الغارون، حيثُ اندلعت المعركة الفاصلة الكُبرى بين المُسلمين والإفرنج لِلسيطرة على أقطانية.

كانت مُقاطعة أقطانية واسعة، تضُمُّ عددًا كبيرًا من الوحدات الإداريَّة وتمتد من جبال البرتات جنوبًا إلى حُدود نهر اللوار شمالًا، ومن نهر الألبيه الصغير شرقًا إلى خليج بسكاية غربًا. وكانت تُعد أعظم مُقاطعات الغال بعد المملكة الإفرنجيَّة التي كانت تُصاقبها على حُدودها الشماليَّة مُباشرةً. زحف عبدُ الرحمٰن الغافقي نحو مدينة آرل أولًا بعد أن خرجت عن الطاعة وتوقَّف أهلُها عن أداء الجزية، واستولى عليها بعد معركة عنيفة مع قوات الدوق أودو. ثُمَّ زحف المُسلمون حتَّى بلغوا مدينة بُردال (بوردو) وفتحوها دون مُقاومةً تُذكر.

خريطة تُظهر موقع دوقيَّة أقطانية في عهد أودو الكبير.

وعبر الغافقي نهر الغارون بِجُنوده مكتسحًا أقطانية، فخفَّ الدوق أودو بِقُوَّاته مُحاولًا وقف الزحف، فالتقى المُسلمون على ضفاف نهر الدوردوني على مقرُبة من مُلتقاه بِالغارون، فاشتبك الطرفان في معركةٍ طاحنة مُني فيها أودو بهزيمةٍ فادحة فقد فيها عددًا عظيمًا من فُرسانه وفرَّ هاربًا، وقد وصف المُؤرِّخ إيزيدور الباجي الذي كان معاصرًا للأحداث المعركة بِعبارة: «الله وحده يعلم عدد القتلى» (باللاتينية: solus Deus numerum morientium vel pereuntium recognoscat). تقهقر أودو نحو الشمال بعد هزيمته تاركًا بلادهُ لُقمةً سائغةً لِلمُسلمين، فانساحوا في البسائط هُناك يفتحون كُل ما صادفهم، فصارت المُدن والبلدات الأقطانيَّة تتساقط في أيديهم الواحدة تلو الأُخرى بِسُرعةٍ مُذهلةٍ. ثُمَّ اخترق المُسلمون بُرغُونية، واستولوا على لوطون وبيزانصون، ووصلت سراياهم حتى صانص التي تبعد عن بريش (باريس) نحو مائة ميل فقط. ثم ارتد الغافقي غربًا إلى ضفاف نهر اللوار لِتطهير تلك المنطقة قبل مهاجمة بريش، فحاصروا مدينة طُرش (تور) وفتحوها وغنموا منها غنائم كثيرة، منها ما عُثر عليه في كنيسة القديس مارتين، وفق رواية المُؤرِّخ رودريگيث خيمنيث. وبذلك بات المُسلمون على مشارف ممالك الشمال الجرمانيَّة والإفرنجيَّة.

### بعد معركة نهر الغارون
يرى بعض المؤرخين أن الغافقي لم يكن ينوي التقدُّم أكثر من ذلك، بل كان ينوي تحصين المُدن المفتوحة وتقويتها لتصبح ثُغورًا لِلمُسلمين، كما هي الحال في سبتمانية، ولم يكن معه من الجُند ما يكفي لِفتح مُدنٍ أكثر، فبعد مسيرةٍ طويلةٍ في جنوب غالة وغربها، وبعد معركة نهر الغارون، لم يكن قد بقي معهُ أكثر من 10-30 ألف مُقاتل. أمَّا أودو، فقد لجأ - بعد خسارته لأراضيه - إلى قارلة يستصرخه، فلبَّى الأخير ندائه رغم ما بينهما من أحقاد نظرًا لتحسسه الخطر من توغُّل المُسلمين. كان قارلة يعمل آنذاك على توحيد بلاد الغال، فأخضع قبائل الساكسون والفريزيين، فدانت لهُ شمالي البلاد، ولم يعد أمامه سوى السيطرة على مناطق الجنوب بما فيها أقطانية، لِذلك استجاب لِطلب المُساعدة، وتهيَّأت لهُ الفُرصة لِيُسيطر عليها بيُسرٍ تحت غطاء الدفاع عنها، وكان قد علِم بِغارات المُسلمين في جنوبي بلاد الفرنجة مُنذُ حملة عنبسة بن سُحيم التي اقتربت من عاصمته بريش (باريس)، لكنَّهُ لم يشأ أن يصطدم بهم في هذا الوقت المُبكر، ورُبما أدرك أنَّ تلك الغارات لم تكن أكثر من حملاتٍ استطلاعيَّة. شكَّل تفاهُم قارلة وأودو مُفاجأةً لِعبد الرحمٰن الغافقي نظرًا لِلعداوة التقليديَّة بينهُما، كما أقلقهُ تعمُّد قارلة بِالتريُّث بِإرسال قُوَّاته إلى أقطانية وتأخير اللقاء مع المُسلمين، ولعلَّهُ هدف إلى تحقيق أمرين: إضعاف تلك المُقاطعة وإنهاكها بِسبب تحمُّلها وحدها عبء الحُرُوب، فتقع غنيمة سهلة في يده؛ وإغراء المُسلمين على التوغُّل في تلك المُقاطعة لِيُبعدهم عن قواعدهم، فتطول خُطوط تموينهم ويُنهكهم طول المسير. وكان المُسلمون قد توغلوا فعلًا في مُقاطعة أقطانية، وابتعدوا عن مراكز إمداداتهم في الجنوب بحيثُ أصبحوا على مسافةٍ هائلةٍ من العاصمة قُرطُبة تُقدَّرُ بِألفٍ وثلاثُمائة كيلومتر، ويتطلَّب وُصُول الإمدادات إلى خُطُوط الجبهة، في حال طلبها، مُدَّة شهر، نظرًا لِصُعُوبة الطريق، ومن جهةٍ أُخرى، كان قارلة يُحارب في بلاده وخُطوط إمداداته مُتصلة بِأرض المعركة.

### قوات الشمال تزحف باتجاه رافد اللوار
في تلك الآونة، كان الغافقي قد استولى على مدينة طُرش (تور)، ثُمَّ تقدَّم حتَّى دخل مدينة بيتارش (پواتييه) الواقعة على نهر كلين، وانتشرت قُوَّاتُه في السهل الخصيب المُمتد بينها وبين مدينة طُرش الواقعة على الضفة اليُسرى لِنهر اللوار. وكان لِهذه المدينة شُهرة خاصَّة في الثراء المُحيط بِكنائسها، وبِخاصَّةً كنيسة القديس مارتين، فاجتاحها عبدُ الرحمٰن وأخذ يستعد لِلزحف نحو بريش (باريس)، إلَّا أنَّهُ فُوجئ بِقُوَّات الفرنجة التي احتشدت في تلك المنطقة وهي على استعداد لِلتصدي له. كان ذلك آخر امتداد مُنظَّم لِلمُسلمين في أُورُبَّا، لِأنَّ قارلة خشي أن يدخل المُسلمون بلاد الإفرنج، نظرًا لاقترابهم من حُدودها، لِذلك هبَّ لِلدفاع عن القارَّة الأُورُبِّيَّة تجاه زحفهم. ويبدو أنَّ قارلة لم يكتفِ بِمن كان عندهُ من الجُند في الغال، فبعث يستقدمُ جُندًا من حُدود الراين من نواحي أوستراسيا، فأتتهُ نجدات من جُنودٍ أجلاف أقوياء يُحاربون شبه عُراة في الجو البارد، ووصفهم إيزيدور الباجي بأنَّ أيديهم كانت حديديَّة تُرسل ضرباتها القاصمة في سُرعةٍ وقُوَّة، أضف إلى ذلك أنَّ مُعظم هؤلاء كانوا قومًا بدويين أشدَّاء لا يقلُّون عن العرب والبربر صلابةً ولا شجاعة، فهزموا جماعات البرابرة كالآلان والسويڤ عشرات المرَّات حتَّى كسروا شوكتهم. وبِهذا اجتمع لِقارلة جيشٌ قويّ قدير على الثبات لِلمُسلمين ومُنازلتهم.

### معركة بلاط الشُهداء

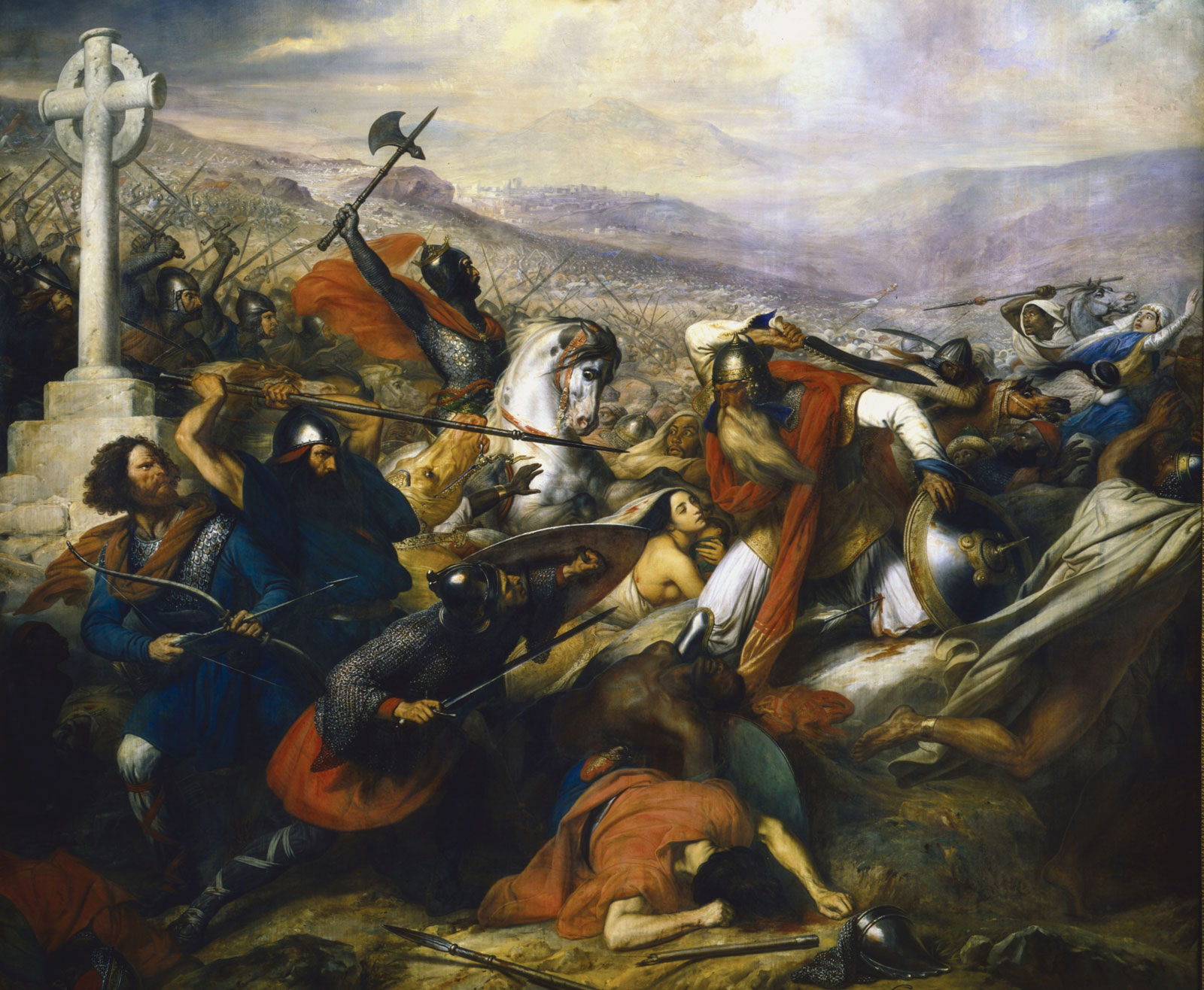
اشتباك المُسلمين والإفرنج ومن حالفهم من القبائل الجرمانيَّة في الموقعة الحاسمة التي قرَّرت مصير الغال. يبدو قارلة في طرف الصُورة بِهيئة المُظفَّر وهو يرفعُ فأسه، وعبدُ الرحمٰن الغافقي في وسطها وهو يُقاتلُ مع المُسلمين.

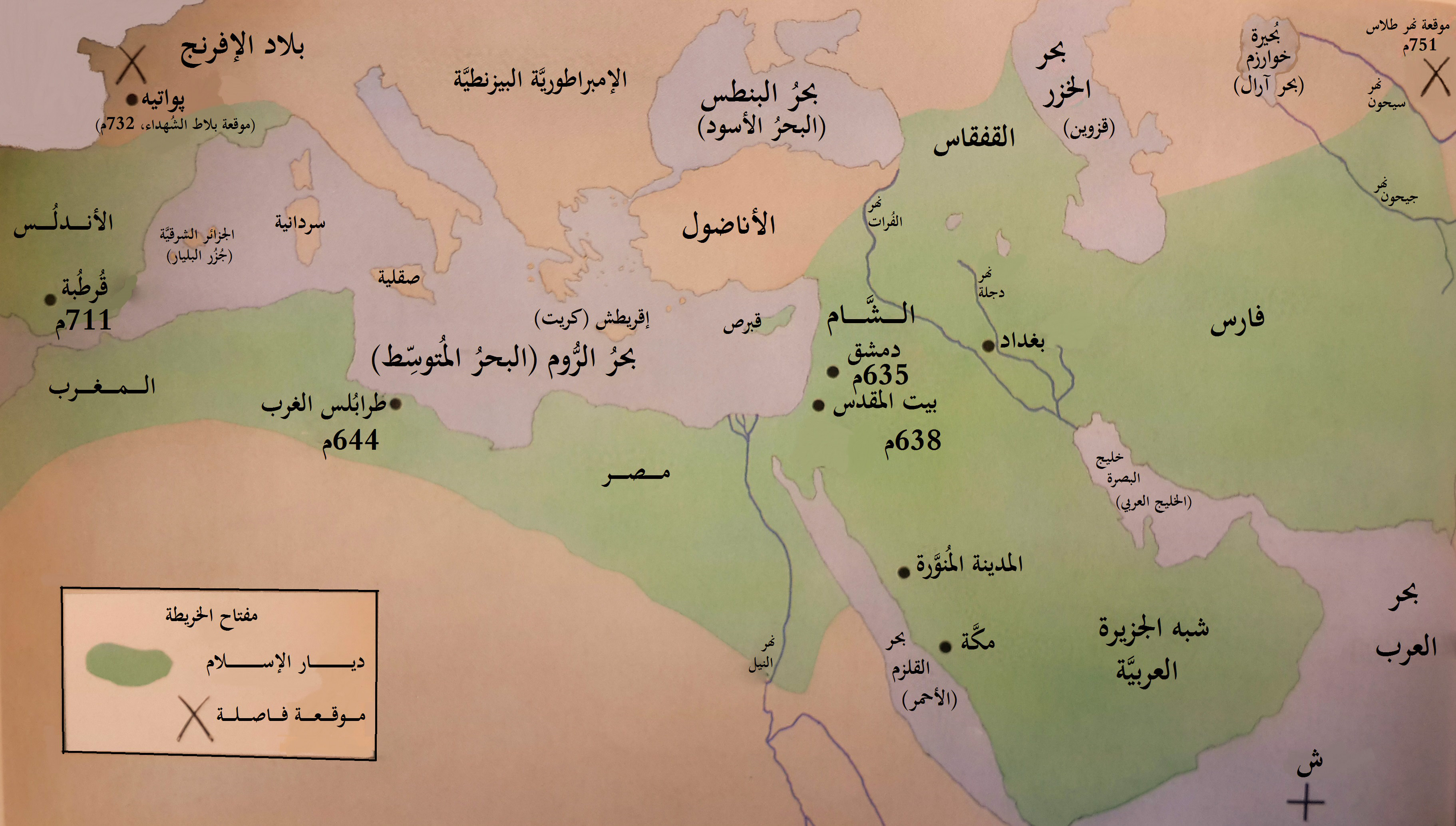
خريطةٌ تُظهرُ الحد الذي توقَّف عندهُ الزحفُ الإسلامي غربًا (بيتارش
أو پواتييه) وشرقًا (نهر طلاس).

عبَّأ عبدُ الرحمٰن الغافقي قُوَّاته استعدادًا لِلدُخُول في القتال مع الإفرنج وكسرهم. وفي الواقع كان كِلا الطرفين يستعد لِلقتال حتَّى النصر أو الموت، فبالنسبة لِلفرنجة فإنَّ مصالحهم وبلادهم لم يسبق لها أن تعرَّضت قط لِخطرٍ مثل الخطر الحالي، فاعتبروها معركةً لِلحفاظ على دينهم ومُؤسساتهم ومُمتلكاتهم وحياتهم؛ وأمَّا بِالنسبة لِلمُسلمين فقد اعتبروها الفُرصة الكبيرة لِهزم الإفرنج هزيمةً عظيمة ودحرهم وضم الغال إلى ديار الإسلام، واعتبروا أنَّ النصر مُمكن لا سيَّما وأنَّهم هزموا أعداءً أشدَّاء يفوقونهم عددًا من قبل، كما في القادسيَّة واليرموك ووادي لكة، فكان خيارهم النصر أو الشهادة. ومن غير المعروف مكان هذه الموقعة الفاصلة على وجه التحقيق، فقد أغفلته الرواية الإسلاميَّة فيما أغفلت، وتركته الرواية المسيحيَّة مُبهمًا، فذكرت أنها كانت إلى شمال مدينة بيتارش (پواتييه) في اتجاه طُرش (تور)، أي على الطريق الروماني القديم بين البلدين، ويفترض البعض ذلك لِأنَّ اسم المكان كما تُحدده الرواية الإسلاميَّة باسم «بلاط الشُهداء» يُفهم منه أنها وقعت على مقرُبة من قصرٍ كبيرٍ أو «بلاط»، ويُحتمل أنها سُميت كذلك أيضًا بسبب وُقُوعها على مقرُبة من طريقٍ رومانيٍّ قديم يصلُ مدينة «شاتيه لورو» (بالفرنسية: Châtellerault) بِبيتارش، على مسافة نحو عشرين كيلومترًا من المدينة الأخيرة. وقيل أيضًا أنها سُميت بِـ«بلاط» الشُهداء نسبةً إلى «التبالُط بِالسُيُوف»، أي القتال بِالسُيُوف، وذلك بِفعل شدَّة القتال الذي جرى في الموقعة وكثرة السُيُوف التي وُجدت في ميدان القِتال والتي تركها المُقاتلون.
ظلَّ كُلٌ من الجيشين يُراقب أحدهما الآخر من بعيد طيلة ثمانية أيَّام، وبعد مُناوشاتٍ صغيرة، استعدَّ الجيشان لِلدُخُول في معركةٍ شاملة. وفي رمضان 114هـ المُوافق فيه تشرين الأوَّل (أكتوبر) 732م، التحم الجيشان. وكان المُسلمين هُم الذين كانت لهم المُبادرة في المعركة بِهجمةٍ اشتركت فيها كُل خيَّالتهم وحاولوا خرق الصُفُوف الإفرنجيَّة لكنهم لم يتمكنوا بِسبب ثبات هؤلاء واعتمادهم على الأسلحة الثقيلة. ثُمَّ كرَّ الفرنجة على المُسلمين وحاولوا خرقهم، فثبت المُسلمون ثباتًا فريدًا طيلة يومين في وجه تلك الهجمات التي تمَّت بِالحراب حتَّى أُنهك الإفرنج ومن معهم من الساكسون والآلمان والسويڤ، حتَّى بدا - قُرب مساء اليوم الثاني - أنَّ الكفَّة مالت لِصالح المُسلمين. لكنَّ الدوق أودو قام، في اليوم الرابع، بتنفيذ حركة التفاف حول صُفُوف المُسلمين وفاجأهم من خلفهم، فرُيع الجُند الإسلامي ذلك لا سيَّما وأنَّ ذلك الموقع كان حيثُ أبقى المُسلمون الغنائم، فتحرَّكت بعض القُوَّات تجاه المُؤخرة لِصد الهُجُوم ما أحدث خللًا في تنظيم الجيش أدَّى إلى انكشاف قلبه، وهو المكان الذي كان يُديرُ منه عبد الرحمٰن الغافقي المعركة. وحاول الأخير جُهده أن يُثبِّت جُندهُ ويُعيد نظامه أو يصرفه عن الهلع على الغنائم فلم يُوفَّق، بل أصابهُ سهمٌ أودى بِحياته، وعند هذه النُقطة حلَّت النهاية بِالنسبة لِلمُسلمين، فانهال عليهم الفرنجة من كُلِّ صوبٍ وحصدوهم حصدًا، فحلَّت هزيمة فادحة بِالمُسلمين، وسمُّوا هذه الواقعة بِبلاط الشُهداء لِعظم خسارتهم من الرجال فيها. ومع ذلك استمرَّ القتال مُدَّة ستَّة أيَّام أُخرى، انسحب المُسلمون بعدها وفق خطَّةٍ مُحكمة خدعوا فيها الفرنجة، فتركوا خيامهم منصوبة ونارهم مُشتعلة وانسحبوا عائدين إلى سبتمانية ليلًا، ولمَّا أصبح الفرنجة لم يجدوا لِلمُسلمين من أثر، فظنُّوا أنها خدعة، وتردَّدوا في الاقتراب من المُعسكر الإسلامي، وعندما تأكدوا أنَّ المُسلمين انسحبوا أقبلوا على الخِيام واستولوا على ما تحويه من ذخائر، وعلى هذا الشكل تحاجز الطرفان. ولم يتتبَّع قارلة فُلول الجيش الإسلامي خشية أن يكون انسحابهم تكتيكًا لِلإيقاع به، كما يبدو أنَّهُ تبيَّن مقدار الهزيمة الفادحة التي نزلت بِالمُسلمين، ورأى أنهُ يستطيع العودة إلى الشمال مُطمئنًا إلى أنهم انصرفوا عنه وعن بلاده، واعتبر الكثير من المُؤرخين هذه الهزيمة نُقطة توقُّف الفُتوحات الإسلاميَّة باتجاه الغرب الأُورُبِّيّ.

### فُتُوحات ما بعد معركة بلاط الشُهداء

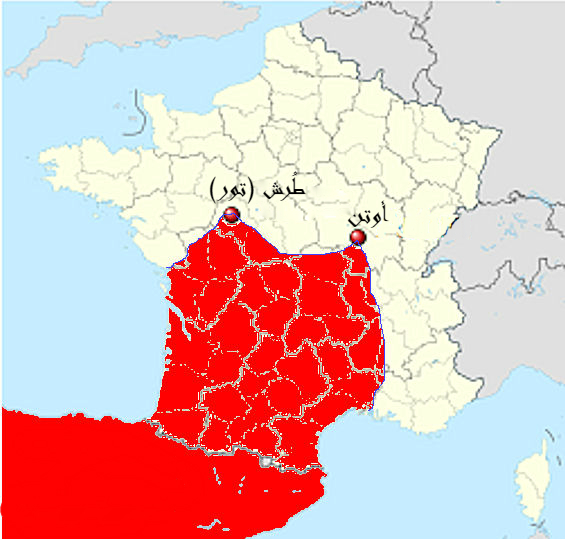
أقصى الحُدود التي بلغتها الفُتُوحات الإسلاميَّة في بلاد الغال مُنذُ معركة بلاط الشُهداء وبعدها: عند مدينتيّ طُرش (تور) وأوتن.

كان لِمعركة بلاط الشُهداء أثرٌ رنَّان على الممالك الأُورُبِّيَّة الغربيَّة، فاعتبر المُؤرخون المسيحيُّون أنها وضعت حدًا لِسيادة المُسلمين في تلك النواحي من العالم، إذ لو انتصر المُسلمون فيها لانتشر الإسلام في رُبُوع القارَّة، وزالت الديانة المسيحيَّة، وعدُّوا قارلة بطلًا قوميًّا نصر القارَّة الأُورُبِّيَّة والمسيحيَّة، وأنعم البابا جرجير الثالث على قارلة لقب «مارتل» (بِالفرنسيَّة: Martel؛ بِاللاتينيَّة: Martellus) أي «المطرقة» التي سحقت قُوَّة المُسلمين في بلاد الفرنجة وباعدت بينهم وبين التقدُّم في خُطُواتٍ مُستقبليَّة في هذه الأماكن مرَّة أُخرى، حيثُ باركت الكنيسة والبابويَّة جُهُوده وأضحى يُعرف بِـ«شارل مارتل» (بالفرنسية: Charles Martel) أو «كارل مارتل» (باللاتينية: Carolus Martellus) بِلُغته الأُم وبِاللُغة اللاتينيَّة. كذلك، كان لِمعركة بلاط الشُهداء صدىً قويّ في الدوائر الحاكمة في دمشق والقيروان، فأسرعت القيادة السياسيَّة إلى تعيين خلف لِعبد الرحمٰن الغافقي هو عبد الملك بن قطن الفهري، وأمرتهُ بِإعادة الحُضُور الإسلامي في جنوبيّ الغال والمُحافظة على المُكتسبات الإسلاميَّة في تلك المنطقة.
كان أوَّل عمل قام به عبد الملك بن قطن هو أنَّهُ قضى على الثورات التي قامت ضدَّ الحُكم الإسلامي في المناطق الشماليَّة لِلأندلُس، على أثر مقتل عبد الرحمٰن الغافقي وانحلال جيشه، ووصل خلال مُطاردته لِلثائرين، إلى مدينة لانگدوك في الأراضي الإفرنجيَّة، ثُمَّ عمد إلى اتباع سياسة هُجوميَّة - دفاعيَّة جديدة، فبنى سلسلة من القلاع في المناطق الحُدوديَّة، وشحنها بِالمُقاتلين واتخذها قواعد انطلاق لِغزو أراضي الفرنجة، والدفاع عن المناطق الإسلاميَّة، ومُراقبة تحرُّكات العدو. واستمرَّ سُكَّانُ سبتمانية النصارى على ولائهم لِلمُسلمين، وقد خشوا أن يقعوا تحت حُكم قارلة المكروه، كما انضمَّ «مارونت»، حاكم مرسيلية، إلى المُسلمين، وكان يبغض قارلة ويرغب بالاستقلال بِإقليم بربنصة. بعد الانتهاء من إقامة التحصينات والاطمئنان على سلامة الوضع في المناطق الشماليَّة لِجبال البرتات، التفت عبد الملك بن قطن إلى استعادة ما فقده المُسلمون من أراضٍ بعد معركة بلاط الشُهداء وإعادة الحُضُور الإسلامي في مناطق جنوبي الغال، فكلَّّف حاكم أربونة يُوسُف بن عبد الرحمٰن الفهري بِمُواصلة الغزو، وفي سنة 116هـ المُوافقة لِسنة 734م واصل المُسلمون غزواتهم في بلاد الغال، فاجتاح الفهري آرل، ثم سانت ريمي وأبينيون. ويبدو أنَّ الوالي الجديد استغلَّ انشغال قارلة في قمع الثورات التي قامت ضدَّ حُكمه من جانب الساكسون والفريزيين في الشمال. واخترق المُسلمون بعد ذلك إقليم دوفينه، واستولوا على أوسيز وففييه وڤالانس وفيين ولوطون (ليون) وغيرها، وغزوا بُرغُونية، فبعث قارلة، وكان قد انتهى من قمع الثورات في الشمال وتفرَّغ لِلمُشكلات مع المُسلمين، أرسل أخاه شلدبراند في جيشٍ ضخم لِمُواجهة المُسلمين، ثُمَّ لحق به جيشٌ آخر، وهاجما أبينيون حتَّى سقطت في أيديهم في ربيع سنة 119هـ المُوافقة لِسنة 737م، وقتلوا حاميتها المُسلمة، ثُمَّ تحصَّن المُسلمون في أربونة، فسار إليها قارلة، وحاصرها فقاومهُ المُسلمون أشدَّ مُقاومة، ولم يستطع دُخولها.

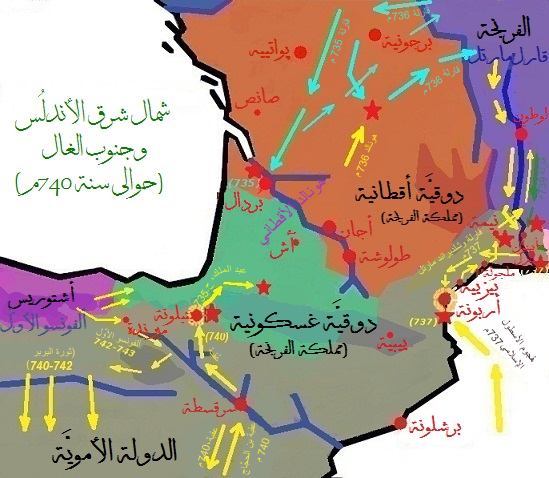
خريطة توضح مسار العمليَّات العسكريَّة والغزوات والغارات المُتبدالة بين المُسلمين والإفرنج بعد معركة بلاط الشُهداء والأوضاع الجيوسياسيَّة في جنوب غرب الغال آنذاك.

أرسل والي الأندلُس الجديد عقبة بن الحجَّاج السلولي، الذي خلف عبد الملك بن قطن، جيشًا لِإنقاذ المدينة من جهة البحر، حتَّى أصبح على مقربة من أربونة. فلمَّا علم قارلة بِمقدم هذا الجيش، بادر إلى لِقائه، فوقعت معركة كبيرة عند نُهير البر بِالقُرب من أربونة، انهزم فيها المُسلمون هزيمةً شديدة، وطاردهم الإفرنج حتَّى الشاطئ، وغنموا منهم وسبوا الكثير من الأسرى، ولم ينجُ منهم سوى شراذم قليلة لجأت إلى السُفن، وفرَّت إلى أربونة التي لم يُهن ذلك من عزم مقاومتها. ولكن مع أنباء تمرد مارونت في مرسيلية، ووفاة تيودوريك الرابع ملك الفرنجة، اضطر قارلة إلى رفع الحصار عنها، واستولى في طريقه على بزبيه وآجدة وماجلونة ونيمة، وخرّب قلاعها. وفي ربيع سنة 120هـ المُوافق لِسنة 738م، عبر عقبة بن الحجَّاج السلولي البرتات في جيشٍ كبيرٍ، فاستردّ مدينة آرل، ثم أبينيون، وعدَّة مناطق أُخرى، وبلغ بجيشه بيدمونت، فبعث مارتل أخاه شلدبراند لِقتال المُسلمين، واستغاث بحليفه لودبرند ملك اللومبارد، وتحرك مارتل إلى الرون بجيشٍ ثالث، وهاجموا مواقع المُسلمين في سنة 121هـ المُوافقة لِسنة 739م، فاضطرَّ عقبة إلى الارتداد إلى ما وراء الرون، فاستولى الإفرنج على معظم سبتمانية، ولم يبق منها بِيد المُسلمين سوى أربونة، واصطدم عقبة عند عودته عبر البرتات إلى الأندلُس بجماعاتٍ من البشكنس والقوط، فهزمها قبل عودته. ثُمَّ ظلَّت الأُمور مُستقرَّة على حالها لِسنوات، بعد أن انشغل الطرفان بِشُؤونهما الداخليَّة، فبعد قيام ثورة البربر في إفريقية سنة 122هـ المُوافقة لِسنة 740م، انقطعت صلة عقبة بن الحجَّاج السلولي بِالحُكومة المركزيَّة في دمشق، فثار عليه، عبد الملك بن قطن الفهري، وخلعه، ودخلت الأندلُس لِسنواتٍ في صراعاتٍ داخليَّةٍ لم تنته إلَّا مع استقرار المُلك لعبد الرحمٰن الداخل. وعلى الجانب الآخر، تُوفي قارلة، واضطربت أمور الإفرنج بعد تصارُع أبناء مارتل حتَّى استقرار الأُمور لصالح ابنه ببين القصير.

### خُرُوج المُسلمين من سبتمانية

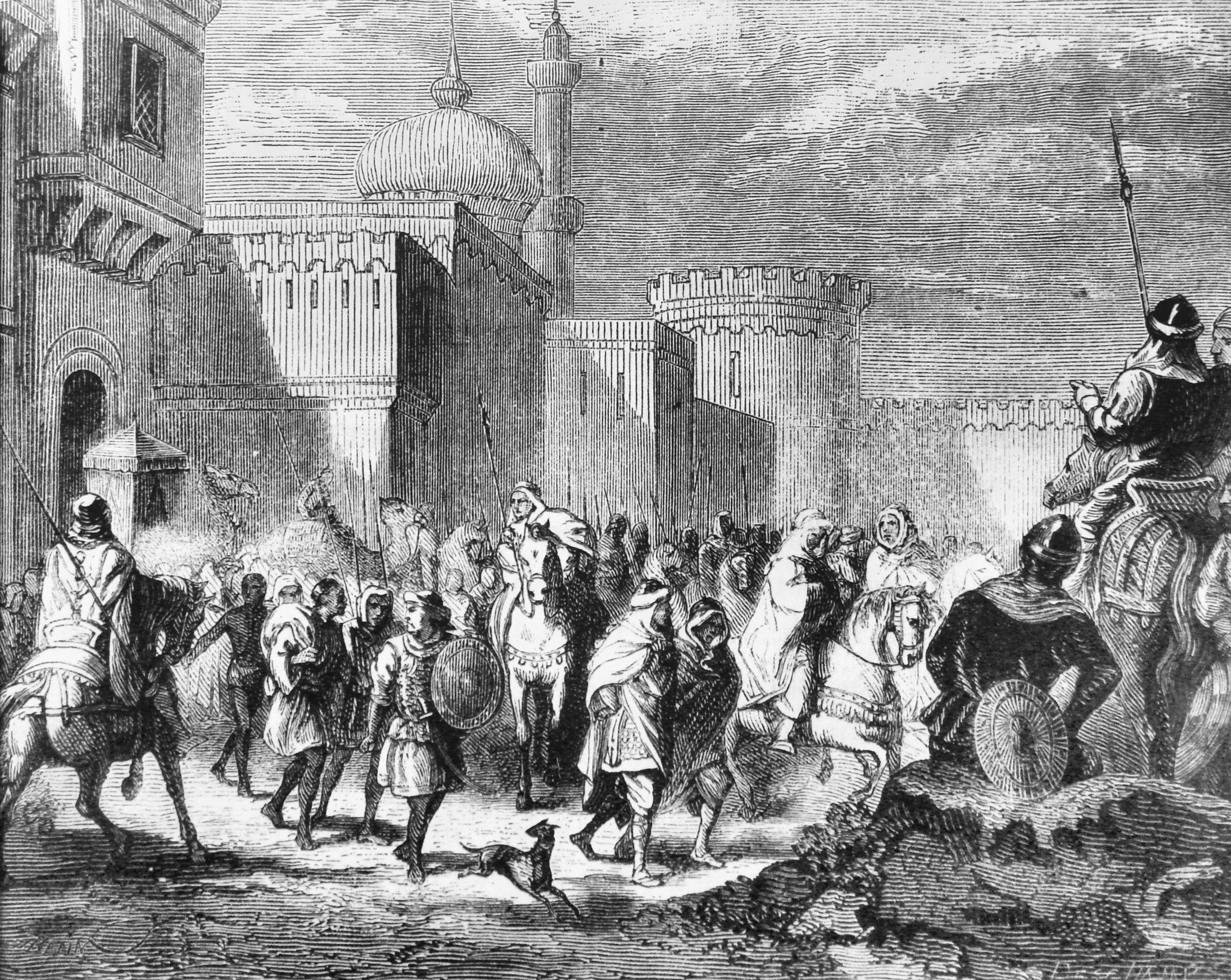
خُرُوج المُسلمين من أربونة وتسليم المدينة إلى الملك الإفرنجي ببين القصير.

كان قارلة قُبيل وفاته قد استغلَّ موت الدوق أودو في سنة 117هـ المُوافقة لِسنة 735م، وانتقال مُلك أقطانية إلى ابنه هونلد، فأجبره على تقديم الولاء والطاعة له بِوصفه حاكمًا من قِبله، وذلك ضمن مسعاه لِتوحيد بلاد الغال تحت حُكمه. فخضع لهُ هونلد، وبِذلك تقرَّب الفرنجة خُطوةً نحو سبتمانية حيثُ أضحت أملاكهم تُحيط بها، كما أضحى بِوسعهم مُهاجمة أربونة وهم مُطمئنين. دخلت مُمتلكات المُسلمين وراء جبال البرتات مرحلةً حرجةً، عندما اشتدَّ الصراع الداخلي في الأندلُس أثناء الأيَّام الأخيرة من حُكم الوُلاة، وكان أخطر ما في هذه المرحلة هو أنَّ القوط في سبتمانية أعادوا تنظيم صُفوفهم تمهيدًا للانقضاض على حُكم المُسلمين بِقيادة «أنسمند النيمي»، فانتهز هذا اضطراب الوضع الداخلي في الأندلُس واستولى على بعض المناطق الخاضعة لِلمُسلمين في سبتمانية، هي نيمة وآجدة وماجلونة وبزبيه وما حولها، ثُمَّ أسس من تلك المُدن مملكة صغيرة كانت نُواةً ومركزًا لِنشاطه العسكريّ، ثُمَّ طمع في استرداد أربونة من المُسلمين وإخراجهم منها مُدركًا، في الوقت نفسه، أنَّ مملكته لن تنتعش وتدوم طالما بقي هؤلاء في قاعدتهم، لكنَّهُ كان أعجز من أن يتولَّى ذلك بِمُفرده، ورأى أن يستعين بِببين الثالث ابن قارلة. ورحَّب هذا الأخير بِالدعوة إذ وجد فيها الفُرصة لِفرض سيادته على ما تبقَّى خارجًا عن طاعته في جنوبيّ الغال، وضمِّها إلى أملاكه. وهكذا تعاون الفرنجة والقوط ضدَّ المُسلمين. وفي سنة 134هـ المُوافقة لِسنة 752م، هاجم ببين مع حليفه القُمَّس أنسمند المواقع الإسلاميَّة في سبتمانية بعد أن كانت قد انقطعت صلاتها بالأندلُس تقريبًا نظرًا للاضطرابات الداخليَّة في الأخيرة، ثُمَّ ضرب ببين وحليفه حصارًا على أربونة التي قاومت الحصار لِسنوات، بل واستطاعت حاميتها قتل أنسمند في أحد الكمائن سنة 136هـ المُوافقة لِسنة 754م، تزامن ذلك مع حُدوث مجاعة في جنوب إفرنجية أثَّرت على الجيش المُحاصر، فطال الحصار، حتى استقرَّ حُكم الأندلُس إلى عبد الرحمٰن الداخل، فحاول فك الحصار بأن أرسل حملة سنة 140هـ المُواقة لِسنة 758م، يقودها سُليمان بن شهاب الأُموي، إلَّا أن البشكنس فتكوا بِتلك الحملة قبل أن تصل إلى وجهتها، وقُتل قائدها ابن شهاب. ولمَّا طال الحصار، ضجر أهل أربونة من القُوط، وراسلوا ببين الثالث سرًا في سنة 142هـ المُوافقة لِسنة 759م على أن يُمكّنوه من المدينة، على أن يترك لهم حُريَّة حُكم مدينتهم، فقبل ذلك؛ وانقضّ القُوط على الحامية المُسلمة لِلمدينة، فقتلوهم وفتحوا أبواب مدينتهم أمام جُند ببين الثالث، لِينتهي حُكم المُسلمين في تلك النواحي، بعد أن دام أربعين سنة، وخرج من بقي من المُسلمين نحو الأندلُس، لِتُطوى بِذلك صفحة الفُتوحات الإسلاميَّة في الغال.

## أثر الفُتُوحات الإسلاميَّة في الغال

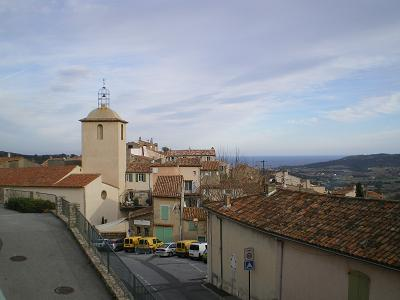
جانبٌ من بلدة «رحمة الله» في جنوب فرنسا المُعاصرة.

نظرًا لِأنَّ الفترة التي أمضاها المُسلمون في الغال لم يطل أمدها أكثر من نصف قرن، ولم تكن الحضارة الإسلاميَّة في الأندلُس قد تكوَّنت وتفتحت بعد، وكانت المنطقة عبارة عن ثُغُورٍ حربيَّة ينفذ منها المُسلمون لِدفع حُدود الدولة إلى الأمام دون أن يستقرُّوا استقرارًا فعليًّا، فإنَّ أغلب الآثار التي تركها المُسلمون الأوائل في فرنسا المُعاصرة تكاد تكون مخفيَّة، بحيثُ لم يعثر عليها إلَّا الباحثون والعُلماء الذين نقَّبُوا ودققوا في مُختلف جوانب تاريخ المُجتمع الفرنسي الجنوبي. من أبرز الآثار الإسلاميَّة المُتفق عليها هو الأثر الزراعي، إذ أنَّ المُسلمين نقلوا إلى جنوب فرنسا مُختلف أنواع الغِراس من المشرق، والكثير من خبرتهم الزراعيَّة، ولقَّنُوها لِسُكَّان تلك الأنحاء. ويُقال إنَّ القمح الأسمر الذي هو الآن من أهم محاصيل فرنسا إنما هو من مخلفات العرب، وهم الذين حملوا بذوره، وكانوا أول من زرعه بفرنسا، والمٌرجَّح أيضًا أنهم هم الذين حملوا فسائل النخيل من الأندلُس وإفريقية إلى الغال، كما تأثَّرت سُلالة الخُيُول في فرنسا الجنوبيَّة بِهذه الفُتُوحات نتيجة تهجين الأحصنة العربيَّة الأصيلة مع سُلالات الأحصنة الإفرنجيَّة. أمَّا بِالنسبة لِلآثار الاجتماعيَّة، فيُلاحظ أنَّ لِبعض أهالي إقليم بربنصة - التي استقرَّ بها المُسلمون حينًا من الدهر - بعض العادات والتقاليد التي نسبها البعض إلى المُسلمين، ومنها أنواعٌ من الرقص يٌظن أنها ترجع إلى أصلٍ عربيّ، ومنها أيضًا نمط «التروبادور» الأدبي الذي يبدو أنَّهُ تأثَّر بِالشعر العربي، ذلك أنَّ قوام هذه الحركة هو القريض الحربي والغنائي، وزعماؤها فُرسانٌ شُعراء وفنَّانون، تمامًا كما يظهر في أشعار الفُروسيَّة العربيَّة. أضف إلى ذلك أنَّ اللُغة القسطانيَّة تأثَّرت بِاللُغة العربيَّة بِشكلٍ واضح، فظهرت كلماتٌ في المُعجم القسطاني، والفرنسي إلى حدٍ ما، من شاكلة drogoman أي «تُرجُمان»، وما زال يُقالُ حتَّى اليوم على سبيل المِثال: par le truchement de أي «من خِلال كذا»، وكذلك charabia المُشتقة من «شَرَح»، كما سُميت بعض المُدن والمناطق بِأسماء عربيَّة من شاكلة بلدة راماتويال Ramatuelle المُشتق اسمها من «رحمة الله»، و Saint-Pierre de l'Almanarre المُشتق اسمُها من «المنارة». تركت الغزوات والفُتُوحات الإسلاميَّة أثرًا كبيرًا في فرنسا بقي ماثلًا في الذهن طيلة قُرُون، ويذكر المُستشرق الفرنسي جوزيف توسان رينو هذا بِقوله:
| الفتح الإسلامي للغال | إنَّ ذكرى الغزوات النورمانيَّة والمجريَّة لا تُوجد إلَّا في الكُتُب. ولكن ما السِّر في أنَّ ذكرى العرب ما زالت ماثلةً في جميع الأذهان؟ لقد ظهر العربُ في فرنسا قبل النورمان والمجر، واستطالت إقامتهم بعد الغزوات النورمانيَّة والمجريَّة، وإنَّ غزوات العرب الأُولى ليطبعها طابعٌ من العظمة، حتَّى أننا لا نستطيع أن نتلو أخبارها دون تأثُّر. ذلك لأنَّ العرب دون النورمانيين والمجر، ساروا مدى آماد في طليعة الحضارة، ثُمَّ إنهم لبثوا بعد أن غادروا أرضنا موضع الرَّوع في شواطئنا، وأخيرًا لِأنَّ المعارك التي اضطلعوا بها أيَّام الصليبيين في إسپانيا وإفريقية وآسيا، أسبغت على اسمهم بهاءً جديدًا، بيد أنَّ هذه العوامل كُلُّها قد لا تكفي لِتعليل المكانة العظيمة التي يتبوأُها الاسمُ العربيُّ في أوروپَّا وفي أذهان المُجتمع الأوروپيّ. أمَّا السبب الحقيقي لِهذه الظاهرة المُدهشة، فهو الأثر الذي بثَّتهُ قصص الفُروسيَّة في العُصور الوُسطى، وهو أثر لا يزال ملموسًا إلى يومنا. | الفتح الإسلامي للغال |

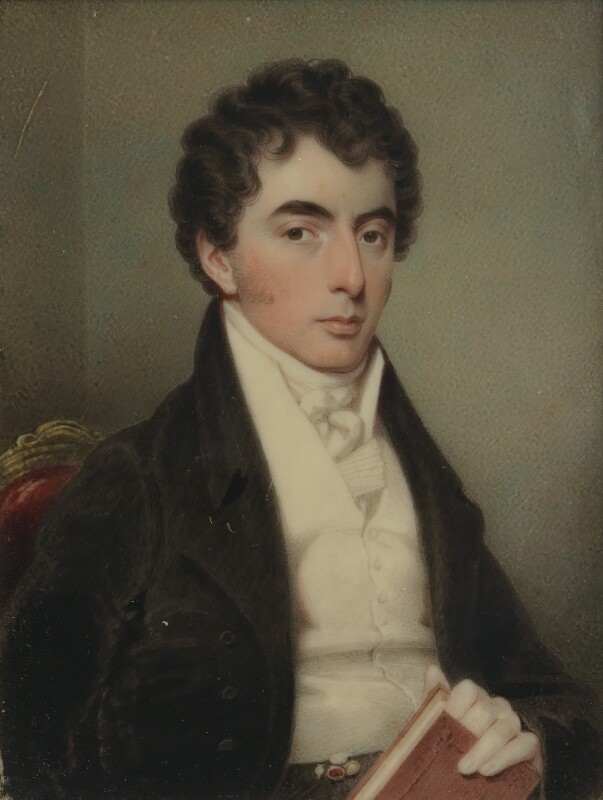
الشاعر الإنگليزي روبرت ساوذي.

ثلاثة قُبُور لِمُسلمين من الفاتحين الأوائل بِحسب الظاهر، عُثر عليها في مدينة نيمة بِجنوب فرنسا، وأُعلن عن اكتشافها في أوائل سنة 2016م. استدلَّ العُلماء على أنها ترجع لِمُسلمين بِسبب توجيه رؤوسها ناحية القِبلة.

كذلك، أثارت هذه الغزوات والحملات العسكريَّة الإسلاميَّة التي كادت أن توطِّد دعائم الإسلام في أُورُبَّا ما بعد الأندلُس، والقيادة البارعة لعبد الرحمٰن الغافقي وجيشه الجرَّار التي بالغت الروايات الإفرنجيَّة في تقدير عديده، أثارت خيال عدَّة شُعراء أوربيين بما فيهم الشاعر الإنگليزي الرومنطيقي روبرت ساوذي (1774 - 1843م) الذي وصف في منظومته حملات المُسلمين على الغال وما تعرَّض له العالم المسيحي من خطرٍ داهمٍ آنذاك، فقال: «جَمعٌ لَا يُحصَى، مِن شَآمٍ وِبَربَرٍ وَعَرَبٍ وَرُومٍ خَوَارِجٍ؛ وَفُرسٍ وقِبطٍ وَتَتَرٍ عِصبَةٍ وَاحِدةٍ. يَجمَعُهَا إِيمَانٌ هَائِمٌ رَاسِخ الفُتُوَّة؛ وَحِميَةٌ مُضطَرِمَةٌ، وَأُخُوَّةٌ مُرَوِّعَةٌ. وَلَم يَكُ الزُّعَمَاء أَقَلَّ ثَقَةً بِالنَّصرِ، وَقَد شَمَخُوا بِطُولٍ ظَفرٍ، يَتِهُونَ بِتِلكَ القُوَّةِ الجَارِفَةِ؛ التِي أَيقَنُوا أَنَّهَا كَمَا اندَفَعَت، حَيثُمَا كَانُوا بِلَا مُنَازِع؛ سَتَندَفِعُ ظَافِرَةً إلى الأَمَامٍ، حَتَّى يُصبِحُ الغَربَ المَغلُوبَ كَالشَّرقِ، يُطَأطِأُ الَّرأسَ إِجلَالًا لِاسمِ مُحّمَّدٍ، وَيَنهَضُ الحَاجُّ مِن أَقَاصِيَ المُنجَمِدِ، لِيَطَأَ بِأَقدَامِ الأَيمَانِ، الرِّمَالِ المُحرِقَةِ المُنتَثِرَةِ فَوقَ صَحرَاءِ العَرَبِ ومَكَّةَ الصَّلدُةِ».
وفي أوائل سنة 2016م كشف عُلماء آثار فرنسيُّون عن اكتشافهم ثلاثة قُبُور في مدينة نيمة بِجنوب البلاد، يُعتقد أنها أقدم مدافن إسلاميَّة عُثر عليها في أُورُبَّا حتَّى الآن، ويعود تاريخها لِما بين القرنين السابع والثامن الميلاديين؛ لِيكون هذا هو الدليل المادي الأوَّل على وُجود جالية إسلاميَّة في جنوب فرنسا بداية القُرون الوُسطى، وفق ما قاله الأنثروپولوجي إيڤ غليز لِوكالة الصحافة الفرنسية. واستدلَّ العُلماء على أنَّ المدفونين في القُبُور مُسلمين بِسبب وضعيَّة الهياكل العظميَّة، حيثُ أنَّ الرؤوس كُلها تُواجه القِبلة، كما هو الحال في جميع مقابر المُسلمين. كما أظهرت تحليلات الحمض النووي لِعيناتٍ أُخذت من تلك العظام أنَّ هؤلاء الرجال تراوحت أعمارهم بين أواخر العشرينات وأوائل الخمسينات، وأنَّ أُصولهم شمال أفريقيَّة، وغالبًا هي بربريَّة.

## أُمورٌ خِلافيَّة
- التخريبات التي طالت البلاد المسيحيَّة: يقول المُستشرق جوزيف توسان رينو أنَّ المُسلمين خرَّبوا الكثير من النواحي في غاراتهم وأنَّ الأديرة والكنائس تحوَّلت كُلها إلى خرائب بعد مُرورهم في تلك المناطق، وأشار إلى هذه الروايات في مُؤلَّفه الشهير عن الغزوات الإسلاميَّة في فرنسا مُشيرًا إلى عدَّة مراجع استند إليها. غير أنَّ بعض المُؤرخين العرب والمُسلمين قال بِأنَّ المراجع التي أشار إليها رينو لم تُشر إلى أنَّ المُسلمين هُم الذين خرَّبوا النواحي التي ذكرها كُلَّها، وإنما هو من نسب أغلب تلك الخرائب إلى المُسلمين. ويُشيرُ هؤلاء إلى أنَّ العصر الذي شهد الفُتُوح الإسلاميَّة في الغال كان كُلُّه عصر اضطراب وحُروب بين النصارى فيما بين بعضهم وبعض في هذه الجهات من الغال على وجه الخُصُوص. ومما يدحض رأي رينو - في نظر هؤلاء - أنَّ المُلُوك المسيحيُّون كانوا لا يترددون في إحراق القُرى والكنائس والأديرة عندما يُحاربون بعضهم، وأنَّ كلوڤيس نفسه أنزل بِالكنائس والأديرة في جنوبيّ الغال وفي بُرغُونية وفي أقطانية من التخريب والأضرار ما فاق كُلَّ وصف. كذلك فإنَّ المُسلمين فتحوا قبل ذلك بلادًا شكَّل المسيحيُّون أغلب أهلها، في الشَّام ومصر والعراق على سبيل المِثال، ولم تُحرق فيها الكنائس، بل أُعطي أهلها عُهود أمان وسلام أن لا يتعرَّض لهم أحد في دينهم ومُقدَّساتهم.[106]
- موقف الفرنجة من المُسلمين: ذكر رينو أنَّ المُسلمين لم يلقوا ترحيبًا من أهالي البلاد التي افتتحوها، باستثناء بعض الأشخاص «بلا دين أو وطن» على حد تعبيره. بِالمُقابل، ردَّ آخرون على هذا الكلام بِقولهم أنَّ نواحٍ كثيرة من بلاد الإفرنج كان أهلها لا يُدينون بِالمسيحيَّة آنذاك، بل كانوا يعيشون حياةً بدائيَّةً ولمَّا يستقرُّوا على دينٍ بعد ولم يفهموا معنى الوطن، وأنَّ الفرنجة أنفُسهم ما كانوا لِيأخذوا الدين مأخذ الجد أو يشعروا بِشُعورٍ وطنيٍّ نحو الغال كون تلك البلاد كانت ما تزال في طور التكوُّن ولم تُصبح بعد وطنًا يتعصَّب لهُ أحد.[106] ويُضيف البعض أنَّ سُكَّان الغال من الرومان رحَّبوا بِالمُسلمين كمُنقذين من الفرنجة، إذ أنَّ هؤلاء كانوا مكروهين من الرومان الذين اعتبروهم دُخلاء على البلاد ومُغتصبين لِلسُلطة التي كانت في يدهم يومًا، كما أنهم دعوا قارلة بِالمُغامر، وأبغضوه وقومه كونهم كانوا بعيدين جدًا عن الحضارة اللاتينيَّة الرومانيَّة التي دان بها سُكَّانُ الغال، ولم يكن الإفرنج يفقهون منها شيئًا.[107]
- تفاصيل معركة بلاط الشُهداء: لم تُقدِّم الرواية الإسلاميَّة إلَّا إشاراتٍ عابرةٍ مُبسترةٍ عن هذه الموقعة الفاصلة، في حين بالغ المُؤرخون الأُورُبِّيُّون في تصويرها واعتبارها المعركة الفاصلة التي أنقذت المسيحيَّة وحضارتها. واعتبر بعض المُؤرخين أنَّ عدم ذكر المُسلمين لِلكثير من التفاصيل المُتعلِّقة بِهذه المعركة يرجع إلى أنهم اعتبروها غزوة من الغزوات الكثيرة التي قاموا بها في الغال، ولم يُعيروها اهتمامًا كبيرًا لأنَّ الغاية من ورائها لم تكن الاستقرار في البلاد المفتوحة بِقدر ما كانت جس نبض العدو وإنهاكه. بِالمُقابل، قال آخرون أنَّ الإحجام الإسلامي عن الحديث عن هذه المعركة نابعٌ من رغبة الرُواة المُسلمين في إخفاء معالم هذا الحادث لشدَّة كارثيَّته، لكن رُدَّ على هذا القول بِأنَّ التاريخ الإسلامي حافل بِأخبار معارك انهزم فيها المُسلمون هزائم فادحة، ودُوِّنت أخبارها كما كانت، من غزوة أُحد إلى معركة العُقاب وما بينها، وبعضُ تلك المعارك كان وقعها على المُسلمين أسوأ من وقع بلاط الشُهداء، فلا يُعلل هذا التفسير الإغفال الغريب لِمسار هذه المعركة تحديدًا.[107][108]

### باللُغة العربيَّة
1. ↑  عنَّان، مُحمَّد عبدُ الله (1417هـ - 1997م). دولة الإسلام في الأندلُس (ط. الرابعة). القاهرة - مصر: مكتبة الخانجي. ج. الجُزء الأوَّل. ص. 77. مؤرشف من الأصل في 10 أبريل 2017. اطلع عليه بتاريخ 9 نيسان (أبريل) 2017م. {{استشهاد بكتاب}}: تحقق من التاريخ في: |تاريخ الوصول= و|سنة= (مساعدة)
2. 1 2 3  عنَّان، مُحمَّد عبدُ الله (1417هـ - 1997م). دولة الإسلام في الأندلُس (ط. الرابعة). القاهرة - مصر: مكتبة الخانجي. ج. الجُزء الأوَّل. ص. 78. مؤرشف من الأصل في 10 أبريل 2017. اطلع عليه بتاريخ 9 نيسان (أبريل) 2017م. {{استشهاد بكتاب}}: تحقق من التاريخ في: |تاريخ الوصول= و|سنة= (مساعدة)
3. 1 2 3 4  عنَّان، مُحمَّد عبدُ الله (1417هـ - 1997م). دولة الإسلام في الأندلُس (ط. الرابعة). القاهرة - مصر: مكتبة الخانجي. ج. الجُزء الأوَّل. ص. 79. مؤرشف من الأصل في 10 أبريل 2017. اطلع عليه بتاريخ 9 نيسان (أبريل) 2017م. {{استشهاد بكتاب}}: تحقق من التاريخ في: |تاريخ الوصول= و|سنة= (مساعدة)
4. ↑  Chisholm, Hugh, ed. (1911). "Carolingians" . Encyclopædia Britannica (بالإنجليزية) (11th ed.). Cambridge University Press.
5. 1 2 3  عنَّان، مُحمَّد عبدُ الله (1417هـ - 1997م). دولة الإسلام في الأندلُس (ط. الرابعة). القاهرة - مصر: مكتبة الخانجي. ج. الجُزء الأوَّل. ص. 80. مؤرشف من الأصل في 10 أبريل 2017. اطلع عليه بتاريخ 9 نيسان (أبريل) 2017م. {{استشهاد بكتاب}}: تحقق من التاريخ في: |تاريخ الوصول= و|سنة= (مساعدة)
6. 1 2 3  عُمران، محمود سعيد. معالم تاريخ أوروبَّا في العُصُور الوُسطى (ط. الثانية). بيروت - لُبنان: دار النهضة العربية. ص. 147 - 148.
7. 1 2  الجوني، وفاء. "الكارولنجيون (752 - 987م)". الموسوعة العربيَّة، المُجلَّد الخامس عشر. ص. 824. مؤرشف من الأصل في 08 أكتوبر 2017. اطلع عليه بتاريخ 17 نيسان (أبريل) 2017. {{استشهاد ويب}}: تحقق من التاريخ في: |تاريخ الوصول= (مساعدة)
8. ↑  مُؤنس، حُسين (1951). المُسلمون في حوض البحر الأبيض المُتوسِّط إلى الحُروب الصليبيَّة. القاهرة - مصر: كُليَّة الآداب في جامعة القاهرة. ص. 132.
9. ↑  عُمران، محمود سعيد. معالم تاريخ أوروبَّا في العُصُور الوُسطى (ط. الثانية). بيروت - لُبنان: دار النهضة العربية. ص. 91 - 93.
10. ↑  عُمران، محمود سعيد. معالم تاريخ أوروبَّا في العُصُور الوُسطى (ط. الثانية). بيروت - لُبنان: دار النهضة العربية. ص. 93 - 94؛ 96.
11. ↑  عُمران، محمود سعيد. معالم تاريخ أوروبَّا في العُصُور الوُسطى (ط. الثانية). بيروت - لُبنان: دار النهضة العربية. ص. 162.
12. ↑  مُؤنس، حُسين (1951). المُسلمون في حوض البحر الأبيض المُتوسِّط إلى الحُروب الصليبيَّة. القاهرة - مصر: كُليَّة الآداب في جامعة القاهرة. ص. 148.
13. ↑  طقّوش، مُحمَّد سُهيل (1431هـ - 2010م). تاريخ المُسلمين في الأندلُس: 91 - 897هـ \ 710 - 1492م (ط. الثالثة). بيروت - لُبنان: دار النفائس. ص. 55 - 56. ISBN:9789953184128. {{استشهاد بكتاب}}: تحقق من التاريخ في: |سنة= (مساعدة)
14. ↑  مُؤلِّف مجهول؛ تحقيق: إبراهيم الإبياري (1410هـ - 1989م). أخبار مجموعة في فتح الأندلُس وذكر أُمرائها رحمهم الله والحروب الواقعة بها بينهم (PDF) (ط. الثانية). بيروت - لُبنان: دار الكتاب اللُبناني. ص. 19. مؤرشف من الأصل (PDF) في 9 يناير 2020. {{استشهاد بكتاب}}: تحقق من التاريخ في: |سنة= (مساعدة)
15. ↑  پروڤنسال، إڤاريست ليڤي؛ ترجمة: علي عبدُ الرءوف البمبي وعلي إبراهيم منوفي والسيِّد عبد الظاهر عبد الله (2000). تاريخ أسبانيا الإسلاميَّة من الفتح إلى سُقُوط الخِلافة القُرطُبيَّة (ط. الثالثة). القاهرة - مصر: المجلس الأعلى لِلثقافة. ص. 56 - 57. مؤرشف من الأصل في 2016-01-29.
16. ↑  فرُّوخ، عُمر (1378هـ - 1959م). العرب والإسلام في الحوض  الغربي من البحر الأبيض المُتوسِّط (ط. الأولى). بيروت - لُبنان: منشورات المكتب التجاري. ص. 103. {{استشهاد بكتاب}}: تحقق من التاريخ في: |سنة= (مساعدة)
17. ↑  پروڤنسال، إڤاريست ليڤي؛ ترجمة: علي عبدُ الرءوف البمبي وعلي إبراهيم منوفي والسيِّد عبد الظاهر عبد الله (2000). تاريخ أسبانيا الإسلاميَّة من الفتح إلى سُقُوط الخِلافة القُرطُبيَّة (ط. الثالثة). القاهرة - مصر: المجلس الأعلى لِلثقافة. ص. 69. مؤرشف من الأصل في 2016-01-29.
18. ↑  ابن خلدون، أبو زيد وليُّ الدين عبدُ الرحمٰن بن مُحمَّد الحضرمي الإشبيلي؛ تحقيق: خليل شحادة (1408هـ - 1988م). كتاب العبر وديوان المبتدأ والخبر في تاريخ العرب والبربر ومن عاصرهم من ذوي الشأن الأكبر (الجُزء الرابع) (ط. الثانية). بيروت - لُبنان: دار الفكر. ص. 117 - 118. مؤرشف من الأصل في 4 مايو 2019. اطلع عليه بتاريخ 27 كانون الأوَّل (ديسمبر) 2015م. {{استشهاد بكتاب}}: تحقق من التاريخ في: |تاريخ الوصول= و|سنة= (مساعدة)
19. ↑  طقّوش، مُحمَّد سُهيل (1431هـ - 2010م). تاريخ المُسلمين في الأندلُس: 91 - 897هـ \ 710 - 1492م (ط. الثالثة). بيروت - لُبنان: دار النفائس. ص. 115. ISBN:9789953184128. {{استشهاد بكتاب}}: تحقق من التاريخ في: |سنة= (مساعدة)
20. ↑  بيضون، إبراهيم (1986). تاريخ الدولة العربيَّة في إسبانية من الفتح حتَّى سُقُوط الخِلافة (ط. الثالثة). بيروت - لُبنان: دار النهضة العربيَّة. ص. 146 - 147. {{استشهاد بكتاب}}: تحقق من التاريخ في: |سنة= (مساعدة)
21. ↑  شهاب الدين أبو العباس أحمد بن محمد (1900م). نفح الطيب من غصن الاندلس الرطيب، وذكر وزيرها لسان الدين بن الخطيب (ط. الأولى). بيروت - لبنان: دار صادر. ج. الجُزء الأوَّل. ص. 53. مؤرشف من الأصل في 15 مارس 2019. اطلع عليه بتاريخ 9 نيسان (أبريل) 2017م. {{استشهاد بكتاب}}: تحقق من التاريخ في: |تاريخ الوصول= و|سنة= (مساعدة)جاء فيه: «وأتمّ موسى الفتح، وتوغّل في الأندلس إلى برشلونة في جهة الشرق وأربونة في الجوف، وصنم قادس في الغرب، ودوّخ أقطارها، وجمع غنائمها، وأجمع أن يأتي المشرق من ناحية القسطنطينية، ويتجاوز إلى الشام دروبه ودروب الأندلس، ويخوض إليه ما بينهما من أمم الأعاجم النصرانية، مجاهداً فيهم، مستلحماً»
22. ↑  ابن عذاري، أبو العباس أحمد بن محمد (1983م). البيان المغرب في أخبار الأندلس والمغرب لابن عذاري (ط. الثالثة). بيروت - لبنان: دار الثقافة. ج. الجُزء الثاني. ص. 16. مؤرشف من الأصل في 31 يناير 2019. اطلع عليه بتاريخ 9 نيسان (أبريل) 2017م. {{استشهاد بكتاب}}: تحقق من التاريخ في: |تاريخ الوصول= و|سنة= (مساعدة)جاء فيه: «وذكروا أن موسى خرج من طليطلة غازيا، بفتح المدائن، حتى دانت له الأندلس. وجاءه أهل جليقية يطلبون الصلح؛ فصالحهم. وفتح بلاد البشكنش، وأوغل في بلادهم حتى أتى قوما كالبهائم. وغزا بلاد الإفرنج. ثم مال حتى انتهى إلى سرقسطة؛ فأصاب فيها ما لا يعرف قدره.»
23. ↑  عنَّان، مُحمَّد عبدُ الله (1417هـ - 1997م). دولة الإسلام في الأندلُس (ط. الرابعة). القاهرة - مصر: مكتبة الخانجي. ج. الجُزء الأوَّل. ص. 53. مؤرشف من الأصل في 11 أبريل 2017. اطلع عليه بتاريخ 9 نيسان (أبريل) 2017م. {{استشهاد بكتاب}}: تحقق من التاريخ في: |تاريخ الوصول= و|سنة= (مساعدة)
24. ↑  أرسلان، شكيب. تاريخ غزوات العرب في فرنسا وسويسرا وإيطاليا وجزائر البحر المتوسط. بيروت - لبنان: دار الكتب العلمية. ص. 36-37.
25. ↑  عنَّان، مُحمَّد عبدُ الله (1417هـ - 1997م). دولة الإسلام في الأندلُس (ط. الرابعة). القاهرة - مصر: مكتبة الخانجي. ج. الجُزء الأوَّل. ص. 74. مؤرشف من الأصل في 2017-04-11. اطلع عليه بتاريخ 9 نيسان (أبريل) 2017م. {{استشهاد بكتاب}}: تحقق من التاريخ في: |تاريخ الوصول= و|سنة= (مساعدة)
26. 1 2  طقّوش، مُحمَّد سُهيل (1431هـ - 2010م). تاريخ المُسلمين في الأندلُس: 91 - 897هـ \ 710 - 1492م (ط. الثالثة). بيروت - لُبنان: دار النفائس. ص. 116. ISBN:9789953184128. {{استشهاد بكتاب}}: تحقق من التاريخ في: |سنة= (مساعدة)
27. 1 2  العدوي، إبراهيم أحمد (1960). المُسلمون والجرمان: الإسلام في غرب البحر المُتوسَّط (ط. الأولى). القاهرة - مصر: دار المعرفة. ص. 178 - 179. {{استشهاد بكتاب}}: تحقق من التاريخ في: |سنة= (مساعدة)
28. ↑  عنَّان، مُحمَّد عبدُ الله (1417هـ - 1997م). دولة الإسلام في الأندلُس (ط. الرابعة). القاهرة - مصر: مكتبة الخانجي. ج. الجُزء الأوَّل. ص. 75. مؤرشف من الأصل في 11 أبريل 2017. اطلع عليه بتاريخ 27 نيسان (أبريل) 2017م. {{استشهاد بكتاب}}: تحقق من التاريخ في: |تاريخ الوصول= و|سنة= (مساعدة)
29. ↑  عنَّان، مُحمَّد عبدُ الله (1417هـ - 1997م). دولة الإسلام في الأندلُس (ط. الرابعة). القاهرة - مصر: مكتبة الخانجي. ج. الجُزء الأوَّل. ص. 75. مؤرشف من الأصل في 11 أبريل 2017. اطلع عليه بتاريخ 9 نيسان (أبريل) 2017م. {{استشهاد بكتاب}}: تحقق من التاريخ في: |تاريخ الوصول= و|سنة= (مساعدة)
30. ↑  مُؤلِّف مجهول؛ تحقيق: إبراهيم الإبياري (1410هـ - 1989م). أخبار مجموعة في فتح الأندلُس وذكر أُمرائها رحمهم الله والحروب الواقعة بها بينهم (PDF) (ط. الثانية). بيروت - لُبنان: دار الكتاب اللُبناني. ص. 22 - 23. مؤرشف من الأصل (PDF) في 9 يناير 2020. {{استشهاد بكتاب}}: تحقق من التاريخ في: |سنة= (مساعدة)
31. 1 2  طقّوش، مُحمَّد سُهيل (1431هـ - 2010م). تاريخ المُسلمين في الأندلُس: 91 - 897هـ \ 710 - 1492م (ط. الثالثة). بيروت - لُبنان: دار النفائس. ص. 117. ISBN:9789953184128. {{استشهاد بكتاب}}: تحقق من التاريخ في: |سنة= (مساعدة)
32. 1 2  عنَّان، مُحمَّد عبدُ الله (1417هـ - 1997م). دولة الإسلام في الأندلُس (ط. الرابعة). القاهرة - مصر: مكتبة الخانجي. ج. الجُزء الأوَّل. ص. 81. مؤرشف من الأصل في 2019-05-18. اطلع عليه بتاريخ 9 نيسان (أبريل) 2017م. {{استشهاد بكتاب}}: تحقق من التاريخ في: |تاريخ الوصول= و|سنة= (مساعدة)
33. ↑  مؤنس، حسين (1423 هـ - 2002 م). فجر الأندلس، دراسة في تاريخ الأندلس منذ الفتح الإسلامي إلى قيام الدولة الأموية (711-756 م) (ط. الأولى). بيروت - لبنان: دار المناهل. ص. 245. {{استشهاد بكتاب}}: تحقق من التاريخ في: |سنة= (مساعدة)
34. 1 2 3 4  رينو، جوزيف؛ تعريب د. إسماعيل العربي (1984). الفتوحات الإسلامية في فرنسا وإيطاليا وسويسرا في القرون الثامن والتاسع والعاشر الميلادي (ط. الأولى). الجزائر العاصمة - الجزائر: دار الحداثة. ص. 51. {{استشهاد بكتاب}}: تحقق من التاريخ في: |سنة= (مساعدة)
35. ↑  ابن عذاري، أبو العباس أحمد بن محمد (1983م). البيان المغرب في أخبار الأندلس والمغرب لابن عذاري (ط. الثالثة). بيروت - لبنان: دار الثقافة. ج. الجُزء الثاني. ص. 26. مؤرشف من الأصل في 2019-05-04. اطلع عليه بتاريخ 9 نيسان (أبريل) 2017م. {{استشهاد بكتاب}}: تحقق من التاريخ في: |تاريخ الوصول= و|سنة= (مساعدة)
36. ↑  ابن عذاري، أبو العباس أحمد بن محمد (1983م). البيان المغرب في أخبار الأندلس والمغرب لابن عذاري (ط. الثالثة). بيروت - لبنان: دار الثقافة. ج. الجُزء الثاني. ص. 26. مؤرشف من الأصل في 2019-05-04. اطلع عليه بتاريخ 29 نيسان (أبريل) 2017م. {{استشهاد بكتاب}}: تحقق من التاريخ في: |تاريخ الوصول= و|سنة= (مساعدة)
37. 1 2  طقّوش، مُحمَّد سُهيل (1431هـ - 2010م). تاريخ المُسلمين في الأندلُس: 91 - 897هـ \ 710 - 1492م (ط. الثالثة). بيروت - لُبنان: دار النفائس. ص. 118. ISBN:9789953184128. {{استشهاد بكتاب}}: تحقق من التاريخ في: |سنة= (مساعدة)
38. ↑  مُؤلِّف مجهول؛ تحقيق: إبراهيم الإبياري (1410هـ - 1989م). أخبار مجموعة في فتح الأندلُس وذكر أُمرائها رحمهم الله والحروب الواقعة بها بينهم (PDF) (ط. الثانية). بيروت - لُبنان: دار الكتاب اللُبناني. ص. 34. مؤرشف من الأصل (PDF) في 9 يناير 2020. {{استشهاد بكتاب}}: تحقق من التاريخ في: |سنة= (مساعدة)
39. ↑  ابن عذاري، أبو العباس أحمد بن محمد (1983م). البيان المغرب في أخبار الأندلس والمغرب لابن عذاري (ط. الثالثة). بيروت - لبنان: دار الثقافة. ج. الجُزء الثاني. ص. 27. مؤرشف من الأصل في 2019-05-04. اطلع عليه بتاريخ 29 نيسان (أبريل) 2017م. {{استشهاد بكتاب}}: تحقق من التاريخ في: |تاريخ الوصول= و|سنة= (مساعدة)
40. ↑  مؤنس، حسين (1423 هـ - 2002 م). فجر الأندلس، دراسة في تاريخ الأندلس منذ الفتح الإسلامي إلى قيام الدولة الأموية (711-756 م) (ط. الأولى). بيروت - لبنان: دار المناهل. ص. 246. {{استشهاد بكتاب}}: تحقق من التاريخ في: |سنة= (مساعدة)
41. ↑  أرسلان، شكيب (1933). تاريخ غزوات العرب في فرنسا وسويسرا وإيطاليا وجزائر البحر المتوسط. بيروت - لبنان: دار الكتب العلمية. ص. 73.
42. ↑  رينو، جوزيف؛ تعريب د. إسماعيل العربي (1984). الفتوحات الإسلامية في فرنسا وإيطاليا وسويسرا في القرون الثامن والتاسع والعاشر الميلادي (ط. الأولى). الجزائر العاصمة - الجزائر: دار الحداثة. ص. 53. {{استشهاد بكتاب}}: تحقق من التاريخ في: |سنة= (مساعدة)
43. ↑  عنَّان، مُحمَّد عبدُ الله (1417هـ - 1997م). دولة الإسلام في الأندلُس (ط. الرابعة). القاهرة - مصر: مكتبة الخانجي. ج. الجُزء الأوَّل. ص. 82. مؤرشف من الأصل في 11 أبريل 2017. اطلع عليه بتاريخ 9 نيسان (أبريل) 2017م. {{استشهاد بكتاب}}: تحقق من التاريخ في: |تاريخ الوصول= و|سنة= (مساعدة)
44. ↑  مؤنس، حسين (1423 هـ - 2002 م). فجر الأندلس، دراسة في تاريخ الأندلس منذ الفتح الإسلامي إلى قيام الدولة الأموية (711-756 م) (ط. الأولى). بيروت - لبنان: دار المناهل. ص. 247. {{استشهاد بكتاب}}: تحقق من التاريخ في: |سنة= (مساعدة)
45. ↑  بيضون، إبراهيم (1986). تاريخ الدولة العربيَّة في إسبانية من الفتح حتَّى سُقُوط الخِلافة (ط. الثالثة). بيروت - لُبنان: دار النهضة العربيَّة. ص. 153. {{استشهاد بكتاب}}: تحقق من التاريخ في: |سنة= (مساعدة)
46. ↑  العدوي، إبراهيم أحمد (1960). المُسلمون والجرمان: الإسلام في غرب البحر المُتوسَّط (ط. الأولى). القاهرة - مصر: دار المعرفة. ص. 182. {{استشهاد بكتاب}}: تحقق من التاريخ في: |سنة= (مساعدة)
47. ↑  ابن عذاري، أبو العباس أحمد بن محمد (1983م). البيان المغرب في أخبار الأندلس والمغرب لابن عذاري (ط. الثالثة). بيروت - لبنان: دار الثقافة. ج. الجُزء الثاني. ص. 27. مؤرشف من الأصل في 2019-05-04. اطلع عليه بتاريخ 9 نيسان (أبريل) 2017م. {{استشهاد بكتاب}}: تحقق من التاريخ في: |تاريخ الوصول= و|سنة= (مساعدة)
48. ↑  طقّوش، مُحمَّد سُهيل (1431هـ - 2010م). تاريخ المُسلمين في الأندلُس: 91 - 897هـ \ 710 - 1492م (ط. الثالثة). بيروت - لُبنان: دار النفائس. ص. 122. ISBN:9789953184128. {{استشهاد بكتاب}}: تحقق من التاريخ في: |سنة= (مساعدة)
49. ↑  مؤنس، حسين (1423 هـ - 2002 م). فجر الأندلس، دراسة في تاريخ الأندلس منذ الفتح الإسلامي إلى قيام الدولة الأموية (711-756 م) (ط. الأولى). بيروت - لبنان: دار المناهل. ص. 251. {{استشهاد بكتاب}}: تحقق من التاريخ في: |سنة= (مساعدة)
50. ↑  عنَّان، مُحمَّد عبدُ الله (1417هـ - 1997م). دولة الإسلام في الأندلُس (ط. الرابعة). القاهرة - مصر: مكتبة الخانجي. ج. الجُزء الأوَّل. ص. 84. مؤرشف من الأصل في 11 أبريل 2017. اطلع عليه بتاريخ 9 نيسان (أبريل) 2017م. {{استشهاد بكتاب}}: تحقق من التاريخ في: |تاريخ الوصول= و|سنة= (مساعدة)
51. ↑  ابن خلدون، أبو زيد عبد الرحمن بن محمد بن محمد (1408هـ - 1988م). ديوان المبتدأ والخبر في تاريخ العرب والبربر ومن عاصرهم من ذوي الشأن الأكبر (ط. الثانية). بيروت - لبنان: دار الفكر. ج. الجُزء الرابع. ص. 152. مؤرشف من الأصل في 4 مايو 2019. اطلع عليه بتاريخ 10 نيسان (أبريل) 2017م. {{استشهاد بكتاب}}: تحقق من التاريخ في: |تاريخ الوصول= و|سنة= (مساعدة)
52. ↑  العدوي، إبراهيم أحمد (1960). المُسلمون والجرمان: الإسلام في غرب البحر المُتوسَّط (ط. الأولى). القاهرة - مصر: دار المعرفة. ص. 184 - 185. {{استشهاد بكتاب}}: تحقق من التاريخ في: |سنة= (مساعدة)
53. ↑  مؤنس، حسين (1423 هـ - 2002 م). فجر الأندلس، دراسة في تاريخ الأندلس منذ الفتح الإسلامي إلى قيام الدولة الأموية (711-756 م) (ط. الأولى). بيروت - لبنان: دار المناهل. ص. 257. {{استشهاد بكتاب}}: تحقق من التاريخ في: |سنة= (مساعدة)
54. ↑  طقّوش، مُحمَّد سُهيل (1431هـ - 2010م). تاريخ المُسلمين في الأندلُس: 91 - 897هـ \ 710 - 1492م (ط. الثالثة). بيروت - لُبنان: دار النفائس. ص. 77. ISBN:9789953184128. {{استشهاد بكتاب}}: تحقق من التاريخ في: |سنة= (مساعدة)
55. ↑  العدوي، إبراهيم أحمد (1960). المُسلمون والجرمان: الإسلام في غرب البحر المُتوسَّط (ط. الأولى). القاهرة - مصر: دار المعرفة. ص. 185. {{استشهاد بكتاب}}: تحقق من التاريخ في: |سنة= (مساعدة)
56. ↑  پروڤنسال، إڤاريست ليڤي؛ ترجمة: علي عبدُ الرءوف البمبي وعلي إبراهيم منوفي والسيِّد عبد الظاهر عبد الله (2000). تاريخ أسبانيا الإسلاميَّة من الفتح إلى سُقُوط الخِلافة القُرطُبيَّة (ط. الثالثة). القاهرة - مصر: المجلس الأعلى لِلثقافة. ص. 75. مؤرشف من الأصل في 2016-01-29.
57. ↑  طقّوش، مُحمَّد سُهيل (1431هـ - 2010م). تاريخ المُسلمين في الأندلُس: 91 - 897هـ \ 710 - 1492م (ط. الثالثة). بيروت - لُبنان: دار النفائس. ص. 121 و123. ISBN:9789953184128. {{استشهاد بكتاب}}: تحقق من التاريخ في: |سنة= (مساعدة)
58. 1 2  مُؤنس، حُسين (1951). المُسلمون في حوض البحر الأبيض المُتوسِّط إلى الحُروب الصليبيَّة. القاهرة - مصر: كُليَّة الآداب في جامعة القاهرة. ص. 263.
59. ↑  السُويدان، طارق (1426هـ - 2005م). أطلس تاريخ الأندلُس المصور (ط. الأولى). القاهرة - مصر: مُؤسسة الإبداع الفكري. ص. 65. ISBN:9960958426. مؤرشف من الأصل في 21 مارس 2015. {{استشهاد بكتاب}}: تحقق من التاريخ في: |سنة= (مساعدة)
60. ↑  الحجِّي، عبدُ الرحمٰن عليّ (1402هـ- 1981م). التاريخ الأندلُسي، من الفتح الإسلامي حتى سقوط غرناطة 92-897هـ (711-1492م) (ط. الثانية). بيروت - لُبنان: دار القلم. ص. 193. {{استشهاد بكتاب}}: تحقق من التاريخ في: |سنة= (مساعدة)
61. ↑  الحجِّي، عبدُ الرحمٰن عليّ (1402هـ- 1981م). التاريخ الأندلُسي، من الفتح الإسلامي حتى سقوط غرناطة 92-897هـ (711-1492م) (ط. الثانية). بيروت - لُبنان: دار القلم. ص. 52. {{استشهاد بكتاب}}: تحقق من التاريخ في: |سنة= (مساعدة)
62. ↑  أبو خليل، شوقي (1418هـ- 1998م). بلاط الشُهداء، بِقيادة عبد الرحمٰن الغافقي (PDF) (ط. الثالثة المُعادة). دمشق - سوريا: دار الفكر. ص. 23. ISBN:1575475030. مؤرشف من الأصل (PDF) في 9 يناير 2020. {{استشهاد بكتاب}}: تحقق من التاريخ في: |سنة= (مساعدة)
63. ↑  پروڤنسال، إڤاريست ليڤي؛ ترجمة: علي عبدُ الرءوف البمبي وعلي إبراهيم منوفي والسيِّد عبد الظاهر عبد الله (2000). تاريخ أسبانيا الإسلاميَّة من الفتح إلى سُقُوط الخِلافة القُرطُبيَّة (ط. الثالثة). القاهرة - مصر: المجلس الأعلى لِلثقافة. ص. 71 - 72. مؤرشف من الأصل في 2016-01-29.
64. ↑  العدوي، إبراهيم أحمد (1960). المُسلمون والجرمان: الإسلام في غرب البحر المُتوسَّط (ط. الأولى). القاهرة - مصر: دار المعرفة. ص. 189. {{استشهاد بكتاب}}: تحقق من التاريخ في: |سنة= (مساعدة)
65. ↑  رينو، جوزيف؛ تعريب د. إسماعيل العربي (1984). الفتوحات الإسلامية في فرنسا وإيطاليا وسويسرا في القرون الثامن والتاسع والعاشر الميلادي (ط. الأولى). الجزائر العاصمة - الجزائر: دار الحداثة. ص. 66. {{استشهاد بكتاب}}: تحقق من التاريخ في: |سنة= (مساعدة)
66. ↑  الحجِّي، عبدُ الرحمٰن عليّ (1402هـ- 1981م). التاريخ الأندلُسي، من الفتح الإسلامي حتى سقوط غرناطة 92-897هـ (711-1492م) (ط. الثانية). بيروت - لُبنان: دار القلم. ص. 205. {{استشهاد بكتاب}}: تحقق من التاريخ في: |سنة= (مساعدة)
67. 1 2  عنَّان، مُحمَّد عبدُ الله (1417هـ - 1997م). دولة الإسلام في الأندلُس (ط. الرابعة). القاهرة - مصر: مكتبة الخانجي. ج. الجُزء الأوَّل. ص. 90. مؤرشف من الأصل في 11 أبريل 2017. اطلع عليه بتاريخ 10 نيسان (أبريل) 2017م. {{استشهاد بكتاب}}: تحقق من التاريخ في: |تاريخ الوصول= و|سنة= (مساعدة)
68. ↑  پروڤنسال، إڤاريست ليڤي؛ ترجمة: علي عبدُ الرءوف البمبي وعلي إبراهيم منوفي والسيِّد عبد الظاهر عبد الله (2000). تاريخ أسبانيا الإسلاميَّة من الفتح إلى سُقُوط الخِلافة القُرطُبيَّة (ط. الثالثة). القاهرة - مصر: المجلس الأعلى لِلثقافة. ص. 72. مؤرشف من الأصل في 2016-01-29.
69. ↑  الغنيمي، عبدُ الفتَّاح مُقلِّد (1416هـ - 1996م). معركة بلاط الشهداء، في التاريخ الإسلامي والأوربي (ط. الأولى). القاهرة - مصر: عالم الكُتُب. ص. 64. {{استشهاد بكتاب}}: تحقق من التاريخ في: |سنة= (مساعدة)
70. ↑  مُؤنس، حُسين (1951). المُسلمون في حوض البحر الأبيض المُتوسِّط إلى الحُروب الصليبيَّة. القاهرة - مصر: كُليَّة الآداب في جامعة القاهرة. ص. 266.
71. ↑  مؤنس، حسين (1423 هـ - 2002 م). فجر الأندلس، دراسة في تاريخ الأندلس منذ الفتح الإسلامي إلى قيام الدولة الأموية (711-756 م) (ط. الأولى). بيروت - لبنان: دار المناهل. ص. 216. {{استشهاد بكتاب}}: تحقق من التاريخ في: |سنة= (مساعدة)
72. ↑  أرسلان، شكيب (1933). تاريخ غزوات العرب في فرنسا وسويسرا وإيطاليا وجزائر البحر المتوسط. بيروت - لبنان: دار الكتب العلمية. ص. 90.
73. ↑  الحجِّي، عبدُ الرحمٰن عليّ (1402هـ- 1981م). التاريخ الأندلُسي، من الفتح الإسلامي حتى سقوط غرناطة 92-897هـ (711-1492م) (ط. الثانية). بيروت - لُبنان: دار القلم. ص. 196. {{استشهاد بكتاب}}: تحقق من التاريخ في: |سنة= (مساعدة)
74. ↑  الغنيمي، عبدُ الفتَّاح مُقلِّد (1416هـ - 1996م). معركة بلاط الشهداء، في التاريخ الإسلامي والأوربي (ط. الأولى). القاهرة - مصر: عالم الكُتُب. ص. 65 - 66. {{استشهاد بكتاب}}: تحقق من التاريخ في: |سنة= (مساعدة)
75. ↑  عنَّان، مُحمَّد عبدُ الله (1417هـ - 1997م). دولة الإسلام في الأندلُس (ط. الرابعة). القاهرة - مصر: مكتبة الخانجي. ج. الجُزء الأوَّل. ص. 99. مؤرشف من الأصل في 11 أبريل 2017. اطلع عليه بتاريخ 9 نيسان (أبريل) 2017م. {{استشهاد بكتاب}}: تحقق من التاريخ في: |تاريخ الوصول= و|سنة= (مساعدة)
76. ↑  مُؤنس، حُسين (1951). المُسلمون في حوض البحر الأبيض المُتوسِّط إلى الحُروب الصليبيَّة. القاهرة - مصر: كُليَّة الآداب في جامعة القاهرة. ص. 263 - 264.
77. ↑  رينو، جوزيف؛ تعريب د. إسماعيل العربي (1984). الفتوحات الإسلامية في فرنسا وإيطاليا وسويسرا في القرون الثامن والتاسع والعاشر الميلادي (ط. الأولى). الجزائر العاصمة - الجزائر: دار الحداثة. ص. 67. {{استشهاد بكتاب}}: تحقق من التاريخ في: |سنة= (مساعدة)
78. ↑  مؤنس، حسين (1423 هـ - 2002 م). فجر الأندلس، دراسة في تاريخ الأندلس منذ الفتح الإسلامي إلى قيام الدولة الأموية (711-756 م) (ط. الأولى). بيروت - لبنان: دار المناهل. ص. 270 - 271. {{استشهاد بكتاب}}: تحقق من التاريخ في: |سنة= (مساعدة)
79. ↑  طقّوش، مُحمَّد سُهيل (1431هـ - 2010م). تاريخ المُسلمين في الأندلُس: 91 - 897هـ \ 710 - 1492م (ط. الثالثة). بيروت - لُبنان: دار النفائس. ص. 126. ISBN:9789953184128. {{استشهاد بكتاب}}: تحقق من التاريخ في: |سنة= (مساعدة)
80. ↑  رينو، جوزيف؛ تعريب د. إسماعيل العربي (1984). الفتوحات الإسلامية في فرنسا وإيطاليا وسويسرا في القرون الثامن والتاسع والعاشر الميلادي (ط. الأولى). الجزائر العاصمة - الجزائر: دار الحداثة. ص. 69. {{استشهاد بكتاب}}: تحقق من التاريخ في: |سنة= (مساعدة)
81. ↑  عنَّان، مُحمَّد عبدُ الله (1417هـ - 1997م). دولة الإسلام في الأندلُس (ط. الرابعة). القاهرة - مصر: مكتبة الخانجي. ج. الجُزء الأوَّل. ص. 106. مؤرشف من الأصل في 11 أبريل 2017. اطلع عليه بتاريخ 9 نيسان (أبريل) 2017م. {{استشهاد بكتاب}}: تحقق من التاريخ في: |تاريخ الوصول= و|سنة= (مساعدة)
82. ↑  مؤنس، حسين (1423 هـ - 2002 م). فجر الأندلس، دراسة في تاريخ الأندلس منذ الفتح الإسلامي إلى قيام الدولة الأموية (711-756 م) (ط. الأولى). بيروت - لبنان: دار المناهل. ص. 274 - 275. {{استشهاد بكتاب}}: تحقق من التاريخ في: |سنة= (مساعدة)
83. 1 2 3  طقّوش، مُحمَّد سُهيل (1431هـ - 2010م). تاريخ المُسلمين في الأندلُس: 91 - 897هـ \ 710 - 1492م (ط. الثالثة). بيروت - لُبنان: دار النفائس. ص. 129. ISBN:9789953184128. {{استشهاد بكتاب}}: تحقق من التاريخ في: |سنة= (مساعدة)
84. ↑  أرسلان، شكيب (1933). تاريخ غزوات العرب في فرنسا وسويسرا وإيطاليا وجزائر البحر المتوسط. بيروت - لبنان: دار الكتب العلمية. ص. 104.
85. ↑  مؤنس، حسين (1423 هـ - 2002 م). فجر الأندلس، دراسة في تاريخ الأندلس منذ الفتح الإسلامي إلى قيام الدولة الأموية (711-756 م) (ط. الأولى). بيروت - لبنان: دار المناهل. ص. 333. {{استشهاد بكتاب}}: تحقق من التاريخ في: |سنة= (مساعدة)
86. 1 2  طقّوش، مُحمَّد سُهيل (1431هـ - 2010م). تاريخ المُسلمين في الأندلُس: 91 - 897هـ \ 710 - 1492م (ط. الثالثة). بيروت - لُبنان: دار النفائس. ص. 130. ISBN:9789953184128. {{استشهاد بكتاب}}: تحقق من التاريخ في: |سنة= (مساعدة)
87. 1 2 3  عنَّان، مُحمَّد عبدُ الله (1417هـ - 1997م). دولة الإسلام في الأندلُس (ط. الرابعة). القاهرة - مصر: مكتبة الخانجي. ج. الجُزء الأوَّل. ص. 115. مؤرشف من الأصل في 11 أبريل 2017. اطلع عليه بتاريخ 9 نيسان (أبريل) 2017م. {{استشهاد بكتاب}}: تحقق من التاريخ في: |تاريخ الوصول= و|سنة= (مساعدة)
88. ↑  مؤنس، حسين (1423 هـ - 2002 م). فجر الأندلس، دراسة في تاريخ الأندلس منذ الفتح الإسلامي إلى قيام الدولة الأموية (711-756 م) (ط. الأولى). بيروت - لبنان: دار المناهل. ص. 337. {{استشهاد بكتاب}}: تحقق من التاريخ في: |سنة= (مساعدة)
89. ↑  مؤنس، حسين (1423 هـ - 2002 م). فجر الأندلس، دراسة في تاريخ الأندلس منذ الفتح الإسلامي إلى قيام الدولة الأموية (711-756 م) (ط. الأولى). بيروت - لبنان: دار المناهل. ص. 336. {{استشهاد بكتاب}}: تحقق من التاريخ في: |سنة= (مساعدة)
90. ↑  عنَّان، مُحمَّد عبدُ الله (1417هـ - 1997م). دولة الإسلام في الأندلُس (ط. الرابعة). القاهرة - مصر: مكتبة الخانجي. ج. الجُزء الأوَّل. ص. 116. مؤرشف من الأصل في 11 أبريل 2017. اطلع عليه بتاريخ 10 نيسان (أبريل) 2017م. {{استشهاد بكتاب}}: تحقق من التاريخ في: |تاريخ الوصول= و|سنة= (مساعدة)
91. ↑  مؤلف مجهول (1410 هـ - 1989 م). أخبار مجموعة في فتح الأندلس، وذكر أمرائها رحمهم الله، والحروب الواقعة بها بينهم (ط. الثانية). القاهرة - مصر، بيروت - لبنان: دار الكتاب المصري - دار الكتاب اللبناني. ص. 34-35. {{استشهاد بكتاب}}: تحقق من التاريخ في: |سنة= (مساعدة)
92. ↑  مؤنس، حسين (1423 هـ - 2002 م). فجر الأندلس، دراسة في تاريخ الأندلس منذ الفتح الإسلامي إلى قيام الدولة الأموية (711-756 م) (ط. الأولى). بيروت - لبنان: دار المناهل. ص. 340. {{استشهاد بكتاب}}: تحقق من التاريخ في: |سنة= (مساعدة)
93. ↑  أرسلان، شكيب (1933). تاريخ غزوات العرب في فرنسا وسويسرا وإيطاليا وجزائر البحر المتوسط. بيروت - لبنان: دار الكتب العلمية. ص. 110.
94. 1 2  أرسلان، شكيب (1933). تاريخ غزوات العرب في فرنسا وسويسرا وإيطاليا وجزائر البحر المتوسط. بيروت - لبنان: دار الكتب العلمية. ص. 112.
95. ↑  عنَّان، مُحمَّد عبدُ الله (1417هـ - 1997م). دولة الإسلام في الأندلُس (ط. الرابعة). القاهرة - مصر: مكتبة الخانجي. ج. الجُزء الأوَّل. ص. 133. مؤرشف من الأصل في 11 أبريل 2017. اطلع عليه بتاريخ 10 نيسان (أبريل) 2017م. {{استشهاد بكتاب}}: تحقق من التاريخ في: |تاريخ الوصول= و|سنة= (مساعدة)
96. ↑  مؤنس، حسين (1423 هـ - 2002 م). فجر الأندلس، دراسة في تاريخ الأندلس منذ الفتح الإسلامي إلى قيام الدولة الأموية (711-756 م) (ط. الأولى). بيروت - لبنان: دار المناهل. ص. 343. {{استشهاد بكتاب}}: تحقق من التاريخ في: |سنة= (مساعدة)
97. ↑  ابن الأبّار، أبو عبد الله محمد بن عبد الله بن أبي بكر القضاعي البلنسي (1985م). الحلة السيراء (ط. الثانية). القاهرة - مصر: دار المعارف. ج. الجُزء الثاني. ص. 355. مؤرشف من الأصل في 2019-04-27. اطلع عليه بتاريخ 10 نيسان (أبريل) 2017م. {{استشهاد بكتاب}}: تحقق من التاريخ في: |تاريخ الوصول= و|سنة= (مساعدة)
98. ↑  عنَّان، مُحمَّد عبدُ الله (1417هـ - 1997م). دولة الإسلام في الأندلُس (ط. الرابعة). القاهرة - مصر: مكتبة الخانجي. ج. الجُزء الأوَّل. ص. 134. مؤرشف من الأصل في 11 أبريل 2017. اطلع عليه بتاريخ 10 نيسان (أبريل) 2017م. {{استشهاد بكتاب}}: تحقق من التاريخ في: |تاريخ الوصول= و|سنة= (مساعدة)
99. ↑  عنَّان، مُحمَّد عبدُ الله (1417هـ - 1997م). دولة الإسلام في الأندلُس (ط. الرابعة). القاهرة - مصر: مكتبة الخانجي. ج. الجُزء الأوَّل. ص. 137. مؤرشف من الأصل في 11 أبريل 2017. اطلع عليه بتاريخ 10 نيسان (أبريل) 2017م. {{استشهاد بكتاب}}: تحقق من التاريخ في: |تاريخ الوصول= و|سنة= (مساعدة)
100. ↑  أرسلان، شكيب (1933). تاريخ غزوات العرب في فرنسا وسويسرا وإيطاليا وجزائر البحر المتوسط. بيروت - لبنان: دار الكتب العلمية. ص. 113.
101. 1 2  عنَّان، مُحمَّد عبدُ الله (1417هـ - 1997م). دولة الإسلام في الأندلُس (ط. الرابعة). القاهرة - مصر: مكتبة الخانجي. ج. الجُزء الأوَّل. ص. 477 - 479. مؤرشف من الأصل في 11 مايو 2020. اطلع عليه بتاريخ 9 نيسان (أبريل) 2017م. {{استشهاد بكتاب}}: تحقق من التاريخ في: |تاريخ الوصول= و|سنة= (مساعدة)
102. ↑  عنَّان، مُحمَّد عبدُ الله (1417هـ - 1997م). مواقف حاسمة في تاريخ الإسلام (PDF) (ط. الخامسة). حُسين عنَّان، ورثة المُؤلِّف. ص. 55 - 56. مؤرشف من الأصل (PDF) في 11 مايو 2020. اطلع عليه بتاريخ 8 أيلول (سپتمبر) 2018. {{استشهاد بكتاب}}: تحقق من التاريخ في: |تاريخ الوصول= و|سنة= (مساعدة)
103. ↑  "بالصور: العثور على قبور بفرنسا باتجاه مكة ترجع للقرون الوسطى!". أخبار الآن. دبي - الإمارات العربية المتحدة. 3 آذار (مارس) 2016م. مؤرشف من الأصل في 9 يناير 2020. اطلع عليه بتاريخ 8 أيَّار (مايو) 2017م. {{استشهاد ويب}}: تحقق من التاريخ في: |تاريخ الوصول= و|تاريخ= (مساعدة)
104. ↑  "العثور على أقدم مقبرة إسلامية في جنوب فرنسا". ديلي صباح ووكالات. إسطنبول - تركيا. 25 شُباط (فبراير) 2016م. مؤرشف من الأصل في 9 يناير 2020. اطلع عليه بتاريخ 8 أيَّار (مايو) 2017م. {{استشهاد ويب}}: تحقق من التاريخ في: |تاريخ الوصول= و|تاريخ= (مساعدة)
105. ↑  هاني ضوَّه (الخميس 16 مارس 2017). "بالفيديو والصور.. مقبرة تكشف فتح المسلمين لفرنسا في القرن الثامن". مصراوي. مؤرشف من الأصل في 17 أبريل 2017. اطلع عليه بتاريخ 8 أيَّار (مايو) 2017م. {{استشهاد ويب}}: تحقق من التاريخ في: |تاريخ الوصول= و|تاريخ= (مساعدة)
106. 1 2  مُؤنس، حُسين (1951). المُسلمون في حوض البحر الأبيض المُتوسِّط إلى الحُروب الصليبيَّة. القاهرة - مصر: كُليَّة الآداب في جامعة القاهرة. ص. 258 - 260.
107. 1 2  طقّوش، مُحمَّد سُهيل (1431هـ - 2010م). تاريخ المُسلمين في الأندلُس: 91 - 897هـ \ 710 - 1492م (ط. الثالثة). بيروت - لُبنان: دار النفائس. ص. 127. ISBN:9789953184128. {{استشهاد بكتاب}}: تحقق من التاريخ في: |سنة= (مساعدة)
108. ↑  مُؤنس، حُسين (1951). المُسلمون في حوض البحر الأبيض المُتوسِّط إلى الحُروب الصليبيَّة. القاهرة - مصر: كُليَّة الآداب في جامعة القاهرة. ص. 271.

### بِلُغاتٍ أجنبيَّة
1. 1 2 3  Tricolor and crescent: France and the Islamic world by William E. Watson p.1 نسخة محفوظة 01 مايو 2016 على موقع واي باك مشين.
2. ↑  Herwig Wolfram, History of the Goths, translated by Thomas J. Dunlap (Berkeley: University of California, 1988), p. 292.
3. ↑  Rose Williams, The Lighter Side of The Dark Ages, page 52 (Anthem Press, 2005). ISBN 1-84331-192-5
4. ↑  Joch، Waltraud (1999). Legitimität und Integration:  Untersuchungen zu den Anfängen Karl Martells. Husum, Germany: Matthiesen Verlag.
5. ↑  Gerberding، Richard A. (أكتوبر 2002). "Review of Legitimität und Integration:  Untersuchungen zu den Anfängen Karl Martells by Waltraud Joch". Speculum. ج. 77 رقم  4. ص. 1322–1323. مؤرشف من الأصل في 2022-03-16.
6. ↑  Mark Grossman (2007). World military leaders: a biographical dictionary. Facts on File. ص. 63. ISBN:978-0-8160-4732-1. مؤرشف من الأصل في 2020-03-13. اطلع عليه بتاريخ 2 حُزيران (يونيو) 2011. {{استشهاد بكتاب}}: تحقق من التاريخ في: |تاريخ الوصول= (مساعدة)
7. ↑  Strauss, Gustave Louis M. (1854) Moslem and Frank; or, Charles Martel and the rescue of Europe, Oxford, GBR:Oxford University Press, see , accessed 2 August 2015. نسخة محفوظة 24 ديسمبر 2016 على موقع واي باك مشين.
8. ↑  Wickham, Chris [بالإنجليزية] (2009). The Inheritance of Rome: Illuminating the Dark Ages 400–1000. New York: Penguin Books. ص. 204–210. ISBN:978-0-14-311742-1.
9. ↑  Thaër A. von, [1809] 1811. Principes raisonnés d’agriculture, traduction de EVB Crud, tome premier. Paris, Paschoud, ix + 372 p.
10. ↑  Wickham Inheritance of Rome pp. 218–219
11. ↑  Grierson, Philip [بالإنجليزية] (1989). "Coinage and currency". في Loyn, H. R. (المحرر). The Middle Ages: A Concise Encyclopedia. London: Thames and Hudson. ص. 97–98. ISBN:0-500-27645-5.
12. ↑  Lim، Richard (2010). The Edinburgh Companion to Ancient Greece and Rome: Late Antiquity. Edinburgh University Press. ص. 114.
13. ↑  "The Virtual Jewish History Tour, France". Jewish Virtual Library. مؤرشف من الأصل في 2016-12-05.
14. ↑  Henri Pirenne (2001). Mahomet et Charlemagne (reprint of 1937 classic) (بالفرنسية). Dover Publications. pp. 123–128. ISBN:0-486-42011-6.
15. ↑  Bowlus, Charles R. The Battle of Lechfeld and its Aftermath, August 955: The End of the Age of Migrations in the Latin West Ashgate Publishing, Ltd., 2006, pg. 49 ISBN 0-7546-5470-2, ISBN 978-0-7546-5470-4 نسخة محفوظة 03 ديسمبر 2016 على موقع واي باك مشين.
16. ↑  Hooper, Nicholas / Bennett, Matthew. The Cambridge Illustrated Atlas of Warfare: the Middle Ages Cambridge University Press, 1996, pp. 12–13 ISBN 0-521-44049-1, ISBN 978-0-521-44049-3 نسخة محفوظة 04 ديسمبر 2016 على موقع واي باك مشين.
17. ↑  Coredon، Christopher (2007). A Dictionary of Medieval Terms & Phrases (ط. المُعاد نشرُها). Woodbridge, UK: D. S. Brewer. ص. 80. ISBN:978-1-84384-138-8.
18. ↑  Geary, Patrick J. [بالإنجليزية] (1988). Before France and Germany: The Creation and Transformation of the Merovingian World. Oxford, UK: Oxford University Press. ص. 56–57. ISBN:0-19-504458-4. مؤرشف من الأصل في 2022-08-07.
19. ↑  Lavisse، Ernest (1901). Histoire de France depuis les origines jusqu’à la Révolution. France. ص. 45.{{استشهاد بكتاب}}:  صيانة الاستشهاد: مكان بدون ناشر (link)
20. ↑  Ménard، Léon [بالإنجليزية] (1737). Histoire des évêques de Nismes, où l'on voit ce qui s'est passé de plus mémorable dans cette ville pendant leur épiscopat, par rapport à la religion. Paris. ص. 98.
21. ↑  Lavisse، Ernest (1901). Histoire de France depuis les origines jusqu’à la Révolution. France. ص. 84.{{استشهاد بكتاب}}:  صيانة الاستشهاد: مكان بدون ناشر (link)
22. ↑  Collins, Roger (1989). The Arab Conquest of Spain 710-797. Oxford, UK / Cambridge, US: Blackwell. ص. 83. ISBN:0-631-19405-3.
23. ↑  Meadows, Ian. "The Arabs in Occitania", Saudi Aramco World: Arab and Islamic Culture and Connections نسخة محفوظة 29 نوفمبر 2014 على موقع واي باك مشين.
24. ↑  "Historique". "Basilique Saint-Martin" (official website) (بالفرنسية). Archived from the original on 2011-09-10. Retrieved 2008-09-16.
25. ↑  Reinaud، Joseph Toussaint (1836). Invasions des Sarrazins en France, et de France en Savoie, en Piémont et dans la Suisse. Paris. ص. 23. مؤرشف من الأصل في 2020-01-09.
26. ↑  Reinaud، Joseph Toussaint (1836). Invasions des Sarrazins en France, et de France en Savoie, en Piémont et dans la Suisse. Paris. ص. 29 - 32. مؤرشف من الأصل في 2020-01-09.
27. ↑  Wolf, Kenneth Baxter (2000). Conquerors and Chroniclers of Early Medieval Spain. Liverpool University Press. ISBN 0-85323-554-6, p. 145
28. ↑  Oman, 1960, p. 167, gives the traditional date of October 10, 732. Lynn White, Jr., Medieval Technology and Social Change, 1962, citing M. Baudot, 1955, goes with October 17, 733. Roger Collins, The Arab Conquest of Spain, 1989, concludes "late (October?) 733" based on the "likely" appointment date of the successor of Abdul Rahman, who was killed in the battle. See White, p. 3, note 3, and Collins, pp. 90-91.
29. ↑  Fouracre, Paul (2000). The Age of Charles Martel. Pearson Education. ISBN 0-582-06476-7, p. 96.
30. ↑  Santosuosso، Antonio (2004). Barbarians, Marauders, and Infidels. Westview Press. ص. 126. ISBN:0-8133-9153-9.
31. ↑  Riche, Pierre (1993). The Carolingians: A Family Who Forged Europe. University of Pennsylvania Press. ISBN 0-8122-1342-4, p. 45.
32. ↑  Halsall, Guy (2003). Warfare and Society in the Barbarian West 450-900. London: Routledge. ISBN 0-415-23939-7, p. 226.
33. ↑  Mastnak, Tomaz (2002). Crusading Peace: Christendom, the Muslim World, and Western Political Order. University of California Press. ISBN 0-520-22635-6, p. 101.
34. ↑  Fouracre، Paul (2000). The Age of Charles Martel. Harlow: Longman. ص. 97. ISBN:0-582-06476-7.
35. ↑  Lewis، Archibald R. (1965). The Development of Southern French and Catalan Society, 718–1050. Austin: University of Texas Press. ص. 23. مؤرشف من الأصل في 5 ديسمبر 2019. اطلع عليه بتاريخ 15 حُزيران (يونيو) 2012. {{استشهاد بكتاب}}: تحقق من التاريخ في: |تاريخ الوصول= (مساعدة)
36. ↑  Xavier de Planhol؛ Paul Claval (1994). An Historical Geography of France (ط. المُصوَّرة). Cambridge University Press. ص. 84. ISBN:9780521322089.
37. ↑  Reinaud، Joseph Toussaint (1836). Invasions des Sarrazins en France, et de France en Savoie, en Piémont et dans la Suisse. Paris. ص. 311 - 312. مؤرشف من الأصل في 2020-01-09.

## وصلات خارجيَّة
- الفُتُوحات الإسلاميَّة في فرنسا. بِقلم: أحمد أمين محمد، من ساسة پوست.
- تاريخ الفتح الإسلامي في فرنسا. بِقلم: طٰه عبد المقصود، من موقع قصَّة الإسلام.
- فتنة الخوارج في المغرب وأثرها على الفُتُوحات الإسلاميَّة في أُورُبَّا. بِقلم: أحمد الظرافي، من موقع البيان.